# República de China
La República de China (RDC o RCh; en chino tradicional, 中華民國; pinyin, Zhōnghuá Mínguó; Wade-Giles, Chung-hua Min-kuo) es el nombre oficial de un Estado con reconocimiento limitado situado en Asia Oriental, cuyo territorio se limita desde 1949 al archipiélago de Taiwán (en chino tradicional, 臺灣; pinyin, Táiwān), nombre con el que es mucho más popularmente conocido. Sus países vecinos son la República Popular China (RPC) al noroeste, Japón al noreste, y Filipinas al sur. La isla de Taiwán, también conocida históricamente como Formosa, tiene un área de 35 808 km², con cadenas montañosas que dominan los dos tercios orientales y llanuras en el tercio occidental, donde se concentra su población altamente urbanizada. Taipéi es la capital y conforma el área metropolitana más grande. Otras ciudades importantes son Kaohsiung, Taichung, Tainan y Taoyuan. Con 23.4 millones de habitantes, Taiwán se encuentra entre los Estados más densamente poblados y es el país con más habitantes y con la economía más potente de entre aquellos que no forman parte de las Naciones Unidas. 
En 1912, China tomó legalmente el nombre de República de China, tras el derrocamiento de la monarquía. En 1949, al finalizar la guerra civil, el Partido Nacionalista fue desplazado por el Partido Comunista de la mayor parte del territorio chino, quedando limitado al territorio del archipiélago de Taiwán, con el nombre de República de China, mientras que el resto del país tomó el nombre de República Popular de China. Ambos gobiernos sostuvieron que China seguía siendo un solo país y cada uno de ellos se atribuyó su representación. 
Durante la época de la Guerra Fría, debido a este enfrentamiento ideológico entre los dos regímenes chinos, la República de China fue citada frecuentemente como China nacionalista, al mismo tiempo que la República Popular China era identificada con los apelativos de «popular» o «comunista». La realidad territorial actual ha hecho que en las últimas décadas estos nombres hayan caído en desuso, y por lo tanto la República de China —también conocida como China Taipéi en grandes eventos deportivos— habitualmente a nivel internacional recibe la denominación de «Taiwán» mientras que el nombre de «China» internacionalmente se aplica principalmente a la República Popular China, eso se debe a que la gran mayoría de los Estados reconocen como la legítima China a la República Popular China y no a la República de China.
A principios de la década de 1960, Taiwán entró en un período de rápido crecimiento económico e industrialización llamado el «milagro de Taiwán». A finales de la década de 1980 y principios de la década de 1990, la República de China pasó de una dictadura militar de un solo partido a una democracia multipartidista con un sistema semipresidencial. De hecho, la economía industrial orientada a la exportación de la RDC es la 21.ª más grande del mundo, con importantes contribuciones de la fabricación de acero, maquinaria, electrónica y productos químicos. La RDC es un país desarrollado, que ocupa el puesto 15.º en el PIB per cápita. Está altamente calificado en términos de libertades políticas y civiles, educación, atención médica y desarrollo humano.
El estatus político de la República de China sigue siendo incierto. La RDC ya no es miembro de la ONU, ya que fue reemplazada por la República Popular China en 1971. Taiwán es reclamada por la República Popular China, que rechaza las relaciones diplomáticas con países que la reconocen. Taiwán mantiene vínculos oficiales con 14 de los 193 Estados miembros de la ONU y la Santa Sede. Las organizaciones internacionales en las que participa la RPC se niegan a otorgar membresía a Taiwán o le permiten participar solo de manera no estatal. Taiwán es miembro de la Organización Mundial del Comercio, el Foro de Cooperación Económica Asia-Pacífico y el Banco Asiático de Desarrollo bajo varios nombres. Los países cercanos y los países con grandes economías mantienen vínculos no oficiales con la RDC a través de oficinas de representación e instituciones que funcionan como embajadas y consulados de facto. A nivel nacional, la principal división política es entre los partidos que favorecen la eventual reunificación china y promueven una identidad china en contraste con aquellos que aspiran a mantener la independencia y promueven la identidad taiwanesa, aunque ambas partes han moderado sus posiciones para ampliar su atractivo.

## Toponimia
El nombre oficial del estado es «República de China»; también se ha conocido con varios nombres a lo largo de su existencia. Poco después del establecimiento de la República de China en 1912, mientras dicho estado todavía se hallaba en el continente chino y Taiwán bajo dominio japonés, el gobierno chino utilizó la forma abreviada «China» (Zhōngguó, 中國) para referirse a sí mismo, que deriva de zhōng («central» o «medio») y guó («Estado», «Estado-nación»), un término que también se desarrolló bajo la dinastía Zhou en referencia a su dominio real, y el nombre se aplicó luego al área alrededor de Luoyi (actual Luoyang) durante la dinastía Zhou Oriental y luego a la Llanura Central de China antes de ser utilizado como sinónimo ocasional del Estado durante la dinastía Qing.
Durante las décadas de 1950 y 1960, después de que el gobierno se retirase a la isla de Taiwán al perder la guerra civil china, comúnmente se la denominó «China nacionalista» (o «China libre») para diferenciarla de la «China comunista» (o «China roja»).
Ya en Taiwán, la República de China fue miembro de las Naciones Unidas en representación de «China» hasta 1971, cuando perdió su asiento ante la República Popular de China. Durante las décadas siguientes, la República Popular de China ha pasado a ser conocida comúnmente como «China», mientras la República de China ha pasado a ser conocida como «Taiwán», el nombre de la isla principal, que comprende el 99 % del territorio bajo su control. En algunos contextos, especialmente en publicaciones gubernamentales de la República de China, el nombre se escribe como «República de China (Taiwán)», «República de China/Taiwán» o, a veces, «Taiwán (ROC)», siglas en inglés de Republic of China, para diferenciar esta «República de China» de la que gobernó el continente chino de 1912 a 1949. 
Actualmente, la República de China (Taiwán) participa en la mayoría de los foros y organizaciones internacionales bajo el nombre de «China Taipéi» (Chinese Taipei), debido a la presión diplomática de la República Popular de China, que trata de evitar que los demás países puedan referirse al país como «Taiwán» o «República de China» (los dos nombres oficiales que aparecen en los documentos de identidad taiwaneses), puesto que esto reafirmaría que se trata de un país independiente. Por lo tanto, es el nombre pactado con el que se ha permitido al equipo taiwanés competir en los Juegos Olímpicos desde 1984, y fue el nombre de Taiwán como observador en la Organización Mundial de la Salud, de donde fue expulsada en 2017 por presión del gobierno chino. En 2020, durante la pandemia del coronavirus, el gobierno chino también presionó a la OMS para que censurara a Taiwán y se refiriera al país como «Taipei y alrededores» («Taipei and environs»). Anteriormente, ya había presionado a la OMS para hacer pasar a Taiwán por una municipalidad de China, logrando que brevemente fuera apodada «Municipalidad de Taipei».

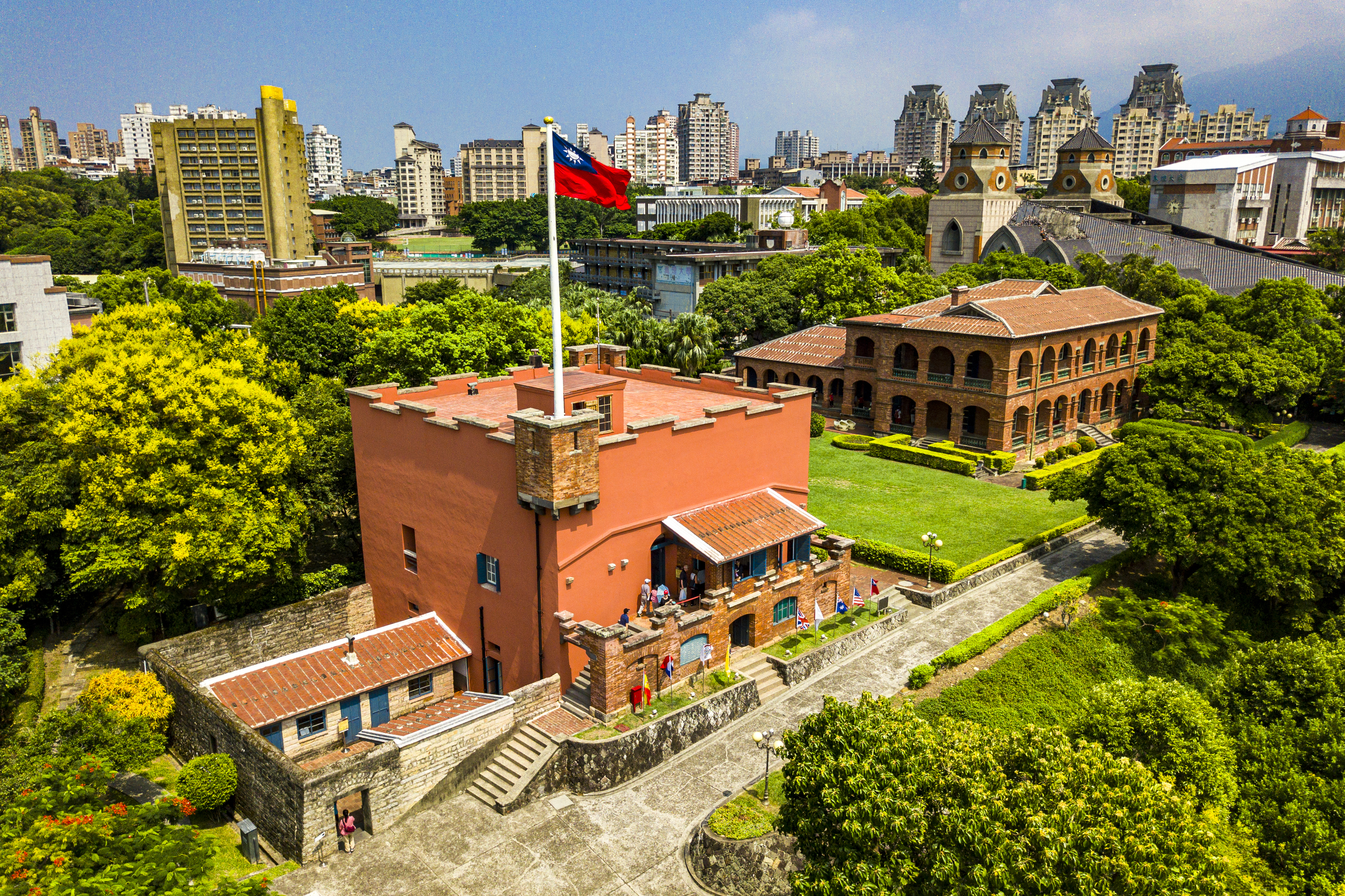
Fuerte de Santo Domingo, vestigio de la colonización española de partes de Taiwán

## Historia
La isla de Taiwán ha sido habitada desde hace al menos 30 000 años; su población original es de origen malayo-polinesio y desarrolló una sociedad agraria de la que se conoce poco debido a la falta de documentos escritos. No es hasta la llegada de los europeos en el siglo XVI cuando se comienzan a tener testimonios escritos de la historia de la isla. Los portugueses fueron los primeros europeos en llegar al territorio, denominando la isla Formosa (‘hermosa’), sin embargo, los primeros en asentarse fueron los españoles, quienes construyeron un poblado denominado San Salvador, en el norte de la isla. Los holandeses, por su parte, se asentaron en el sur de la isla, expulsando en 1642 a los españoles y dominando por primera vez a la población originaria de la isla, estableciendo un gobierno colonial en la Formosa neerlandesa durante un periodo de 40 años. La presencia de los holandeses en la isla, frenó el avance territorial de Japón, que se interesó en conquistar Formosa.

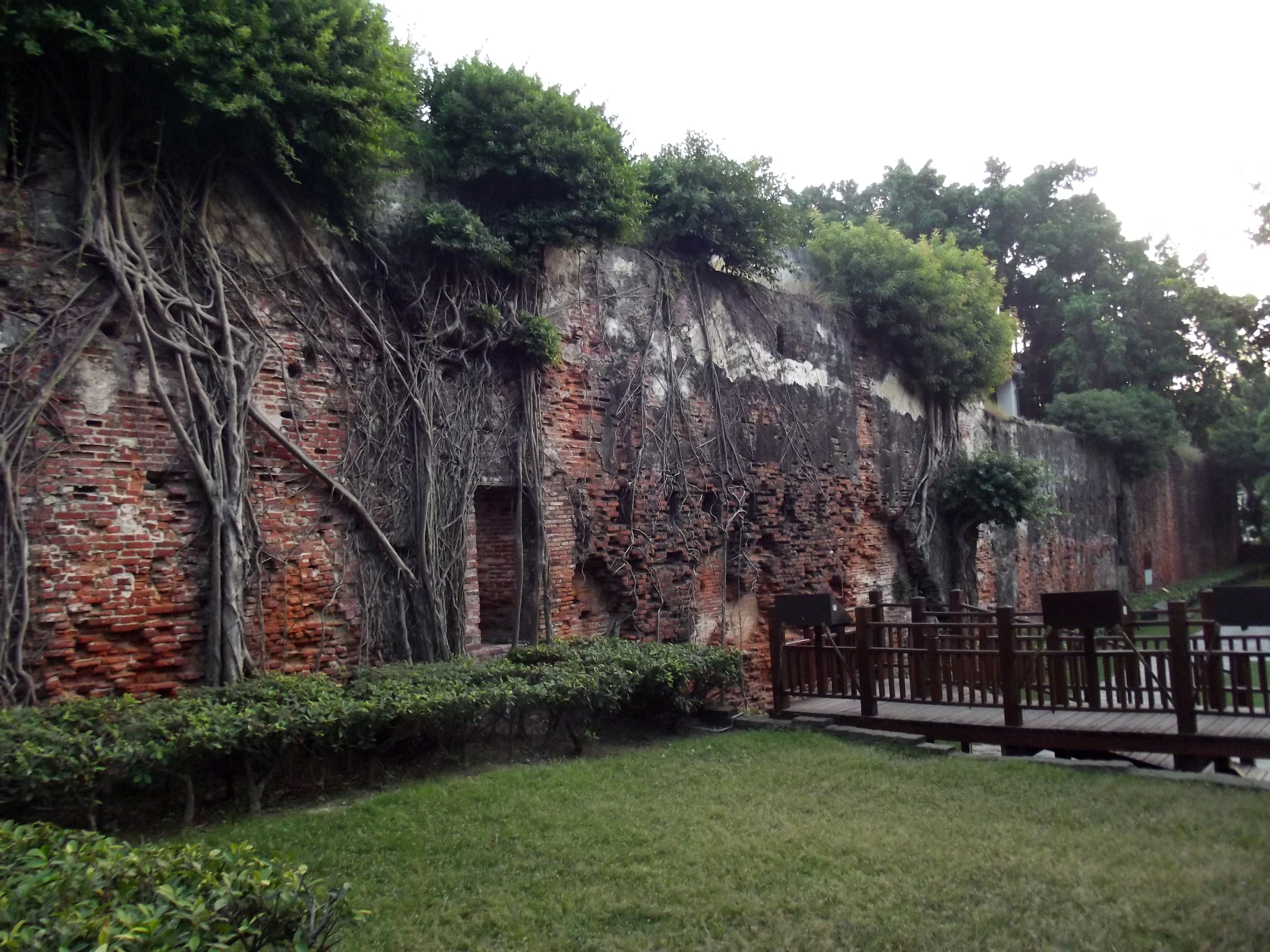
Ruinas del Fuerte Zeelandia construido por los Neerlandeses en Taiwán en 1634

En 1662, los chinos comienzan a controlar por primera vez la isla, expulsando a los holandeses y estableciendo el Reino de Tungning. Posteriormente, tras la caída del mismo, el territorio se integraría en el Imperio Qing, estando controlada por China durante dos siglos. En este periodo se produjo la inmigración de población procedente de la China continental a la isla, principalmente de la etnia hoklo, que provenían de la provincia de Fujian, aunque también había de la etnia hakka, procedentes de la provincia de Cantón.
En 1895, tras el fin de la primera guerra sino-japonesa, Taiwán fue cedida por parte de China al Imperio Japonés como parte del Tratado de Shimonoseki. Sin embargo, los japoneses se encontraron con la oposición de la población local, de origen principalmente chino, y estos proclamaron la independencia del territorio, formando la República de Taiwán, que tuvo una breve duración debido a la invasión del ejército japonés, que derrotó a la resistencia en 5 meses. Desde este momento, el territorio de Taiwán fue administrado por Japón hasta el fin de la II Guerra Mundial.

Mientras Taiwán todavía estaba bajo dominio japonés, se fundó en China continental la República de China, el 1 de enero de 1912, tras la Revolución Xinhai, que comenzó con el levantamiento de Wuchang el 10 de octubre de 1911, y acabó reemplazando a la dinastía Qing y terminó así con más de dos mil años de dominio imperial en China. Desde su fundación hasta 1949 tenía su centro en China continental. La autoridad central aumentó y disminuyó en respuesta al caudillismo militar (1915-1928), la invasión japonesa (1937-1945) y la guerra civil china (1927-1950), con la autoridad central más fuerte durante la década de Nankín (1927-1937), cuando la mayoría de China quedó bajo el control del Kuomintang (KMT) bajo un estado autoritario de un solo partido.

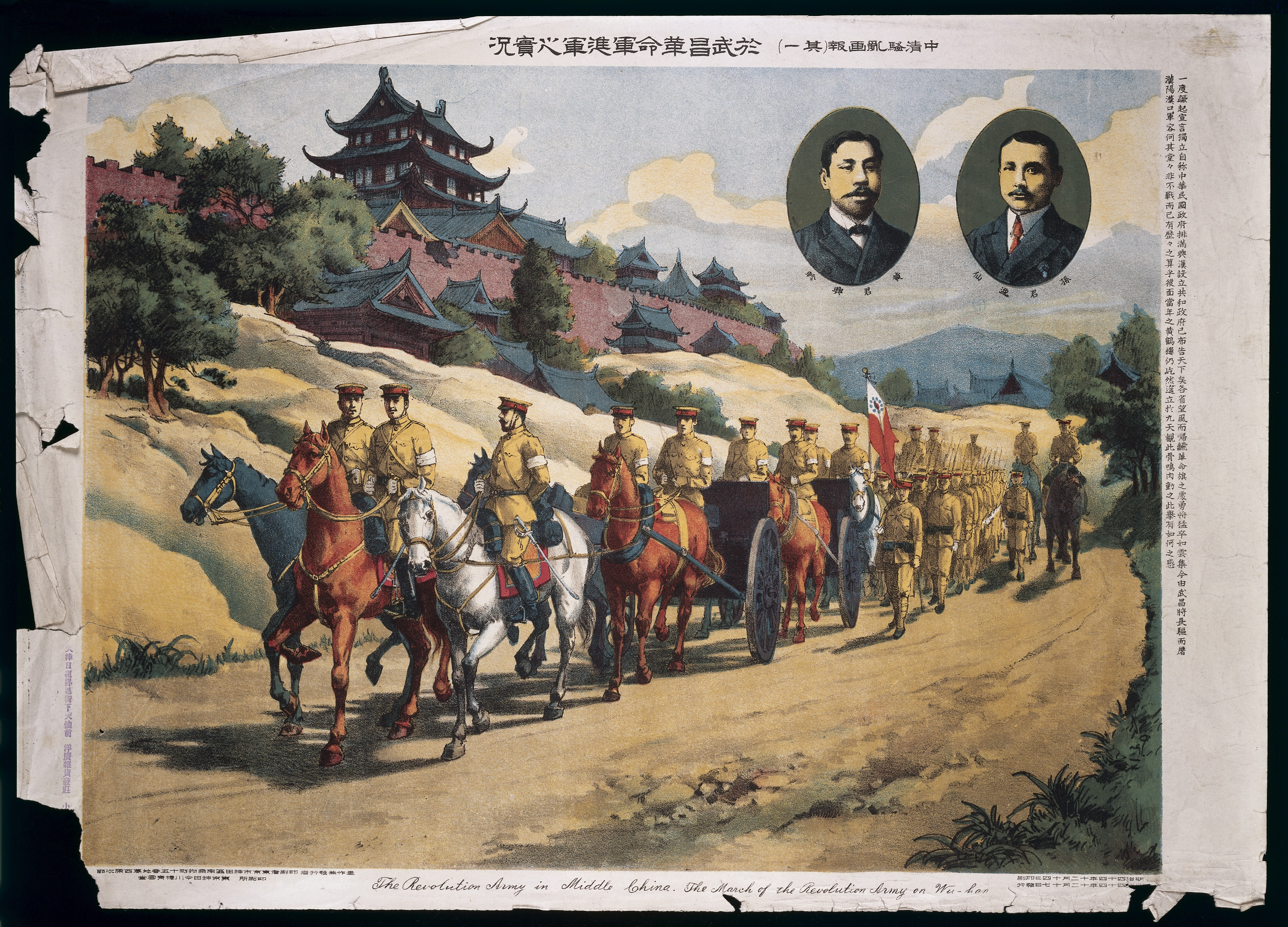
El ejército insurgente en Wuhan, 1911, durante el alzamiento contra los Qing.

Después de la rendición de Japón el 25 de octubre de 1945, la Armada de los Estados Unidos transportó tropas de la República de China a Taiwán para aceptar la rendición formal de las fuerzas militares japonesas en Taipéi en nombre de las Potencias Aliadas, como parte de la Orden General n.º 1 para la ocupación militar temporal. El general Rikichi Andō, gobernador general de Taiwán y comandante en jefe de todas las fuerzas japonesas en la isla, firmó el recibo y se lo entregó al general Chen Yi del ejército de la República de China para completar la rotación oficial.

Chen Yi proclamó que ese día era el «Día del Retorno de Taiwán», pero los Aliados consideraron que Taiwán y las Islas Penghu estaban bajo ocupación militar y aún bajo soberanía japonesa hasta 1952, cuando entró en vigor el Tratado de San Francisco. Aunque la Declaración de El Cairo de 1943 había previsto devolver estos territorios a China, no tenía estatus legal como tratado, y también en el Tratado de San Francisco y el Tratado de Taipéi, Japón renunció a todas las reclamaciones sin especificar a qué país se entregarían. Esto introdujo el estado de soberanía en disputa de Taiwán y la cuestión de si la República de China tiene soberanía sobre Taiwán o solo sobre las islas Kinmen y Matsu.

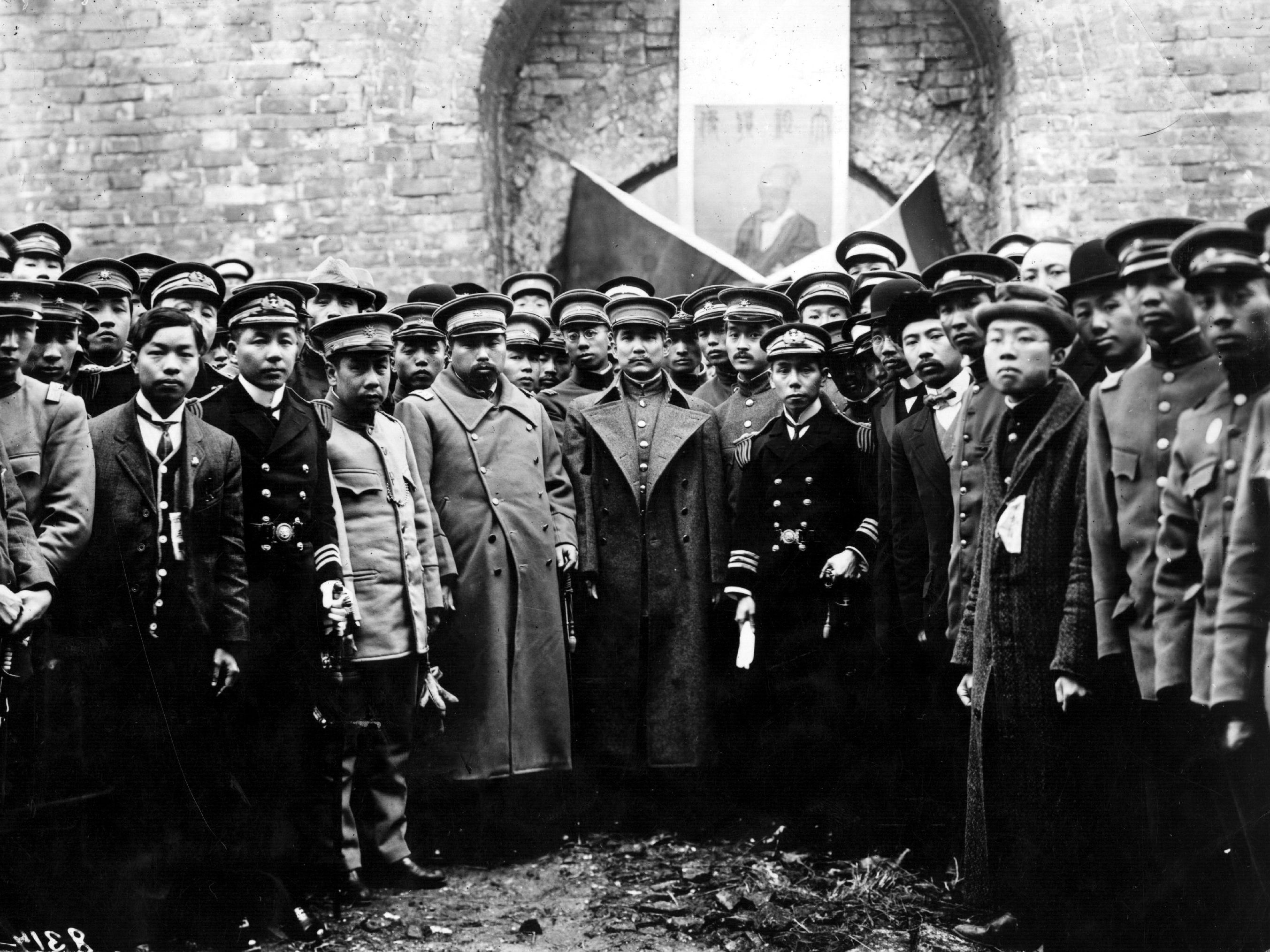
Sun Yat-sen (centro de la imagen) durante la Revolución de Xinhai.

La isla no fue afectada por la destrucción durante la Segunda Guerra Mundial. A su llegada, los soldados chinos quedaron asombrados y describieron un país desarrollado y casi intacto. Sin embargo, pronto apareció la escasez de alimentos y se extendieron las epidemias de peste bubónica y cólera.

Retiro de los nacionalistas a Taipéi: después de que los nacionalistas perdieron Nanjing (Nankín), luego se mudaron a Guangzhou (Cantón), luego a Chongqing (Chungking), Chengdú (Chengtu) y Xichang (Sichang) antes de terminar en Taipéi.

La administración de la República de China en Taiwán bajo Chen Yi se vio afectada por las crecientes tensiones entre las personas nacidas en Taiwán y los continentales recién llegados, que se agravaron por problemas económicos, como la hiperinflación. Además, los conflictos culturales y lingüísticos entre los dos grupos llevaron rápidamente a la pérdida del apoyo popular al nuevo gobierno, mientras que el movimiento de masas dirigido por el comité de trabajo del Partido Comunista también tuvo como objetivo derrocar al gobierno del Kuomintang. El tiroteo de un civil el 28 de febrero de 1947 desencadenó disturbios en toda la isla, que fue suprimida con fuerza militar en lo que ahora se llama el Incidente del 28 de febrero. Las estimaciones principales del número de muertos varían de 18 000 a 30 000. Los asesinados eran principalmente miembros de la élite taiwanesa.

Después del final de la Segunda Guerra Mundial, la guerra civil china se reanudó entre los nacionalistas chinos (Kuomintang), liderados por Chiang Kai-shek, y el Partido Comunista de China, dirigido por Mao Zedong. A lo largo de los meses de 1949, una serie de ofensivas comunistas chinas llevaron a la captura de su capital, Nankín, el 23 de abril y la posterior derrota del ejército nacionalista en el continente, y los comunistas fundaron la República Popular de China el 1 de octubre.

Multitud ante el Auditorio Taihoku de Taipéi celebra la rendición de Japón ante los Aliados en 1945.

El 7 de diciembre de 1949, después de la pérdida de cuatro capitales, Chiang evacuó su gobierno nacionalista a Taiwán e hizo de Taipéi la capital temporal de la República de China (también llamada «capital de guerra» por Chiang Kai-shek). Unos dos millones de personas, formadas principalmente por soldados, miembros del gobernante Kuomintang y élites intelectuales y empresariales, fueron evacuados de China continental a Taiwán en ese momento, lo que se sumó a la población anterior de aproximadamente seis millones. Además, el gobierno de la República de China llevó a Taipéi muchos tesoros nacionales y gran parte de las reservas de oro y de divisas de China.
Después de perder la mayor parte del continente, el Kuomintang mantuvo el control del Tíbet, porciones de Qinghai, Xinjiang y Yunnan junto con la isla de Hainan hasta 1951, cuando los comunistas posteriormente también capturaron estos territorios, Hainan sería conquistada por los comunistas en mayo de 1950 tras la batalla de la isla de Hainan. A partir de este momento, el territorio del Kuomintang se redujo a las islas de Taiwán, Penghu, Kinmen y Matsu (provincia de Fujian), y dos islas principales de los grupos de islas Dongsha y Nansha. El Kuomintang continuó reclamando soberanía sobre toda «China», que definió para incluir a China continental, Taiwán, Mongolia Exterior y otras áreas. En China continental, los comunistas victoriosos afirmaron que gobernaban la única China (que según ellos incluía Taiwán) y que la República de China ya no existía.

### Dominio nacionalista chino de partido único

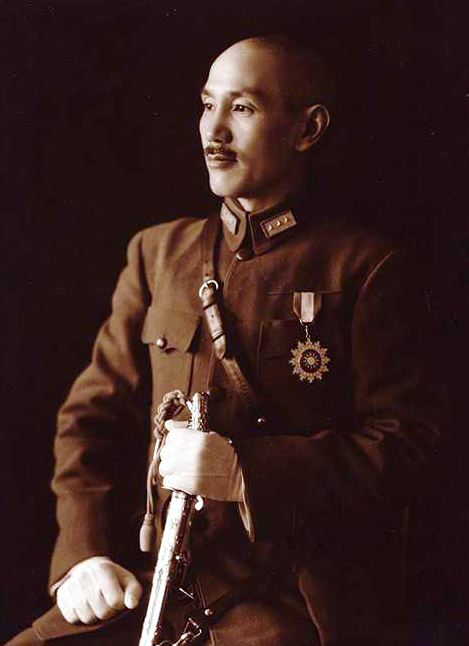
Chiang Kai-shek, líder del Kuomintang desde 1925 hasta su muerte en 1975.

La ley marcial, declarada en Taiwán en mayo de 1949, continuó vigente después de que el gobierno central se mudase a Taiwán. No fue derogado hasta 1987 y se utilizó como una forma de reprimir la oposición política en los años intermedios. Durante el Terror Blanco, como se conoce el período, 140 000 personas fueron encarceladas o ejecutadas por ser percibidas como anti-KMT o pro-comunistas. Muchos ciudadanos fueron arrestados, torturados, encarcelados y ejecutados por su vínculo real o percibido con los comunistas. Como estas personas eran principalmente de la élite intelectual y social, una generación entera de líderes políticos y sociales fue diezmada. En 1998, se aprobó una ley para crear la «Fundación de compensación por veredictos indebidos» que supervisaba la compensación a las víctimas y familias del Terror Blanco. El presidente Ma Ying-jeou se disculpó oficialmente en 2008, expresando su esperanza de que nunca haya una tragedia similar al Terror Blanco.
Inicialmente, Estados Unidos abandonó el KMT y esperaba que Taiwán cayera ante los comunistas. Sin embargo, en 1950 el conflicto entre Corea del Norte y Corea del Sur, que había estado en curso desde la retirada japonesa en 1945, se intensificó en una guerra en toda regla, y en el contexto de la Guerra Fría, el presidente de los Estados Unidos, Harry S. Truman, intervino nuevamente y envió la séptima flota de la Marina de los Estados Unidos hacia el estrecho de Taiwán para evitar hostilidades entre Taiwán y China continental. En el Tratado de San Francisco y el Tratado de Taipéi, que entraron en vigor respectivamente el 28 de abril de 1952 y el 5 de agosto de 1952, Japón renunció formalmente a todo derecho, reclamo y título sobre Taiwán y Penghu, y renunció a todos los tratados firmados con China antes de 1942. Ninguno de los tratados especificó a quién debería transferirse la soberanía sobre las islas, porque los Estados Unidos y el Reino Unido no estaban de acuerdo sobre si la República de China o la República Popular China eran el gobierno legítimo de China. El continuo conflicto de la guerra civil china durante la década de 1950, y la intervención de los Estados Unidos dio como resultado una legislación notable, como el Tratado de Defensa Mutua Sinoamericana y la Resolución Formosa de 1955.

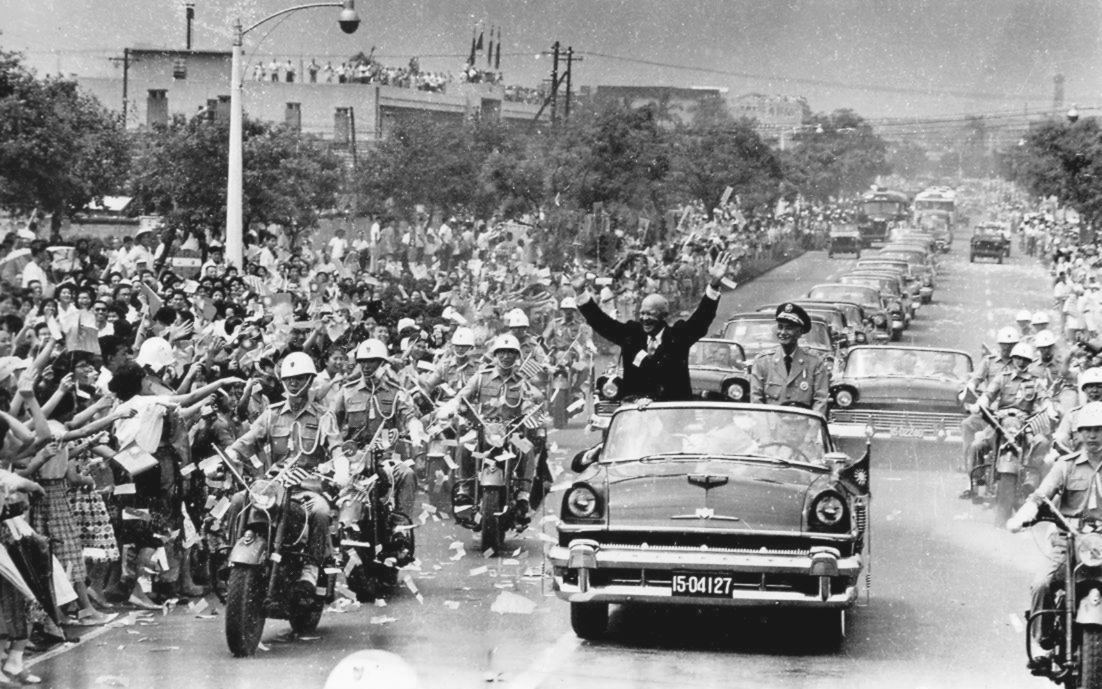
Con Chiang Kai-shek, el presidente estadounidense Dwight D. Eisenhower saludó a las multitudes durante su visita a Taipéi en junio de 1960.

Mientras la guerra civil china continuaba sin tregua, el gobierno construyó fortificaciones militares en todo Taiwán. Dentro de este esfuerzo, los veteranos del KMT construyeron la ahora famosa Autopista Central de la Isla a través del desfiladero de Taroko en la década de 1950. Las dos partes continuarían participando en enfrentamientos militares esporádicos con detalles raramente publicitados hasta la década de 1960 en las islas costeras de China con un número desconocido de incursiones nocturnas. Durante la Segunda Crisis del Estrecho de Taiwán en septiembre de 1958, en el paisaje de Taiwán se agregaron baterías de misiles Nike-Hercules, con la formación del Primer Batallón de Misiles del Ejército Chino que no se desactivaría hasta 1997. Las nuevas generaciones de baterías de misiles desde entonces han reemplazado los sistemas Nike Hercules en toda la isla.
Durante las décadas de 1960 y 1970, la República de China mantuvo un gobierno autoritario de un solo partido, mientras que su economía se industrializó y se orientó hacia la tecnología. Este rápido crecimiento económico, conocido como el «Milagro de Taiwán», fue el resultado de un régimen fiscal independiente de China continental y respaldado, entre otros, por el apoyo de los fondos estadounidenses y la demanda de productos taiwaneses. En la década de 1970, Taiwán era económicamente el segundo estado de más rápido crecimiento en Asia después de Japón. Taiwán, junto con Hong Kong, Corea del Sur y Singapur, se hizo conocido como uno de los «Cuatro tigres asiáticos». Debido a la Guerra Fría, la mayoría de las naciones occidentales y las Naciones Unidas consideraron a la República de China como el único gobierno legítimo de China hasta la década de 1970. Más tarde, especialmente después de la terminación del Tratado de Defensa Mutua sino-estadounidense, la mayoría de las naciones cambiaron el reconocimiento diplomático a la República Popular (tal como ratificó la Resolución 2758 de la Asamblea General de las Naciones Unidas).
Hasta la década de 1970, los críticos occidentales consideraban que el gobierno era antidemocrático por defender la ley marcial, por reprimir severamente cualquier oposición política y por controlar los medios. El KMT no permitió la creación de nuevos partidos y los que existieron no compitieron seriamente con el KMT. Por lo tanto, no existían elecciones democráticas competitivas. Sin embargo, desde fines de la década de 1970 hasta la década de 1990, Taiwán pasó por reformas y cambios sociales que lo transformaron de un estado autoritario a una democracia. En 1979, una protesta a favor de la democracia conocida como el incidente de Kaohsiung tuvo lugar en Kaohsiung para celebrar el Día de los Derechos Humanos. Aunque la protesta fue aplastada rápidamente por las autoridades, hoy se considera como el evento principal que unió a la oposición de Taiwán.

### Reformas democráticas
Chiang Ching-kuo, hijo y sucesor de Chiang Kai-shek como presidente, comenzó las reformas al sistema político a mediados de los años 1980. En 1984, el joven Chiang seleccionó a Lee Teng-hui, un tecnócrata nacido en Taiwán y educado en Estados Unidos, para que fuera su vicepresidente. En 1986, el Partido Democrático Progresista (DPP) se formó e inauguró como el primer partido de oposición en la República de China en contrarrestar el KMT. Un año después, Chiang Ching-kuo levantó la ley marcial en la isla principal de Taiwán (la ley marcial se levantó en Penghu en 1979, en las islas Matsu en 1992 y la en la isla Kinmen en 1993). Con el advenimiento de la democratización, el tema del estatus político de Taiwán resurgió gradualmente como un tema controvertido donde, anteriormente, la discusión de cualquier otra cosa que no fuera la unificación bajo la República de China era tabú.

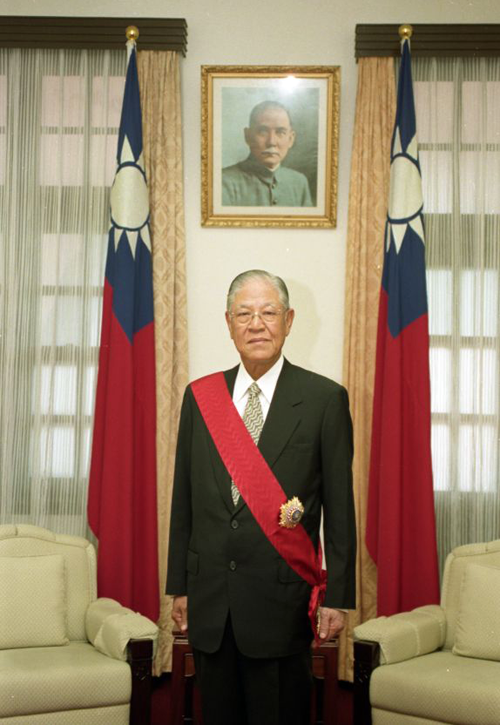
En 1988, Lee Teng-hui se convirtió en el primer presidente de la República de China nacido en Taiwán y fue elegido democráticamente en 1996.

Después de la muerte de Chiang Ching-kuo en enero de 1988, Lee Teng-hui lo sucedió y se convirtió en el primer presidente nacido en Taiwán. Lee continuó las reformas democráticas al gobierno y disminuyó la concentración de la autoridad gubernamental en manos de los chinos continentales. Bajo Lee, Taiwán se sometió a un proceso de localización en el que se promovió la cultura e historia taiwanesas desde un punto de vista pan-chino en contraste con las políticas anteriores del KMT que habían promovido una identidad china. Las reformas de Lee incluyeron la impresión de billetes del Banco Central en lugar del Banco Provincial de Taiwán, y la racionalización del Gobierno Provincial de Taiwán con la mayoría de sus funciones transferidas al Yuan Ejecutivo. Bajo Lee, los miembros originales del Yuan Legislativo y la Asamblea Nacional (un antiguo cuerpo legislativo supremo desaparecido en 2005), elegidos en 1947 para representar a los distritos electorales de China continental y habiendo ocupado los escaños sin reelección durante más de cuatro décadas, se vieron obligados a renunciar en 1991. La representación nominal anterior en el Yuan Legislativo llegó a su fin, lo que refleja la realidad de que la República de China no tenía jurisdicción sobre China continental, y viceversa. También se levantaron las restricciones sobre el uso del hokkien taiwanés en los medios de difusión y en las escuelas.
Las reformas democráticas continuaron en la década de 1990, con Lee Teng-hui reelegido en 1996, en la primera elección presidencial directa en la historia de la República de China. Durante los últimos años de la administración de Lee, estuvo involucrado en controversias de corrupción relacionadas con la liberación del gobierno de la compra de tierras y armas, aunque no se iniciaron procedimientos legales. En 1997, «para cumplir con los requisitos de la nación antes de la unificación nacional», se aprobaron los Artículos Adicionales de la Constitución de la República de China y luego la antigua «constitución de cinco poderes» se volvió más tripartita. En 2000, Chen Shui-bian, del Partido Progresista Democrático, fue elegido como el primer presidente no Kuomintang (KMT) y fue reelegido para cumplir su segundo y último mandato desde 2004. La política polarizada surgió en Taiwán con la formación de la Coalición pan-azul, dirigida por el KMT, y la Coalición pan-verde, dirigida por el DPP. El primero favorece la eventual reunificación china, mientras que el segundo favorece la independencia taiwanesa. A principios de 2006, el presidente Chen Shui-bian comentó: «El Consejo de Unificación Nacional dejará de funcionar. No se le asignará ningún presupuesto y su personal debe regresar a sus puestos originales… Las Directrices de Unificación Nacional dejarán de aplicarse».

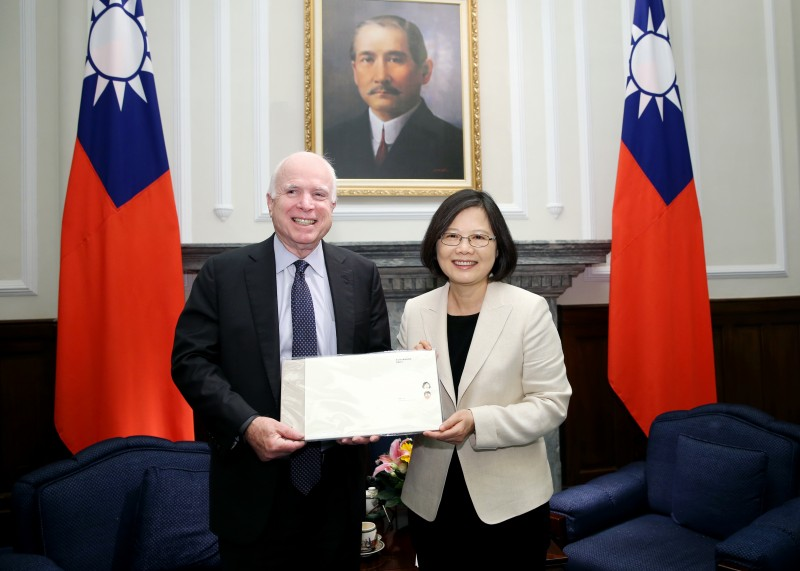
La expresidenta de Taiwán Tsai Ing-wen (derecha) junto al senador de los Estados Unidos, John McCain en Taipéi en 2016.

El 30 de septiembre de 2007, el gobernante DPP aprobó una resolución que afirmaba una identidad separada de China y pidió la promulgación de una nueva constitución para un «país normal». También pidió el uso general de «Taiwán» como el nombre del país, sin abolir su nombre formal, la República de China. La administración Chen también presionó por referéndums sobre las relaciones entre ambos lados del Estrecho en 2004 y la entrada de la ONU en 2008, ambas celebradas el mismo día de las elecciones presidenciales. Ambos fracasaron debido a la participación electoral por debajo del umbral legal requerido del 50 % de todos los votantes registrados. La administración Chen fue perseguida por las preocupaciones públicas sobre el crecimiento económico reducido, el estancamiento legislativo debido a un Yuan Legislativo controlado por la oposición y la corrupción que involucraba a la Primera Familia, así como a funcionarios del gobierno.
El KMT aumentó su mayoría en el Yuan Legislativo en las elecciones legislativas de enero de 2008, mientras que su nominado Ma Ying-jeou ganó la presidencia en marzo del mismo año, haciendo campaña en una plataforma de mayor crecimiento económico y mejores lazos con la República Popular bajo una política de «mutuo rechazo». Ma asumió el cargo el 20 de mayo de 2008, el mismo día en que el presidente Chen Shui-bian renunció y los fiscales le notificaron sobre posibles cargos de corrupción. Parte de la justificación para hacer campaña por estrechar los lazos económicos con la República Popular se deriva del fuerte crecimiento económico que China logró desde que se unió a la Organización Mundial del Comercio. Sin embargo, algunos analistas dijeron que a pesar de la elección de Ma Ying-jeou, las tensiones diplomáticas y militares con China no se habían reducido.
En 2016, Tsai Ing-wen del Partido Progresista Democrático (DPP) se convirtió en presidenta de Taiwán. La expresidenta Tsai pidió a la comunidad internacional que ayude a Taiwán a preservar su democracia a pesar del lenguaje amenazante utilizado contra Taiwán por Xi Jinping, secretario general del Partido Comunista de China. Tsai exhortó a la República Popular a «democratizar, respetar los derechos humanos y renunciar al uso de la fuerza militar contra Taiwán».
El 24 de mayo de 2017, el Tribunal Constitucional dictaminó que las leyes matrimoniales vigentes en ese momento habían violado la Constitución al negar a las parejas taiwanesas del mismo sexo el derecho a casarse. El Tribunal dictaminó que si el Yuan Legislativo no aprobara las enmiendas adecuadas a las leyes de matrimonio de Taiwán dentro de dos años, los matrimonios entre personas del mismo sexo se convertirían en lícitos automáticamente en Taiwán. El 17 de mayo de 2019, el parlamento de Taiwán aprobó un proyecto de ley que legaliza el matrimonio entre personas del mismo sexo, convirtiéndolo en el primero en Asia en hacerlo.

### Escalada de tensión con China (2022)
En 2022, la República de China (Taiwán) y la República Popular de China vivieron una importante escalada de tensión, debido a las maniobras efectuadas por el ejército chino en territorio marítimo aledaño a la Isla de Taiwán como respuesta de la visita de Nancy Pelosi (presidenta de la Cámara de Representantes de los Estados Unidos) a Taipéi. Las maniobras, las mayores efectuadas hasta la época, se realizaron en algunos puntos a solo 20 km de la costa taiwanesa, empleando fuego real y artillería de largo alcance, lo que supuso una amenaza para los taiwaneses, ante una posible invasión de la isla por parte de China. El 30 de agosto, las Fuerzas Armadas abrieron fuego en el archipiélago Kinmen contra tres drones procedentes de China que habían entrado en el espacio aéreo taiwanés, siendo la primera vez que se realizan disparos de advertencia contra aviones no tripulados de dicha procedencia.

## Gobierno y política

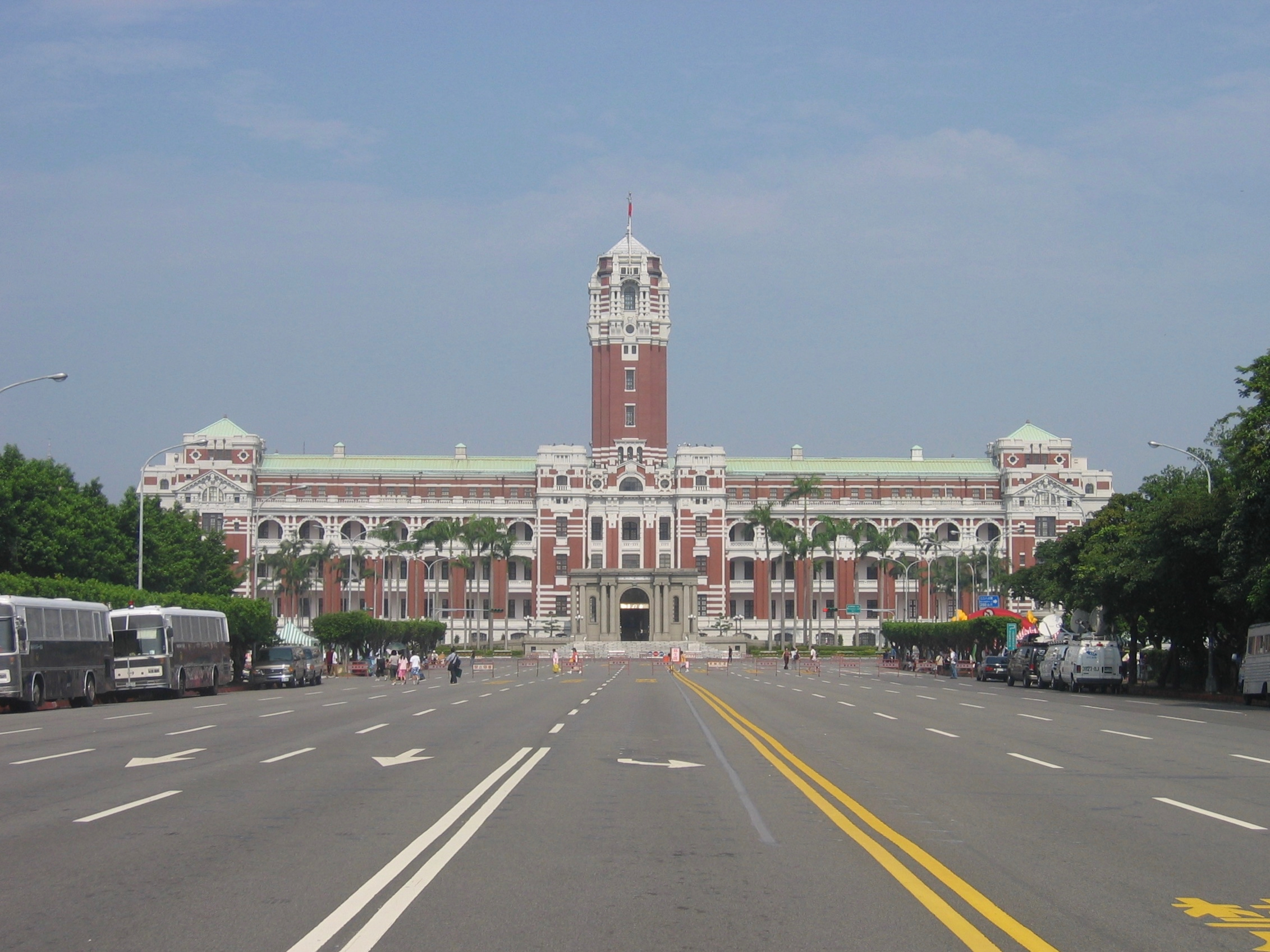
El edificio presidencial en Taipéi, la capital.

El gobierno de la República de China se fundó sobre la Constitución de la República de China y sus Tres Principios del Pueblo, que establece que la República de China «será una república democrática del pueblo, que se regirá por el pueblo y para el pueblo». El gobierno se divide en cinco ramas (Yuan): el Yuan Ejecutivo (gabinete), el Yuan Legislativo (Congreso o Parlamento), el Yuan Judicial, el Yuan de Control (agencia de auditoría) y el Yuan de Examen (agencia de examen del servicio civil). La constitución fue redactada antes de la caída de China continental ante el Partido Comunista de China. Fue creado por el KMT con el propósito de todo su territorio reclamado, incluido Taiwán, a pesar de que el Partido Comunista boicoteó la redacción de la constitución. La constitución entró en vigencia el 25 de diciembre de 1947. La República de China permaneció bajo la ley marcial desde 1948 hasta 1987 y gran parte de la constitución no estuvo vigente. Las reformas políticas que comenzaron a fines de la década de 1970 y continuaron hasta principios de la década de 1990 se transformaron en una democracia multipartidista. Desde el levantamiento de la ley marcial, la República de China se ha democratizado y reformado, suspendiendo los componentes constitucionales que originalmente estaban destinados a toda China. Este proceso de enmienda continúa. En 2000, el Partido Democrático Progresista (DPP) ganó la presidencia, poniendo fin al control continuo del gobierno por parte del KMT. En mayo de 2005, se eligió una nueva Asamblea Nacional para reducir el número de escaños parlamentarios e implementar varias reformas constitucionales. Estas reformas han sido aprobadas; la Asamblea Nacional ha votado esencialmente para abolirse y transferir el poder de la reforma constitucional a la votación popular.
El jefe de Estado y comandante en jefe de las fuerzas armadas es el presidente, que es elegido por voto popular por un máximo de dos mandatos de cuatro años lo mismo que el vicepresidente. El presidente tiene autoridad sobre el Yuan. El presidente nombra a los miembros del Yuan Ejecutivo como su gabinete, incluido un primer ministro, que es oficialmente el presidente del Yuan Ejecutivo; los miembros son responsables de la política y la administración.
El principal cuerpo legislativo es el Yuan Legislativo unicameral con 113 escaños. Setenta y tres son elegidos por voto popular de las circunscripciones uninominales; treinta y cuatro se eligen en función de la proporción de votos a nivel nacional recibidos por los partidos políticos participantes en una boleta de lista de partidos separada; y seis son elegidos de dos circunscripciones aborígenes de tres miembros. Los miembros sirven legislaturas de cuatro años. Originalmente, la Asamblea Nacional unicameral, como convención constitucional permanente y colegio electoral, tenía algunas funciones parlamentarias, pero la Asamblea Nacional fue abolida en 2005 con el poder de las enmiendas constitucionales entregadas al Yuan Legislativo y a todos los votantes elegibles de la República a través de referéndums.
El primer ministro es seleccionado por el presidente sin la necesidad de aprobación de la legislatura, pero la legislatura puede aprobar leyes sin tener en cuenta al presidente, ya que ni él ni el primer ministro ejercen el poder de veto. Por lo tanto, hay pocos incentivos para que el presidente y la legislatura negocien la legislación si son de partidos opuestos. Después de la elección de Chen Shui-bian de la coalición pan-verde como presidente en 2000, la legislación se estancó repetidamente debido a un punto muerto con el Yuan Legislativo, que estaba controlado por una mayoría pan-azul. Históricamente, la República de China ha estado dominada por la política de partido único de hombre fuerte. Este legado ha dado como resultado que los poderes ejecutivos se concentren actualmente en la oficina del presidente en lugar del primer ministro, a pesar de que la constitución no establece explícitamente el alcance del poder ejecutivo del presidente.
El Yuan Judicial es el máximo órgano judicial. Interpreta la constitución y otras leyes y decretos, juzga demandas administrativas y disciplina a los funcionarios públicos. El presidente y vicepresidente del Yuan Judicial y trece jueces adicionales forman el Consejo de Grandes Magistrados. Son nominados y nombrados por el presidente, con el consentimiento del Yuan Legislativo. El máximo tribunal, el Tribunal Supremo, consta de una serie de divisiones civiles y penales, cada una de las cuales está formada por un juez presidente y cuatro jueces asociados, todos nombrados de por vida. En 1993, se estableció un tribunal constitucional separado para resolver disputas constitucionales, regular las actividades de los partidos políticos y acelerar el proceso de democratización. No hay juicio por jurado, pero el derecho a un juicio público justo está protegido por la ley y se respeta en la práctica; muchos casos son presididos por múltiples jueces.
La pena de muerte todavía se usa en Taiwán, aunque el gobierno ha hecho esfuerzos para reducir el número de ejecuciones. Entre 2005 y 2009, se suspendió la pena capital. Sin embargo, según una encuesta realizada en 2006, alrededor del 80% de los taiwaneses todavía querían mantener la pena de muerte.
El Yuan de Control es una agencia de vigilancia que supervisa las acciones del ejecutivo. Puede considerarse una comisión permanente para la investigación administrativa y puede compararse con el Tribunal de Cuentas de la Unión Europea o la Oficina de Responsabilidad Gubernamental de los Estados Unidos.
El Yuan de Examen se encarga de validar la calificación de los funcionarios. Se basa en el antiguo sistema de examen imperial utilizado en la China dinástica. Se puede comparar con la Oficina Europea de Selección de Personal de la Unión Europea o la Oficina de Gestión de Personal de los Estados Unidos.
Hasta finales de la década de 1980, los principales políticos de Taiwán eran prácticamente todos reclutados entre la minoría de herederos de la derrota de 1949, en detrimento de los taiwaneses étnicos.Según la BBC: «Este grupo de personas, al que se conoce como chinos continentales y que contaba con cerca de millón y medio de personas, dominó la política taiwanesa durante muchos años, aunque sólo representa el 14 % de la población».

### Constitución
La Constitución fue redactada por el Kuomintang mientras la República de China aún gobernaba el territorio continental y entró en vigor el 25 de diciembre de 1947. La República de China permaneció bajo la ley marcial entre 1948 y 1987, por lo que gran parte de la Constitución no estuvo en vigor durante ese periodo. Las reformas políticas que comenzaron a finales de la década de 1970 dieron lugar al fin de la ley marcial en 1987, cuando Taiwán se transformó en una democracia multipartidista a principios de la década de 1990. La base constitucional de esta transición a la democracia se estableció gradualmente en los Artículos Adicionales de la Constitución de la República de China. Además, estos artículos suspendieron partes de la misma diseñadas para el gobierno de China, sustituyéndolas por artículos adaptados para el gobierno y la garantía de los derechos políticos de los residentes de la isla de Taiwán, tal y como se define en la ley que regula las relaciones entre el pueblo de la zona de Taiwán y la zona continental.
La Constitución de 1947 no prescribía explícitamente las fronteras nacionales y el Tribunal Constitucional se negó a definirlas en una interpretación de 1993, considerando la cuestión como un asunto político que debía ser resuelto por los poderes ejecutivo y legislativo. La Constitución de 1947 incluía artículos relativos a los representantes de los territorios de la antigua dinastía Qing, incluidos el Tíbet y Mongolia (aunque no especificaba si esto excluía a Mongolia Exterior). La República de China reconoció a Mongolia como país independiente en 1946, tras firmar el Tratado de Amistad y Alianza sino-soviético de 1945, pero tras retirarse a Taiwán en 1949 renunció al acuerdo para preservar su reivindicación sobre China. Los artículos adicionales de la década de 1990 no alteraron las fronteras nacionales, pero suspendieron los artículos relativos a los representantes mongoles y tibetanos. La República de China comenzó a aceptar el pasaporte mongol y eliminó las cláusulas que hacían referencia a Mongolia Exterior de la Ley que regula las relaciones entre los pueblos de la zona de Taiwán y la zona continental en 2002. En 2012, el Consejo de Asuntos del Continente emitió una declaración en la que aclaraba que Mongolia Exterior no formaba parte del territorio nacional de la República de China en 1947 y que la terminación del Tratado sino-soviético no había alterado el territorio nacional según la Constitución. La Comisión de Asuntos Mongoles y Tibetanos del Yuan Ejecutivo fue abolida en 2017.

### Estatus político

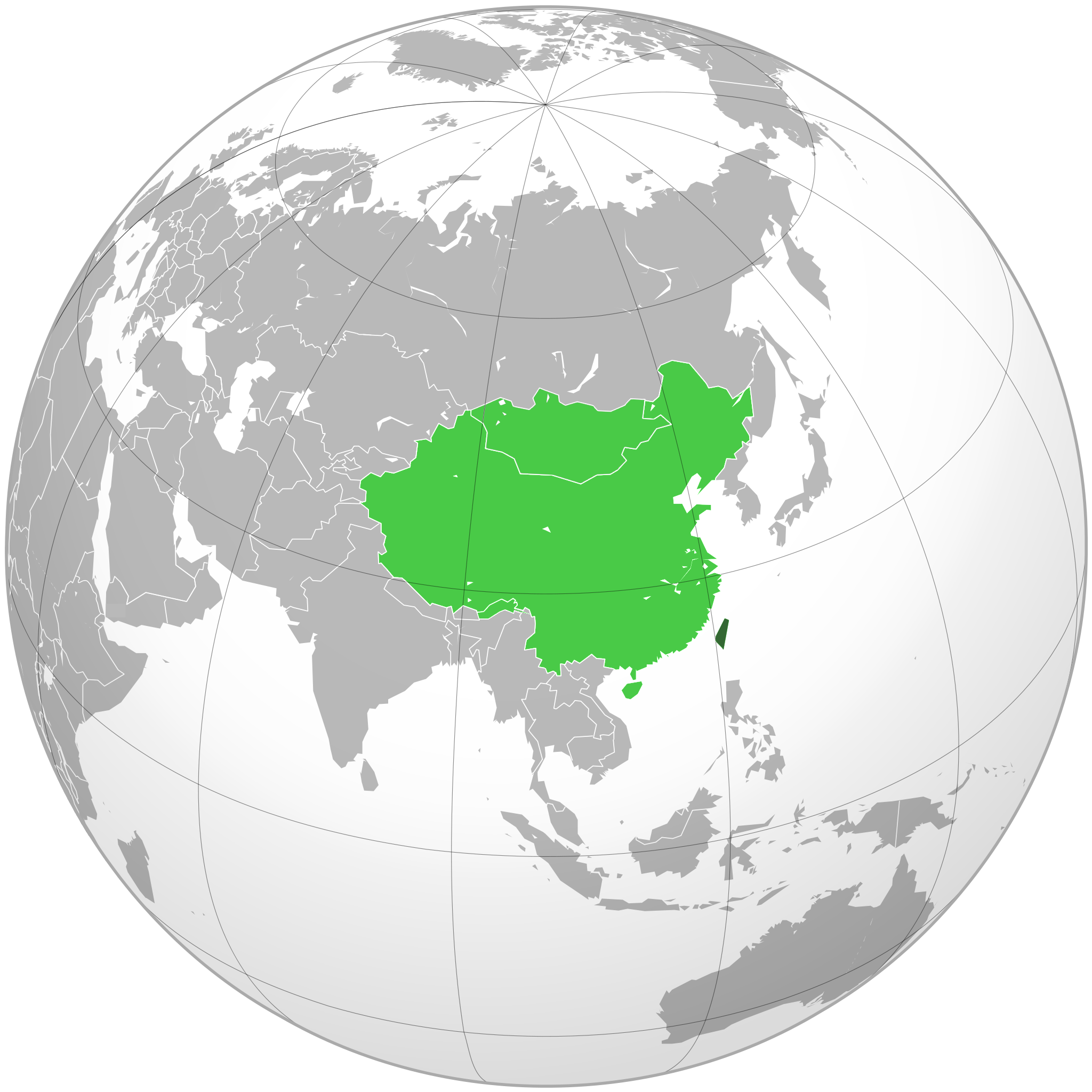
Área libre de la República de China.
Territorio reclamado.

Hasta 1949 la República de China fue el régimen que gobernaba la mayor parte de China. Ese año, el final de la guerra civil que enfrentó a la República con el Partido Comunista de China, llevó al gobierno del partido nacionalista chino Kuomintang a huir a la isla de Taiwán, donde se ha mantenido el antiguo régimen.
La República de China dejó de ser miembro de las Naciones Unidas en 1971, cuando los países miembros votaron a favor de que la República Popular ocupara el asiento correspondiente a China en la organización. A partir de los años 1980 se abandonó paulatinamente la idea de que el régimen de la República de China debía mantener su aspiración de retomar el control sobre toda China, y creció el grado de identificación entre el régimen político y su nueva realidad territorial. Esto ha motivado, en las últimas tres décadas, un proceso de taiwanización creciente de las instituciones de la isla, en las que el uso del nombre «Taiwán» se ha hecho mucho más frecuente. Durante la época de gobierno de Lee Teng-hui se favoreció de manera oficial el nombre República de China en Taiwán, mientras que desde que asumió la presidencia Chen Shui-bian se ha dado más difusión al nombre República de China (Taiwán). Estos nombres se han utilizado también en las solicitudes de readmisión del régimen taiwanés en las Naciones Unidas, que vienen siendo presentadas año tras año por los países que aún reconocen a la República de China. Estas solicitudes anuales son políticamente inviables, dada la oposición frontal de la República Popular China a cualquier reconocimiento como país independiente de lo que consideran una parte de su territorio.

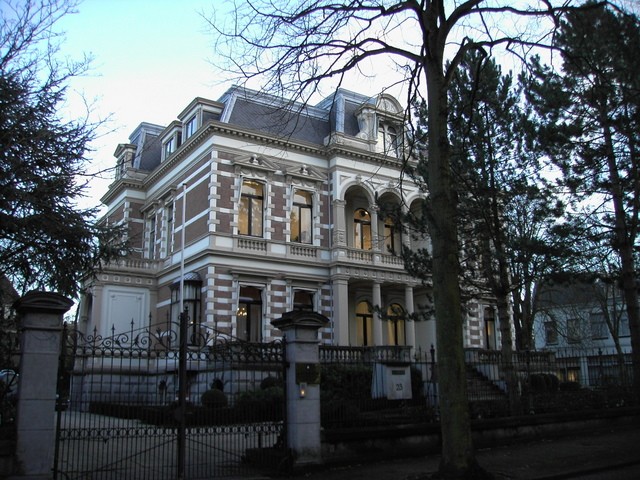
Oficina de Representación de Taiwán en los Países Bajos

En la actualidad, Taiwán es reconocido como la República de China por estos doce (12) países:
- Belice
- Guatemala
- Haití
- Islas Marshall
- Palaos
- Paraguay
- San Cristóbal y Nieves
- San Vicente y las Granadinas
- Santa Lucía
- Ciudad del Vaticano
- Suazilandia
- Tuvalu

Estas naciones corresponden a aquellos gobiernos que reciben ayuda al desarrollo procedente de Taiwán. Esta lista, no obstante, se va reduciendo año tras año por las presiones de la República Popular de China. El ingreso del territorio en la Organización Mundial del Comercio, apoyado por las autoridades del continente, al igual que el de Hong Kong, tuvo que realizarse bajo el nombre de «Chinese Taipei» (Taipéi China).
Los últimos en romper relaciones diplomáticas con la isla y establecerlas con la República Popular China son Nauru (el 15 de enero de 2024) y Honduras (el 25 de marzo de 2023).

#### Relaciones con la República Popular China (RPC)

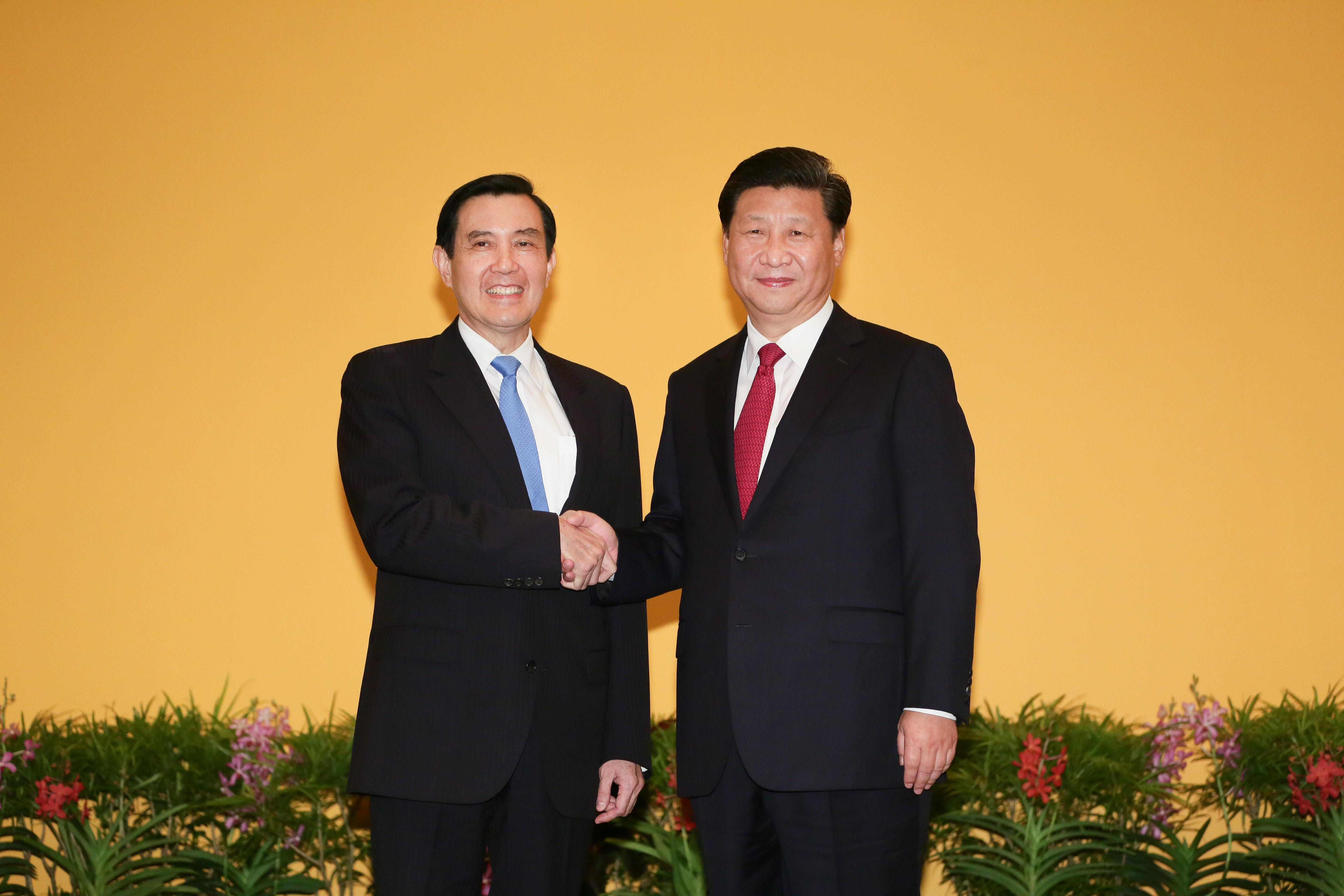
La histórica reunión Ma-Xi en 2015.

El entorno político se complica por la posibilidad de un conflicto militar si la República de China declara su independencia de jure. Es la política oficial de la República Popular China forzar la unificación si la unificación pacífica ya no es posible, como se indica en su ley antisecesión, y por esta razón hay una presencia militar sustancial en la costa de Fujian.
El 29 de abril de 2005, el presidente del Kuomintang, Lien Chan, viajó a Pekín y se reunió con el secretario general del Partido Comunista de China (PCCh) Hu Jintao, la primera reunión entre los líderes de los dos partidos desde el final de la guerra civil china en 1949. El 11 de febrero de 2014, el jefe del Consejo de Asuntos Continentales, Wang Yu-chi, viajó a Nankín y se reunió con el jefe de la Oficina de Asuntos de Taiwán, Zhang Zhijun, la primera reunión entre funcionarios de alto rango de ambos lados. Zhang realizó una visita recíproca a Taiwán y se reunió con Wang el 25 de junio de 2014, convirtiendo a Zhang en el primer funcionario de la República Popular a nivel ministerial que visita Taiwán. El 7 de noviembre de 2015, Ma Ying-jeou (era el presidente de Taiwán) y Xi Jinping (en su calidad de líder supremo de la República Popular China), pero durante el encuentro, ambos se llamaron como Señor Ma y Señor Xi, viajaron a Singapur y se reunieron, marcando el intercambio de más alto nivel entre las dos partes desde 1949. En respuesta al apoyo de Estados Unidos a Taiwán, el Ministerio de Defensa de la República Popular China (RPC) declaró en 2019 que: «si alguien se atreve a separar Taiwán de China, el ejército chino no tiene más remedio que luchar a toda costa».
La República Popular apoya una versión de la política de «Una sola China», que establece que Taiwán y China continental son parte de China, y que la República Popular China es el único gobierno legítimo de China. Utiliza esta política para evitar el reconocimiento internacional de la República de China como un estado soberano independiente, lo que significa que Taiwán participa en foros internacionales bajo el nombre de «China Taipéi». Con la aparición del movimiento de independencia de Taiwán, el nombre «Taiwán» se ha utilizado cada vez más en la isla.
La presidenta Tsai Ing-wen apoyó las protestas de Hong Kong en 2019 y expresó su solidaridad con el pueblo de Hong Kong. Prometiendo que mientras fuese la presidenta de Taiwán nunca aceptará «un país, dos sistemas».
El 13 de noviembre de 2020, el secretario de Estado de Estados Unidos, Mike Pompeo dijo: «Taiwán no ha sido parte de China».
Luego de la aclaración de Pompeo, Joanne Ou, la portavoz del Ministerio de Asuntos Exteriores de Taiwán, le agradeció y dijo:

La República China en Taiwán es un país soberano e independiente, y no forma parte de la República Popular China. Esto es un hecho y la situación actual.
Joanne Ou

#### Problemas políticos actuales
El problema político dominante en Taiwán es su relación con la República Popular China. Durante casi sesenta años, no hubo enlaces de transporte directo, incluidos vuelos directos, entre Taiwán y la China continental. Este fue un problema para muchas empresas taiwanesas que habían abierto fábricas o sucursales en China continental. La antigua administración del DPP temía que tales enlaces condujeran a una integración económica y política más estrecha con China continental y en el Discurso del Año Nuevo Lunar de 2006, el presidente Chen Shui-bian pidió una apertura gestionada de los enlaces. Los vuelos chárter directos de fin de semana entre Taiwán y China continental comenzaron en julio de 2008 bajo el gobierno del KMT, y los primeros vuelos chárter diarios directos despegaron en diciembre de 2008.

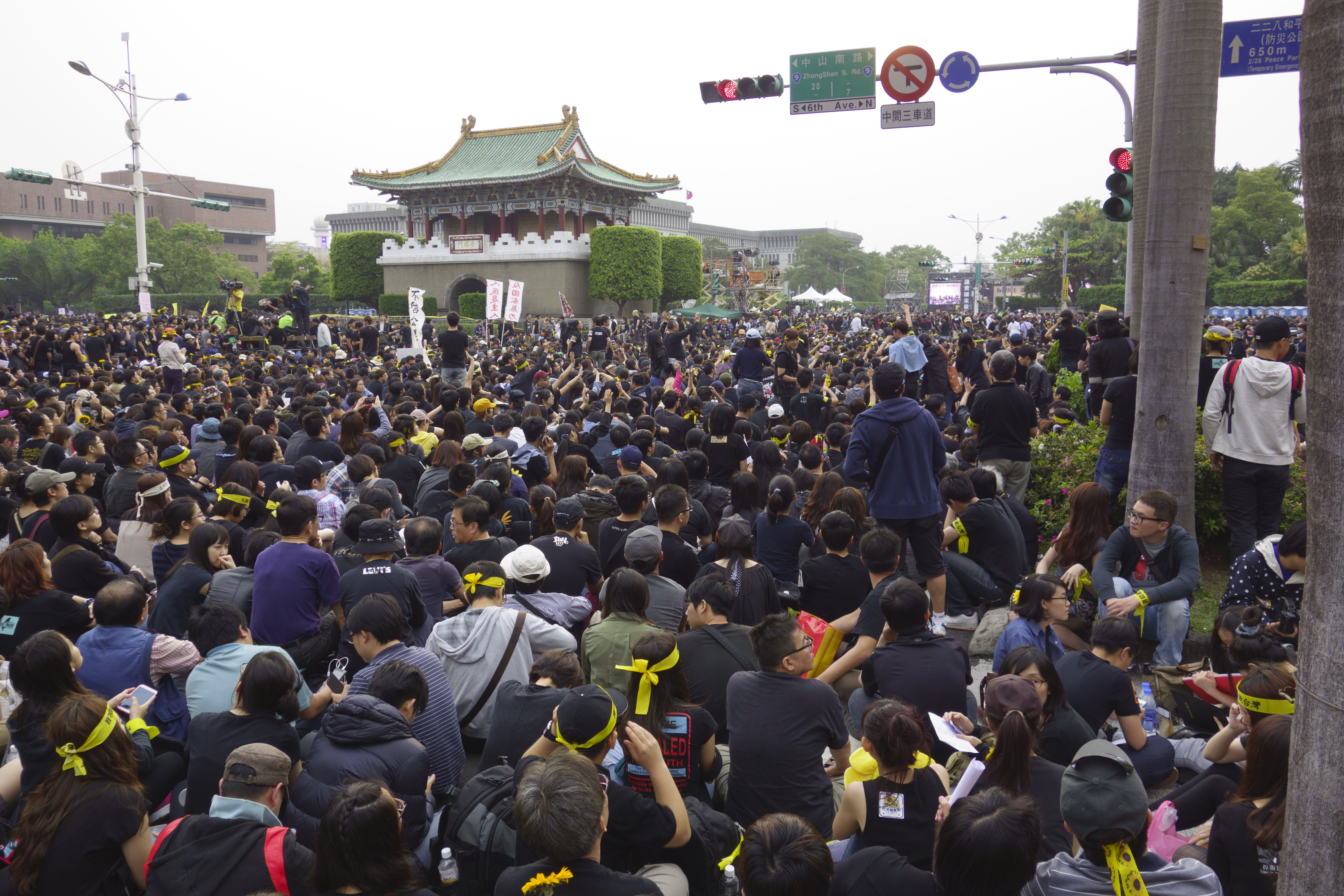
Protesta estudiantil en Taipéi contra un controvertido acuerdo comercial con China en marzo de 2014.

Otros asuntos políticos importantes incluyen la aprobación de un proyecto de ley de adquisición de armas que Estados Unidos autorizó en 2001. Sin embargo, en 2008, Estados Unidos se mostró reacio a enviar más armas a Taiwán por temor a obstaculizar la reciente mejora de los lazos entre China y Taiwán. Otro tema político importante es el establecimiento de una Comisión Nacional de Comunicaciones para hacerse cargo de la Oficina de Información del Gobierno, cuyo presupuesto publicitario ejerció un gran control sobre los medios.
Los políticos y sus partidos se han convertido en importantes problemas políticos. Se ha expuesto la corrupción entre algunos funcionarios de la administración del DPP. A principios de 2006, el presidente Chen Shui-bian estaba vinculado a una posible corrupción. El efecto político en el presidente Chen Shui-bian fue grande, causando una división en el liderazgo y los partidarios del DPP por igual. Finalmente condujo a la creación de un campo político dirigido por el exlíder del DPP, Shih Ming-teh, que cree que el presidente debería renunciar. Los activos del KMT continúan siendo otro problema importante, ya que alguna vez fue el partido político más rico del mundo. Cerca del final de 2006, el presidente de KMT, Ma Ying-jeou, también fue golpeado por controversias de corrupción, aunque desde entonces los tribunales lo han eximido de cualquier irregularidad. Después de completar su segundo mandato como presidente, Chen Shui-bian fue acusado de corrupción y lavado de dinero. Tras su condena, cumple una condena de 17 años en la Prisión de Taipéi.
Los líderes de Taiwán, incluidos la expresidenta Tsai y el ex primer ministro William Lai, han acusado repetidamente a China de difundir noticias falsas a través de las redes sociales para crear divisiones en la sociedad taiwanesa, influir en los votantes y apoyar a los candidatos más simpatizantes de Beijing antes de las elecciones locales taiwanesas de 2018. China ha sido acusada de llevar a cabo una guerra híbrida contra Taiwán.

#### Identidad nacional

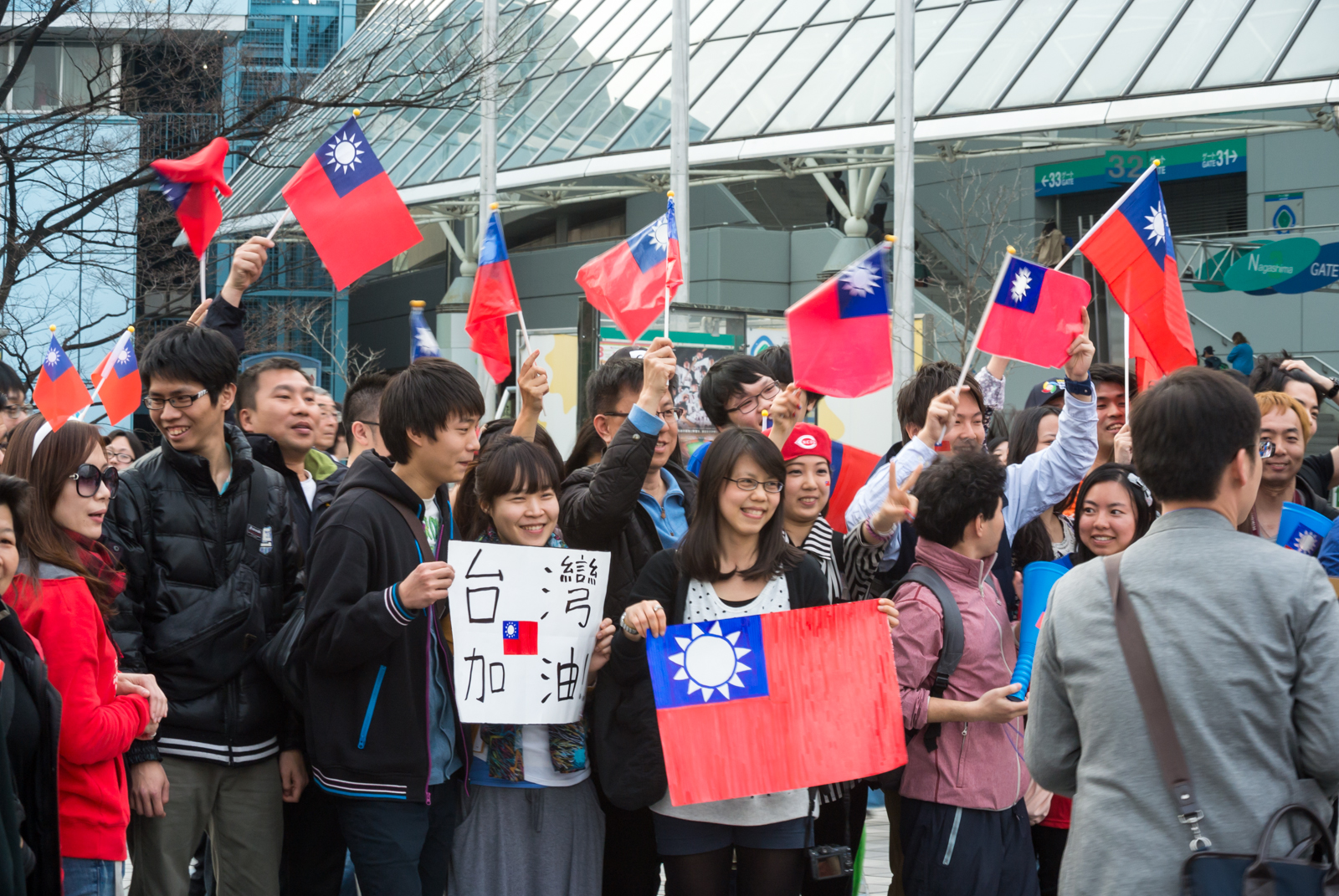
Taiwaneses con sus banderas en 2013.

Aproximadamente el 84% de la población de Taiwán son descendientes de inmigrantes chinos han de la China de Qing entre 1661 y 1895. Otra fracción significativa desciende de los chinos han que emigraron de China continental a fines de la década de 1940 y principios de la década de 1950. El origen cultural compartido combinado con varios cientos de años de separación geográfica, algunos cientos de años de separación política e influencias extranjeras, así como la hostilidad entre la República de China rival y la República Popular China han dado como resultado que la identidad nacional sea un tema polémico con connotaciones políticas. Desde las reformas democráticas y el levantamiento de la ley marcial, una identidad taiwanesa distinta (a diferencia de la identidad taiwanesa como un subconjunto de una identidad china) es a menudo el centro de los debates políticos. Su aceptación hace que la isla sea distinta de la China continental y, por lo tanto, puede verse como un paso hacia la formación de un consenso para la independencia de jure de Taiwán. La coalición pan-verde admite una identidad taiwanesa distinta, mientras que la coalición pan-azul solo admite una identidad china. El KMT ha minimizado esta postura en los últimos años y ahora apoya una identidad taiwanesa como parte de una identidad china.
Según una encuesta realizada en marzo de 2009, el 49 % de los encuestados se consideran solo taiwaneses y el 44 % de los encuestados se consideran taiwaneses y chinos. El 3% se considera solo chino. Otra encuesta, realizada en Taiwán en julio de 2009, mostró que el 82.8 % de los encuestados considera a la República de China y la República Popular China como dos países separados, cada uno de los cuales se desarrolla por su cuenta. Una encuesta realizada en diciembre de 2009 mostró que el 62 % de los encuestados se consideran solo taiwaneses, y el 22 % de los encuestados se consideran taiwaneses y chinos. El 8 % se considera solo chino. La encuesta también muestra que entre los encuestados de entre 18 y 29 años, el 75 % se considera solo taiwanés.
En la última encuesta realizada por la Universidad Nacional de Chengchi en 2014 y publicada a principios de 2015, el 60.6% de los encuestados se identificaron exclusivamente como taiwaneses, el 32.5% se identificaron como taiwaneses y chinos y el 3.5% se identificaron como chinos.
| Fecha             | Encuesta                                                           | Taiwanés | Chino  | Taiwanés y chino                      |
| ----------------- | ------------------------------------------------------------------ | -------- | ------ | ------------------------------------- |
| Junio de 2022     | Universidad Nacional de Chengchi                                   | 63.7 %   | 2.4 %  | 30.4 %                                |
| Abril de 2022     | Fundación de Opinión Pública de Taiwán                             | 80.1 %   | 5.3 %  | 10.2 %                                |
| Enero de 2015     | Universidad Nacional de Chengchi                                   | 60.6 %   | 3.5 %  | 32.5 %                                |
| Octubre de 2012   | TVBS Poll Center                                                   | 75 %     | 15 %   | (no es una opción para esta pregunta) |
| Octubre de 2012   | TVBS Poll Center                                                   | 55 %     | 3 %    | 37 %                                  |
| Diciembre de 2009 | Common Wealth Magazine                                             | 62 %     | 8%     | 22%                                   |
| Abril de 2008     | Comisión de Investigación, Desarrollo y Evaluación, Yuan ejecutivo | 67.1 %   | 13.6 % | 15.2 %                                |

## Organización territorial
El hecho de que la constitución taiwanesa incluya a la China continental como parte del territorio nacional provoca la paradoja de que la mayor parte del territorio real pertenece a una única provincia, la provincia de Taiwán, que comprende las cinco ciudades bajo administración provincial directa y los 15 distritos de la isla de Taiwán, así como el distrito de las Islas Pescadores o Penghu, que forman también parte de la provincia de Taiwán.
Además, las dos ciudades principales de la isla, Taipéi y Kaohsiung, son ciudades bajo administración directa del gobierno central, rango similar al provincial. La única parte del territorio controlado por la República de China que no pertenece a la provincia de Taiwán consiste en los pequeños archipiélagos de Quemoy, o Kinmen, y Matsu. Estas islas pequeñas están a escasos kilómetros de la costa de la China continental y oficialmente pertenecen a la provincia de Fuchien o Fukien, equivalente a la provincia de Fujian (en la romanización oficial Hanyu Pinyin) de la República Popular China.
La práctica coincidencia en la extensión territorial de las administraciones nacional y provincial desde 1949 llevó a una situación de administración duplicada. En los años 1990, con la renuncia formal de la República de China a recuperar el control de la China continental, se han ido eliminando las instituciones de la provincia de Taiwán, y desde 1998, la burocracia provincial ha sido prácticamente abolida, dejando a los distritos y a las municipalidades como subdivisiones territoriales principales.
| Nivel | Tipo de división                          | Tipo de división               | Tipo de división                           | Tipo de división                | Tipo de división                 | Total   |
| ----- | ----------------------------------------- | ------------------------------ | ------------------------------------------ | ------------------------------- | -------------------------------- | ------- |
| 1.º   | Municipio especial (直轄市 zhíxiáshì) (6) | Provincia (省 shěng) (2)       | Provincia (省 shěng) (2)                   | Provincia (省 shěng) (2)        | Provincia (省 shěng) (2)         | 22      |
| 2.º   | Municipio especial (直轄市 zhíxiáshì) (6) | Ciudad provincial (市 shì) (3) | Condado (縣 xiàn) (13)                     | Condado (縣 xiàn) (13)          | Condado (縣 xiàn) (13)           | 22      |
| 3.º   | Distrito (區 qū) (157)                    | Distrito (區 qū) (157)         | Ciudad de condado (縣轄市 xiànxiáshì) (17) | Municipio urbano (鎮 zhèn) (41) | Municipio rural (鄉 xiāng) (153) | 368     |
| 4.º   | Villa (里 lǐ)                             | Villa (里 lǐ)                  | Villa (里 lǐ)                              | Villa (里 lǐ)                   | Villa (村 cūn)                   | 7835    |
| 5.º   | Barrio (鄰 lín)                           | Barrio (鄰 lín)                | Barrio (鄰 lín)                            | Barrio (鄰 lín)                 | Barrio (鄰 lín)                  | 147 877 |

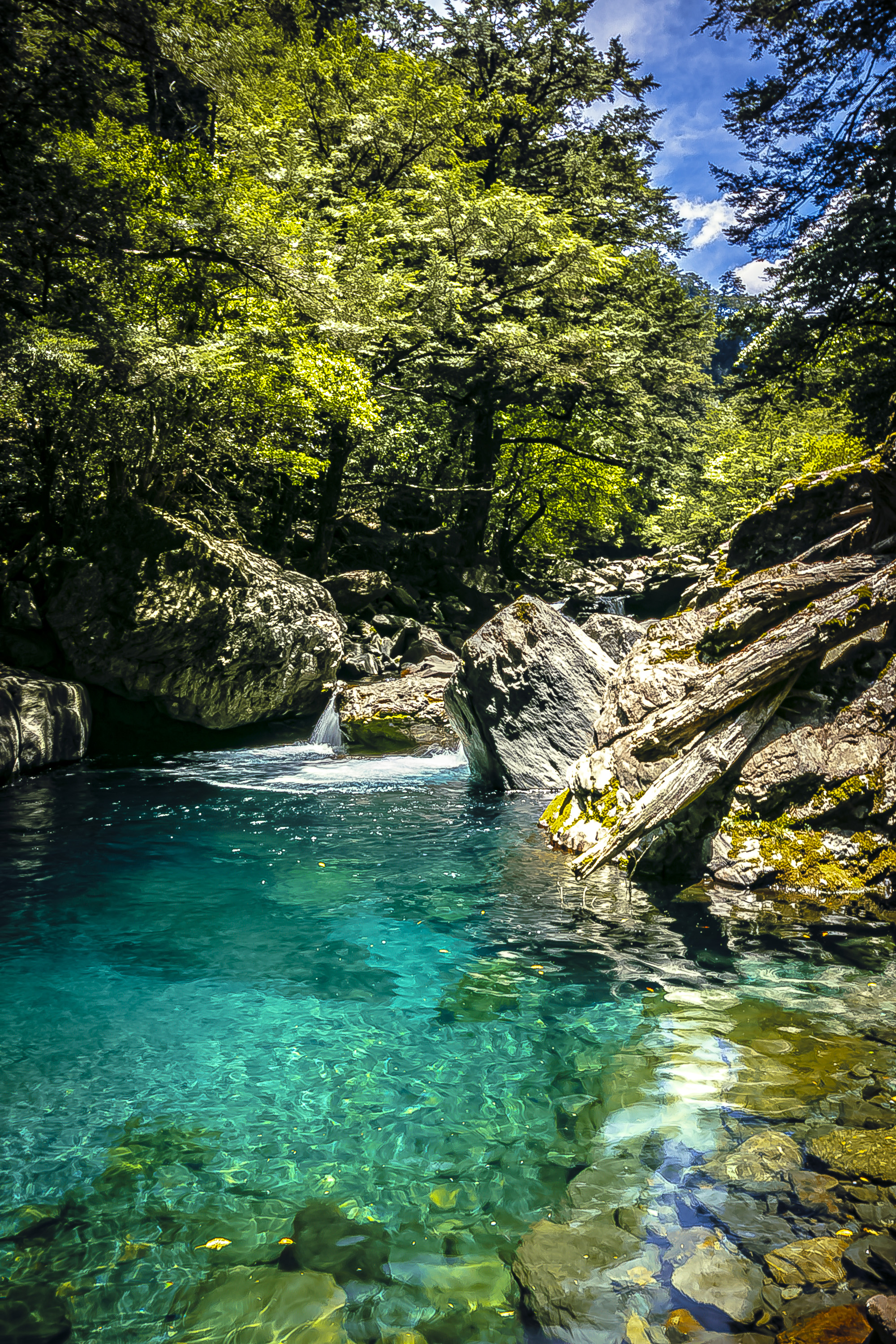
Parque nacional Taroko en pleno centro de la Isla en el distrito de Nantou

Además de los territorios mencionados, la República de China reivindica también la soberanía sobre varias islas en el Mar de la China Meridional, como las islas Spratly (Nansha), también reivindicadas por la República Popular China y por varios países del sudeste asiático, así como el archipiélago de las Diaoyutai, en su nombre chino, o Senkaku, en su nombre japonés, ocupadas por Japón, y cuya soberanía reclama también la República Popular China.

## Geografía

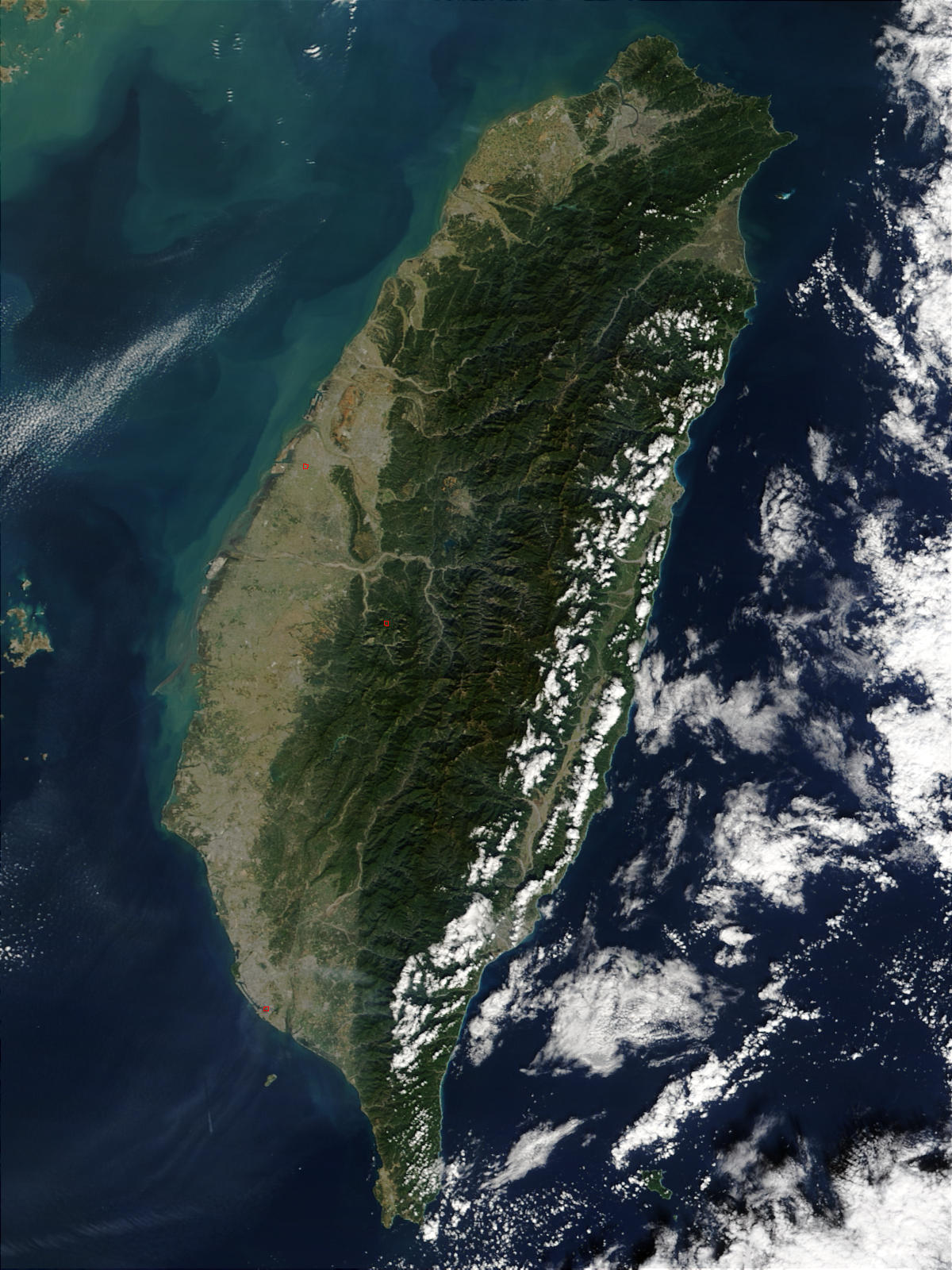
Taiwán es mayormente montañoso en el este, con llanuras suavemente inclinadas en el oeste

La República de China es un estado insular en el este de Asia. La isla principal, conocida históricamente como Formosa, constituye el 99 % del área controlada por la República de China, que mide 35 808 km² y se extiende unos 180 kilómetros a través del estrecho de Taiwán desde la costa sureste de China continental. El mar de China Oriental se encuentra al norte, el mar de Filipinas al este, el estrecho de Luzón directamente al sur y el mar del Sur de China al suroeste. Las islas más pequeñas incluyen un número en el estrecho de Taiwán que incluye el archipiélago de Penghu, las islas Kinmen y Matsu cerca de la costa china, y algunas de las islas del mar del sur de China.

### Relieve
La isla principal es un bloque de fallas inclinado, caracterizado por el contraste entre los dos tercios orientales, que consisten principalmente en cinco cordilleras montañosas paralelas a la costa este, y las llanuras planas y suavemente onduladas del tercio occidental, donde reside la mayoría de la población de Taiwán. Hay varios picos de más de 3500 m, el más alto es Yu Shan a 3952 m, lo que convierte a Taiwán en la cuarta isla más alta del mundo. El límite tectónico que formó estos rangos aún está activo, y la isla experimenta muchos terremotos, algunos de ellos altamente destructivos. También hay muchos volcanes submarinos activos en el estrecho de Taiwán.

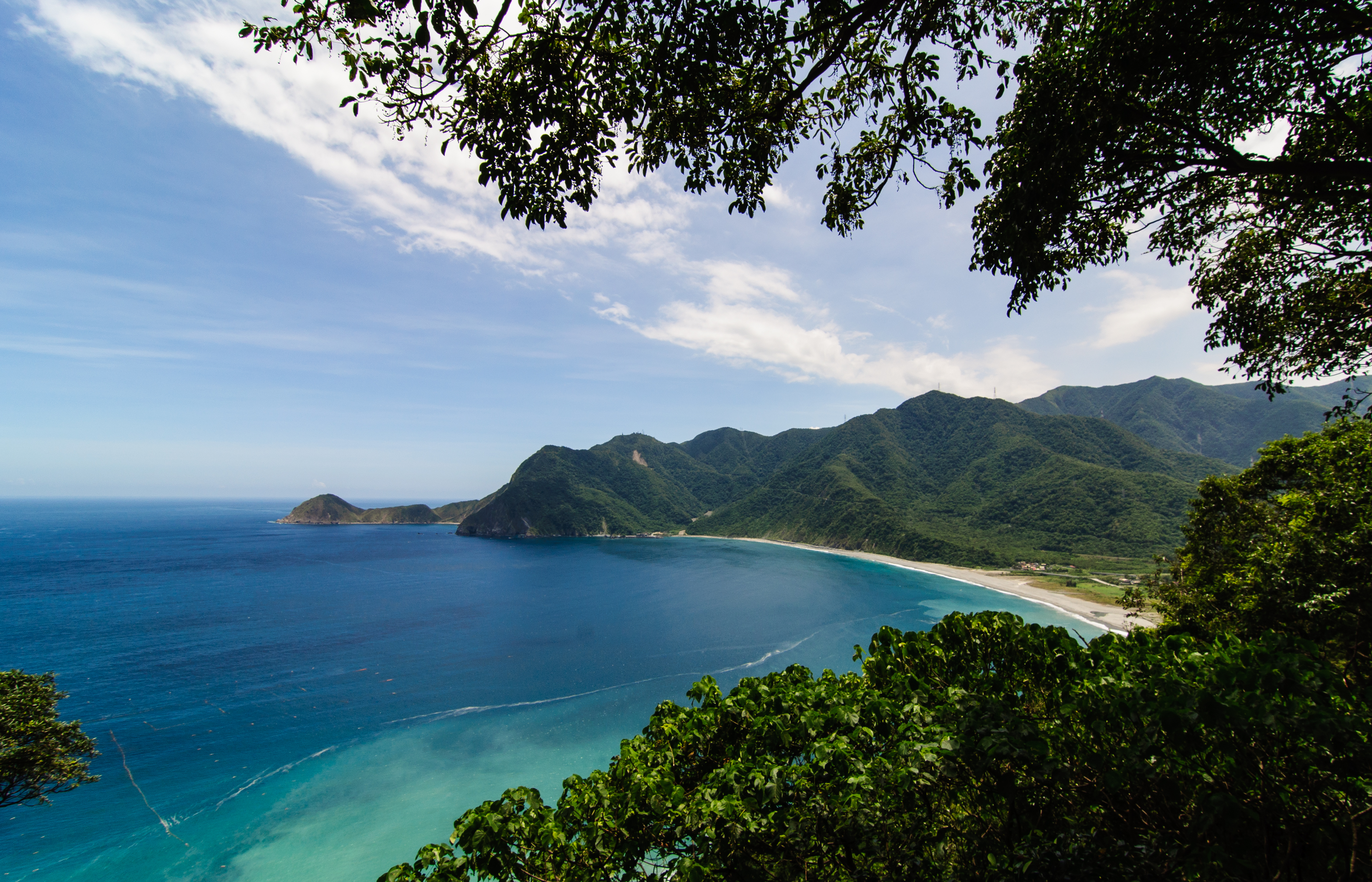
Montañas boscosas de Taiwán en la costa de Wushihbi

Las montañas orientales son muy boscosas y albergan una gran variedad de vida silvestre, mientras que el uso de la tierra en las tierras bajas del oeste y norte es intensivo.

### Hidrografía
A pesar de su relativo pequeño tamaño, la isla de Taiwán cuenta con un total de 151 ríos y arroyos. Los ríos nacen en la zona central del país, coincidiendo con las zonas más elevadas como la cordillera de Chung-yang, teniendo en su mayor parte una dirección de este a oeste y desembocando en el Estrecho de Taiwán. Los ríos que desembocan en el este del país son cortos y con una elevada pendiente y una corriente rápida, mientras que los que desembocan en el oeste del país son algo más largos y lentos. Todos ellos arrastran una gran cantidad de sedimentos en su curso, especialmente durante las épocas de lluvias torrenciales. Los cauces son amplios pero superficiales.

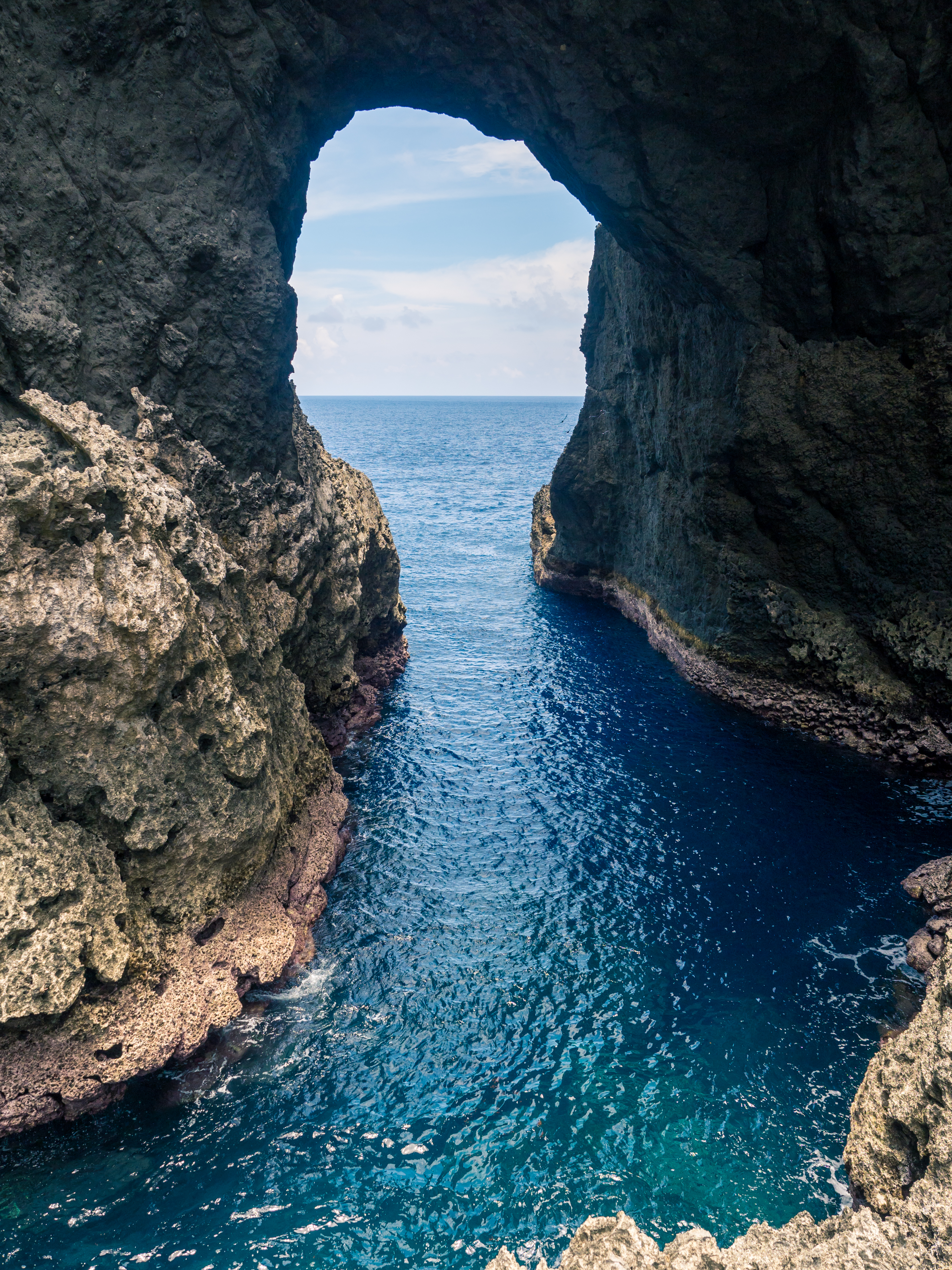
La llamada Cueva de los Amantes en la isla de las Orquídeas (Lán Yǔ)

El principal río de la isla es el Zhuoshui, también conocido como Jhuóshuěi, con 187 km de longitud. Sin embargo, el que cuenta con una cuenca más grande es el Río Gaoping (171 km), al sur del país. Otros ríos de importancia en el país son el Danshuei o Tamsui (159 km) que discurre hacia el norte y atraviesa la ciudad de Nueva Taipéi, el Zengwen (146 km), el Dajia (124 km), el Dadu (124 km), el Keelung (96 km) o el Lanyang (73 km).
En cuanto a los lagos, la mayoría de ellos se encuentran ubicados al oeste de la Isla y son utilizados para depósitos de almacenamiento, riesgo, abastecimiento de agua. El Lago del Sol y Luna es el más grande del país con una superficie de 8 km² y una profundidad de 30 metros.

### Geología
La isla de Taiwán se encuentra en un área tectónica compleja entre la placa de Yangtsé al oeste y el norte, la placa de Okinawa en el noreste y el cinturón móvil de Filipinas en el este y el sur. La parte superior de la corteza de la isla se compone principalmente de una serie de terranos, en su mayoría arcos de islas antiguas que han sido forzadas por la colisión de los precursores de la placa de Eurasia y la placa del mar de Filipinas. Estos se han elevado aún más como resultado del desprendimiento de una porción de la placa Euroasiática, ya que fue subducida debajo de los restos de la placa del mar de Filipinas, un proceso que dejó la corteza debajo de Taiwán más flotante.

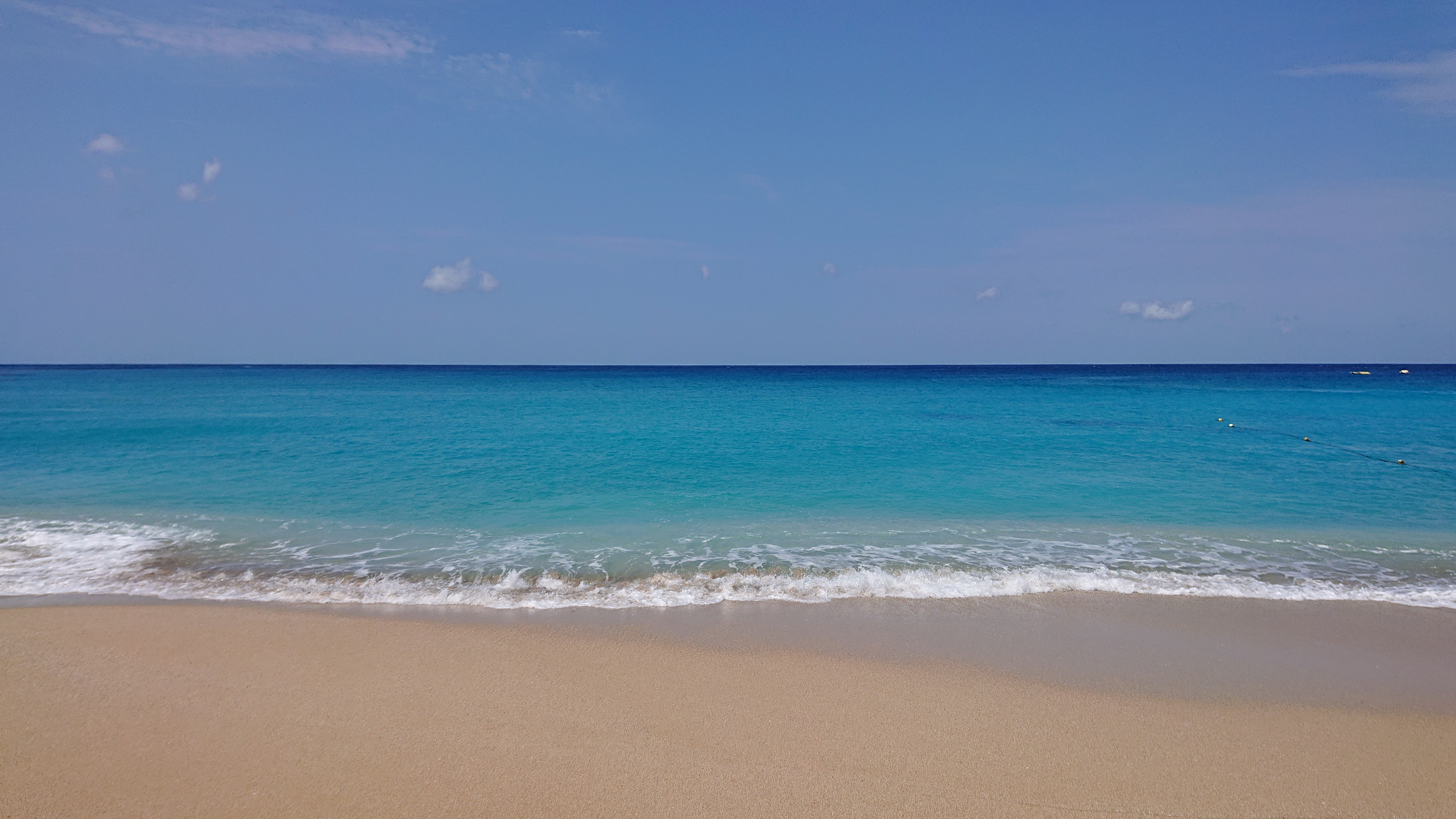
Playa de Taiwán en el Parque nacional Kenting

El este y el sur de Taiwán son un complejo sistema de cinturones formados por, y parte de la zona de, una colisión activa entre la porción del norte de Luzón a través del arco volcánico de Luzón y el sur de China, donde porciones acrecentadas del arco de Luzón y el antebrazo de Luzón forman la cordillera costera oriental y el valle longitudinal paralelo de Taiwán, respectivamente.
Las principales fallas sísmicas en Taiwán corresponden a las diversas zonas de sutura entre los diversos terrenos. Estos han producido grandes terremotos a lo largo de la historia de la isla. El 21 de septiembre de 1999, un terremoto de 7.3 conocido como el «terremoto 921» mató a más de 2400 personas. El mapa de peligro sísmico para Taiwán por el USGS muestra 9/10 de la isla con la calificación más alta (más peligrosa).

### Clima

Clasificación climática de Köppen para Taiwán.

Taiwán se encuentra en el trópico de Cáncer, y su clima general es tropical marino. Las regiones norte y central son subtropicales, mientras que el sur es tropical y las regiones montañosas son templadas. La temperatura media anual es 21Cº, siendo los veranos largos y calurosos y los inviernos cortos y suaves gracias a la influencia del Kuroshio, una corriente oceánica cálida procedente del sur que continúa hacia Japón.
Las precipitaciones son abundantes durante todo el año, sienda más intensas en el interior y la costa oriental. La precipitación media es de 2600 milímetros por año para la isla propiamente dicha; la temporada de lluvias es concurrente con el inicio del verano del monzón del este asiático en mayo y junio. Toda la isla experimenta un clima cálido y húmedo de junio a septiembre. Los tifones son más comunes en julio, agosto y septiembre. Durante el invierno (noviembre a marzo), el noreste experimenta lluvias constantes, mientras que las partes central y sur de la isla son mayormente soleadas. 
A pesar de su latitud, la nieve es habitual en el interior de la isla, donde se encuentran las zonas más elevadas del país, registrándose nevadas anuales en los puntos superiores a los 3000 metros de altura, aunque en ocasiones, la cota de nieve baja y se producen nevadas en otros puntos del país a partir de los 1000 metros de alturas.

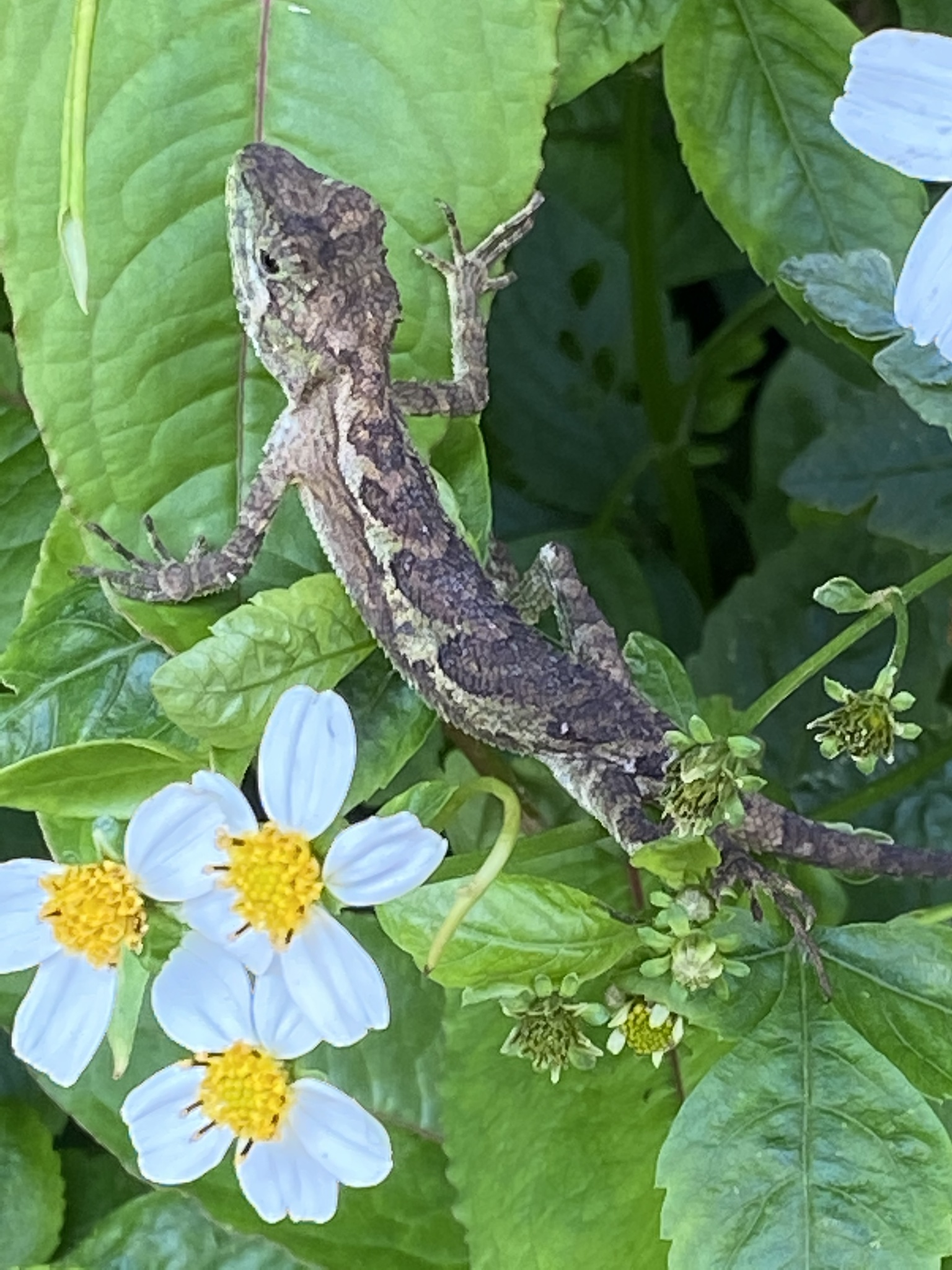
Un lagarto arborícola (Diploderma polygonatum) en Taiwán

### Flora y Fauna
Antes de que se produjeran grandes asentamientos humanos, la vegetación de Taiwán abarcaba desde bosques tropicales húmedos en las tierras bajas hasta bosques templados, bosques boreales y plantas alpinas a medida que aumentaba la altitud. La mayor parte de las llanuras y colinas bajas del oeste y norte de la isla han sido taladas para uso agrícola desde la llegada de los inmigrantes chinos en los siglos XVII y XVIII. Sin embargo, los bosques de montaña son muy diversos, con varias especies endémicas como el ciprés de Formosa (Chamaecyparis formosensis) y el abeto de Taiwán (Abies kawakamii), mientras que el laurel alcanforero (Cinnamomum camphora) también estuvo muy extendido en el pasado a altitudes más bajas.
Taiwán es un centro de endemismo de aves.
Antes de la industrialización del país, las zonas montañosas albergaban varias especies y subespecies animales endémicas, como el faisán de Swinhoe (Lophura swinhoii), la urraca azul de Taiwán (Urocissa caerulea), el ciervo sika de Formosa (Cervus nippon taiwanensis o Cervus nippon taiouanus) y el salmón sin litoral de Formosa (Oncorhynchus masou formosanus). Algunas de estas especies se han extinguido y muchas otras están en peligro de extinción.
Taiwán tiene 65 especies de luciérnagas, la tercera densidad más alta después de Jamaica y Costa Rica. Las luciérnagas están protegidas y su número aumenta, pero a largo plazo se ven amenazadas por el cambio climático.

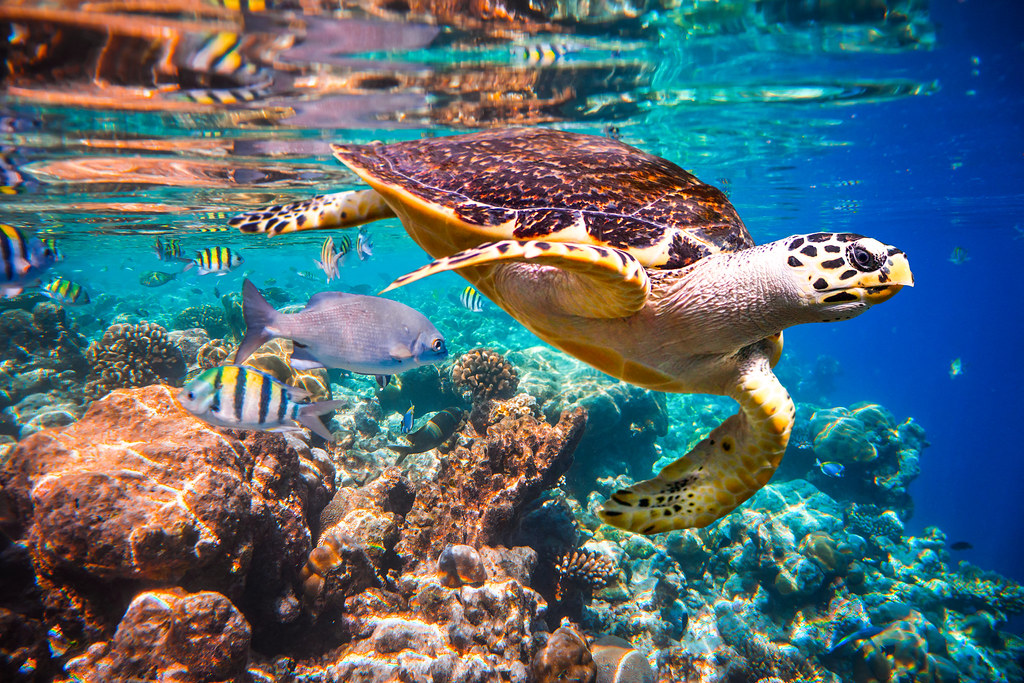
Tortuga Cheloniidae en la costa de Taiwán

Taiwán tiene relativamente pocos carnívoros, 11 especies en total, de las cuales el leopardo nublado de Formosa está probablemente extinguido y la nutria restringida a la isla de Kinmen. El mayor carnívoro es el oso negro de Formosa (Selanarctos thibetanus formosanus), una especie rara y en peligro.
Nueve parques nacionales de Taiwán muestran la diversidad del terreno, la flora y la fauna del archipiélago. El Parque Nacional de Kenting, en el extremo sur de Taiwán, contiene arrecifes de coral elevados, bosques tropicales húmedos y ecosistemas marinos. El Parque Nacional de Yushan tiene terreno alpino, ecología de montaña, tipos de bosque que varían con la altitud y restos de antiguas carreteras. El Parque Nacional de Yangmingshan tiene geología volcánica, fuentes termales, cascadas y bosques.
El Parque Nacional de Taroko tiene un cañón de mármol, acantilados y montañas plegadas. El Parque Nacional de Shei-Pa tiene ecosistemas alpinos, terreno geológico y arroyos de valle. El Parque Nacional de Kinmen tiene lagos, humedales, topografía costera, flora y fauna en forma de isla. El Parque Nacional del Atolón de Dongsha posee los atolones arrecifales de Pratas por su integridad, una ecología marina única y biodiversidad, y es un hábitat clave para los recursos marinos del Mar de China Meridional y el Estrecho de Taiwán.

## Demografía

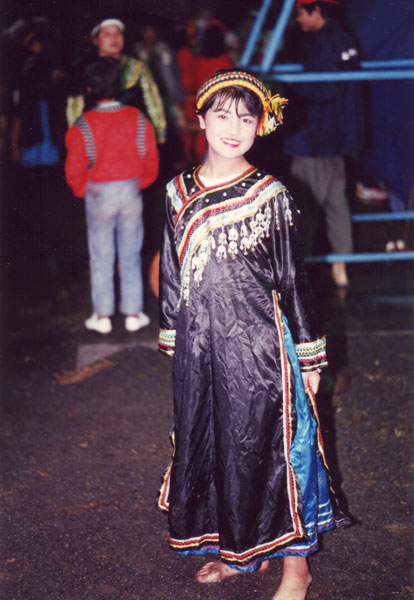
Bailarina de etnia bunun con traje tradicional.

La población de la República de China es de aproximadamente de 23.57 millones, distribuidos en una superficie total de aproximadamente 36 000 km²; siendo el decimoséptimo país más densamente poblado del mundo, con una densidad de población de aproximadamente 651 hab/km².
La población original de la isla de Taiwán y sus islas asociadas, es decir, sin incluir Kinmen y las islas Matsu, consistía en una variedad de grupos aborígenes que hablaban varios idiomas austronesios. Se ha descubierto que comparten idiomas de la familia austronesia y la contribución del ADN mitocondrial con los pueblos isleños del sudeste asiático y el Pacífico.
La inmigración de chinos han a las islas Penghu comenzó ya en el siglo XIII, mientras que el asentamiento de la isla principal se produjo a partir del siglo XVI. Fue estimulado por los comerciantes holandeses que importaron trabajadores de Fujian en el siglo XVII. Según las estadísticas gubernamentales, a principios del siglo XXI, más del 95 % de la población de la República de China es de etnia china han, mientras que el 2.3 % son aborígenes taiwaneses de etnia austronesia. Durante el siglo XX, la población de Taiwán aumentó más de siete veces, de aproximadamente tres millones en 1905 a más de veintidós millones en 2001. Este alto crecimiento fue causado por una combinación de factores, como tasas de fertilidad muy altas hasta la década de 1960, y bajas tasas de mortalidad. Además, hubo un aumento de la población cuando terminó la guerra civil china y las fuerzas del Kuomintang (KMT) se retiraron, trayendo una afluencia de 1.2 a 2 millones de soldados y civiles a Taiwán en 1948-1949. En consecuencia, la tasa de crecimiento natural después de eso fue muy rápida, especialmente a fines de la década de 1940 y 1950, con una tasa de crecimiento anual efectiva de hasta 3.68 % durante 1951-1956. Incluidas las fuerzas del Kuomintang, que representaban en 1950 aproximadamente el 25 % de todas las personas en Taiwán, la inmigración de los chinos continentales (que ahora constituyen aproximadamente el 13 % de la población actual) a fines de la década de 1940 fue un factor importante en el alto crecimiento de la población de Taiwán.
Las tasas de fertilidad disminuyeron gradualmente a partir de entonces; en 1984, la tasa alcanzó el nivel de reemplazo (2.1 hijos por mujer, lo cual es necesario para reemplazar a la población existente). Las tasas de fertilidad han seguido disminuyendo. En 2010, Taiwán tuvo un crecimiento de la población de menos del 0.2 % y una tasa de fertilidad de solo 0.9, la tasa más baja jamás registrada en ese país. Se prevé que la población de Taiwán alcance un máximo de aproximadamente 23.7 millones en 2024 y disminuya a partir de entonces.

### Distribución de la población

Densidad de población en Taiwan (km)

La mayor parte de la población del país se encuentra localizada en el extremo occidental de la isla, correspondiente a las zonas de llanuras donde se encuentran las principales ciudades del país. Esto hace que la densidad de población esté repartida de desigual manera a lo largo de Taiwán, concentrándose principalmente en la llanura costera del norte y el oeste del país. En el norte del país se encuentra la capital Taipéi y junto a ella la ciudad de Nueva Taipéi, siendo la más poblada de Taiwán con más de 4 000 000 de habitantes. Junto a ella también se encuentra Taoyuan. Si descendemos hacia el sur, nos encontramos otras ciudades de importancia como Hsinchu, Taichung, Chiayí, Tainan y Kaohsiung.
En la franja oriental del país se localizan ciudades de tamaño medio como Hualien, Taitung, Yilan o Luodong, siendo el interior del país muy poco habitado, ya que se corresponden con los territorios de mayor altitud, siendo la ciudad de Puli la excepción, única gran ciudad situada en la zona montañosa.
Unos 130 000 taiwaneses viven en Kinmen, un archipiélago a apenas 2 km de distancia de la China continental pero administrado por la República de China (Taiwán), mientras que algo más de 100 000 personas viven en las Islas Pescadores, localizadas en el estrecho de Taiwán. Por su parte, las Islas Matsu concentran a una población de aproximadamente 12 000 personas.

### Grupos étnicos

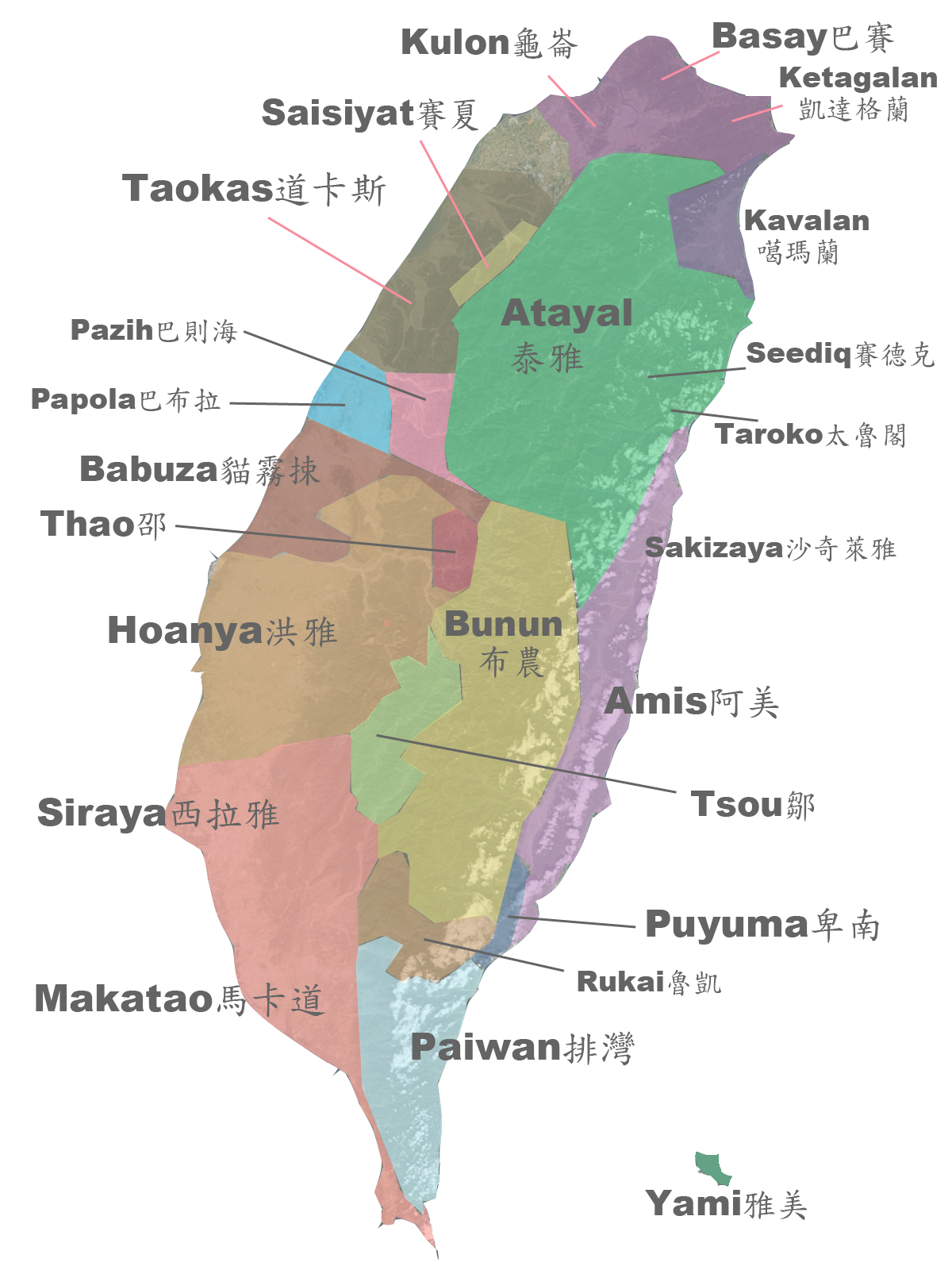
Distribución geográfica original de los pueblos aborígenes taiwaneses

Según los datos aportados por el gobierno de la República de China, de los aproximadamente 23 000 000 de habitantes que viven en el país, el 95 % de la población son chinos han, el 2 % son descendientes de los pueblos aborígenes de la isla y un 3 % corresponde a población inmigrante.
Si tomamos en cuenta solo la población de origen taiwanés, el 97 % de ellos son chinos han, siendo la mayoría descendientes de inmigrantes chinos que llegaron a Taiwán en grandes cantidades a partir del siglo XVIII. Dentro de los chinos han, el 70 % de la población pertenece al subgrupo hoklo, el 14 % a los hakka, siendo el 14 % restante considerados Wàishěngrén, nombre dado a los inmigrantes chinos llegados a Taiwán principalmente entre 1945 y 1949.
Los hoklo son el grupo étnico más grande (70 % de la población total), cuyos antepasados emigraron desde la región costera del sur de Fujian a través del estrecho de Taiwán a partir del siglo XVII. Los hakka comprenden aproximadamente el 14 % de la población total, y descienden de los inmigrantes han a Guangdong, sus alrededores y Taiwán. Por su parte, los Wàishěngrén incluyen a los descienden del 1.2 millones de nacionalistas que huyeron a Taiwán después de la victoria comunista en el continente y que procedían de distintas regiones de la China continental.
Los aborígenes indígenas taiwaneses representan aproximadamente el 2 % de la población de Taiwán, con una población de aproximadamente 533 600, estando divididos en dieciséis grupos, que viven principalmente en el interior del país y la mitad oriental. Los ami, atayal, bunun, kanakanavu, kavalan, paiwan, puyuma, rukai, saisiyat, saaroa, sakizaya, sediq, thao, truku y tsou viven principalmente en la mitad oriental de la isla, mientras que los yami habitan la Isla de las Orquídeas.

### Inmigración

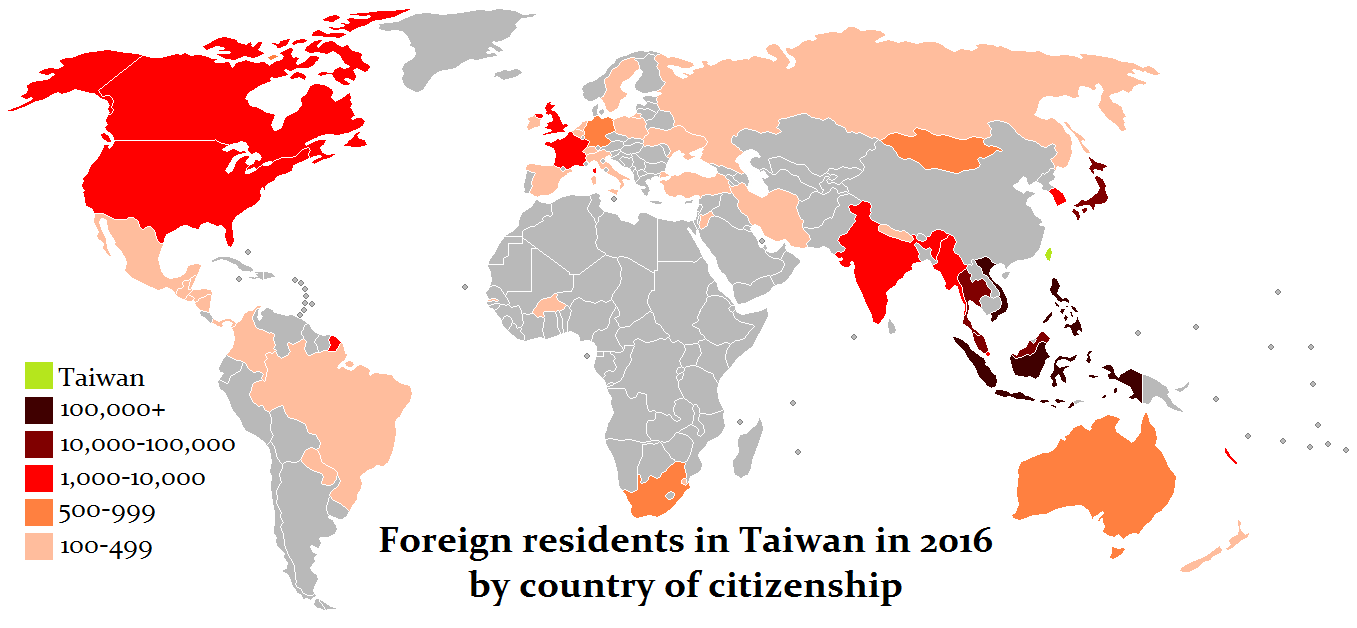
inmigrantes en Taiwán por nacionalidad (2016).

Según datos oficiales, aproximadamente el 3.5 % de la población taiwanesa es inmigrante, principalmente de los países del sudeste asiático. La mayor parte de ellos vienen atraídos por las oportunidades laborales en Taiwán, donde se concentra una economía muy diversificada y atrayente para los extranjeros. Los ciudadanos de la República Popular de China no están recogidos en estos datos.
| #                                          | Nacionalidad / Origen | 2021    | 2019    | % en 2019 |
| ------------------------------------------ | --------------------- | ------- | ------- | --------- |
| 1                                          | Indonesia             | 254 403 | 255 770 | 33.1 %    |
| 2                                          | Vietnam               | 247 817 | 224 108 | 29.0 %    |
| 3                                          | Filipinas             | 156 996 | 152 179 | 19.7 %    |
| 4                                          | Tailandia             | 67 308  | 64 381  | 8.34 %    |
| 5                                          | Malasia               | 22 819  | 20 549  | 2.66 %    |
| 6                                          | Japón                 | 16 160  | 13 768  | 1.78 %    |
| 7                                          | Estados Unidos        | 12 847  | 9979    | 1.29 %    |
| 8                                          | Corea del Sur         | 5132    | 4481    | 0.58 %    |
| 9                                          | India                 | 4695    | 3748    | 0.49 %    |
| 10                                         | Canadá                | 2737    | 2167    | 0.28 %    |
| 11                                         | Reino Unido           | 2961    | 2097    | 0.27 %    |
| 12                                         | Birmania              | 1852    | 1671    | 0.22 %    |
| 13                                         | Francia               | 1790    | 1553    | 0.20 %    |
| 14                                         | Singapur              | 1726    | 1456    | 0.19 %    |
| 15                                         | Sudáfrica             | 1416    | 1207    | 0.16 %    |
| 16                                         | Mongolia              | 684     | 1126    | 0.15 %    |
| 17                                         | Alemania              | 1224    | 965     | 0.12 %    |
| 18                                         | Australia             | 1051    | 838     | 0.11 %    |
| 19                                         | Rusia                 | 663     | 578     | 0.07 %    |
| 20                                         | Italia                | 579     | 489     | 0.06 %    |
|                                            | Otros                 |         | 9171    | 1.19 %    |
|                                            | Total                 |         | 772 281 | 100 %     |
| Fuente: Ministerio del Interior de Taiwán. |                       |         |         |           |

### Idiomas

Mapa de las lenguas maternas más utilizadas en Taiwán (azul/CMN = «mandarín», verde/NAN = «hokkien/min nan», magenta/HAK = «hakka», burdeos/MAP = lenguas austronesias).

La lengua oficial es el chino mandarín, la más hablada de las lenguas siníticas; sin embargo la mayoría de los taiwaneses hablan además hokkien taiwanés, también llamado taiwanés, que es una variante del min nan, lengua sinítica hablada en la provincia de Fujian, que está situada en la costa china frente a Taiwán; esta lengua a su vez es una de las variantes meridionales del idioma min; muchos taiwaneses también hablan chino hakka, otra lengua sinítica. El mandarín es el idioma principal utilizado en los negocios y la educación, y es hablado por la gran mayoría de la población; su sistema de escritura usa caracteres tradicionales (sin simplificar).
Alrededor del 70% de la población pertenece al grupo étnico hoklo y habla hokkien taiwanés de forma nativa además del mandarín. El grupo hakka, que comprende entre el 14 y el 18% de la población, habla hakka. Aunque el mandarín es el idioma de instrucción en las escuelas y domina la televisión y la radio, las otras variedades chinas han experimentado un renacimiento en la vida pública en Taiwán, particularmente desde que se levantaron las restricciones en su uso en la década de 1990.
Las lenguas formosanas son habladas principalmente por los pueblos indígenas de Taiwán, habitantes originales de la isla antes de las migraciones desde China continental, que actualmente son una minoría. Estas lenguas no pertenecen a la familia lingüística del chino (Lenguas sino-tibetanas), sino a la familia de lenguas austronesias, y se escriben en alfabeto latino. Su uso entre los grupos minoritarios aborígenes ha disminuido a medida que aumenta el uso del mandarín. De los 14 idiomas formosanos existentes, cinco se consideran muertos.
Taiwán es oficialmente multilingüe. Un idioma nacional en Taiwán se define legalmente como «un idioma natural utilizado por un grupo original de personas de Taiwán y el lenguaje de señas de Taiwán». Según datos de 2019, las políticas sobre idiomas nacionales se encuentran en las primeras etapas de implementación, con el hakka y los idiomas indígenas designados como tales.

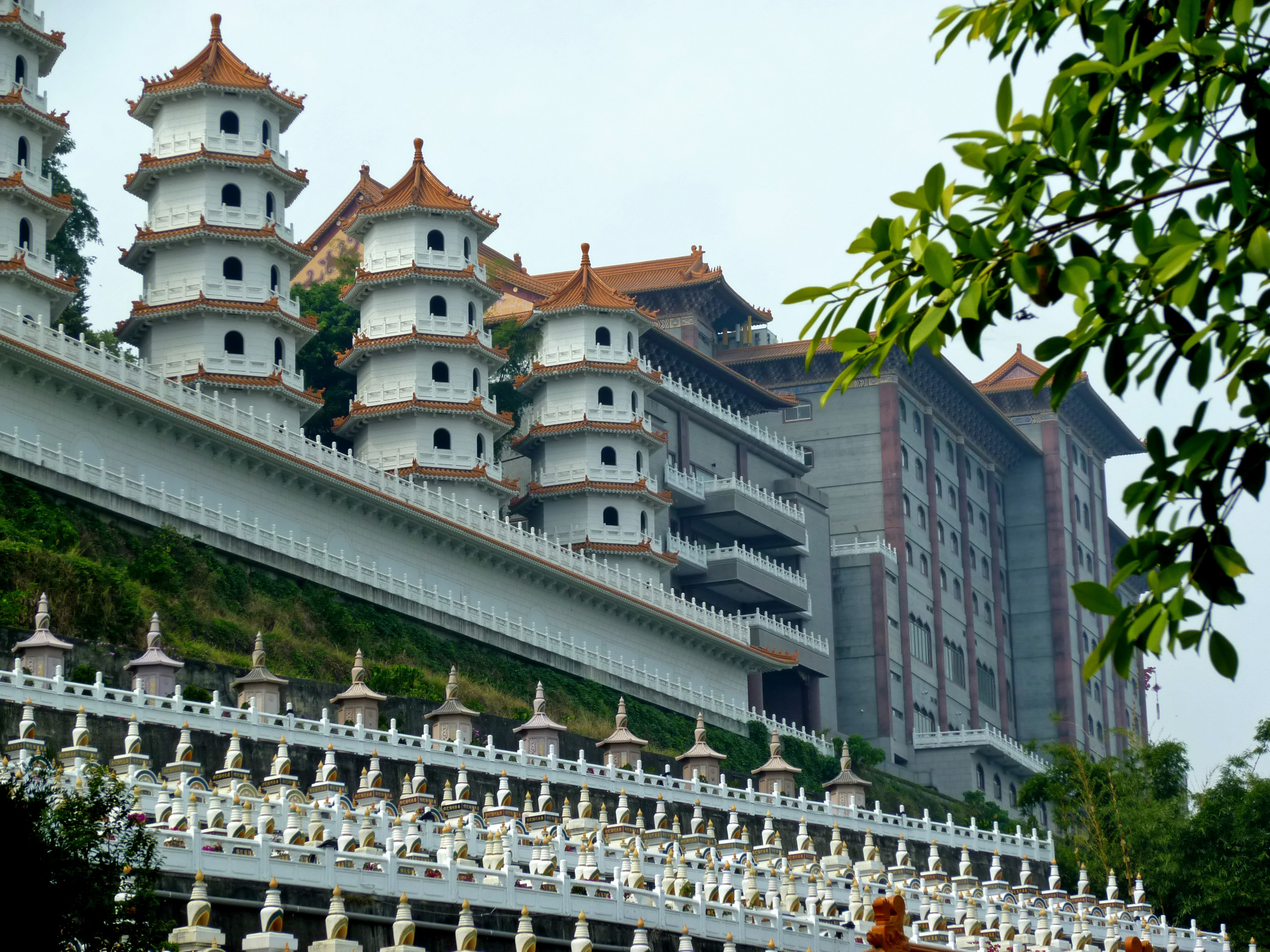
Monasterio budista de Fo Guang Shan.

### Religión
La Constitución de la República de China protege la libertad religiosa de las personas y las prácticas de creencias. La libertad de religión en Taiwán es fuerte y está consolidada.
En 2005, el censo informó que las cinco religiones más grandes eran: budismo, taoísmo, yiguandao, protestantismo y catolicismo. Según Pew Research, se estima que la composición religiosa de Taiwán en 2020 se convertirá en 43.8 % de religiones populares, 21.2 % budistas, 13.7 % no afiliadas, 5.8 % cristianas y 15.5 % otras religiones. Los aborígenes taiwaneses comprenden un subgrupo notable entre los cristianos profesos: «… más del 64 % se identifican como cristianos… Los edificios de la iglesia son los marcadores más obvios de las aldeas aborígenes, distinguiéndolos de las aldeas taiwanesas o hakka». Ha habido una pequeña comunidad musulmana del pueblo hui en Taiwán desde el siglo XVII.
El confucianismo es una filosofía que se ocupa de la ética moral secular y sirve como base de la cultura china y taiwanesa. La mayoría de los taiwaneses suelen combinar las enseñanzas morales seculares del confucianismo con las religiones a las que están afiliados.

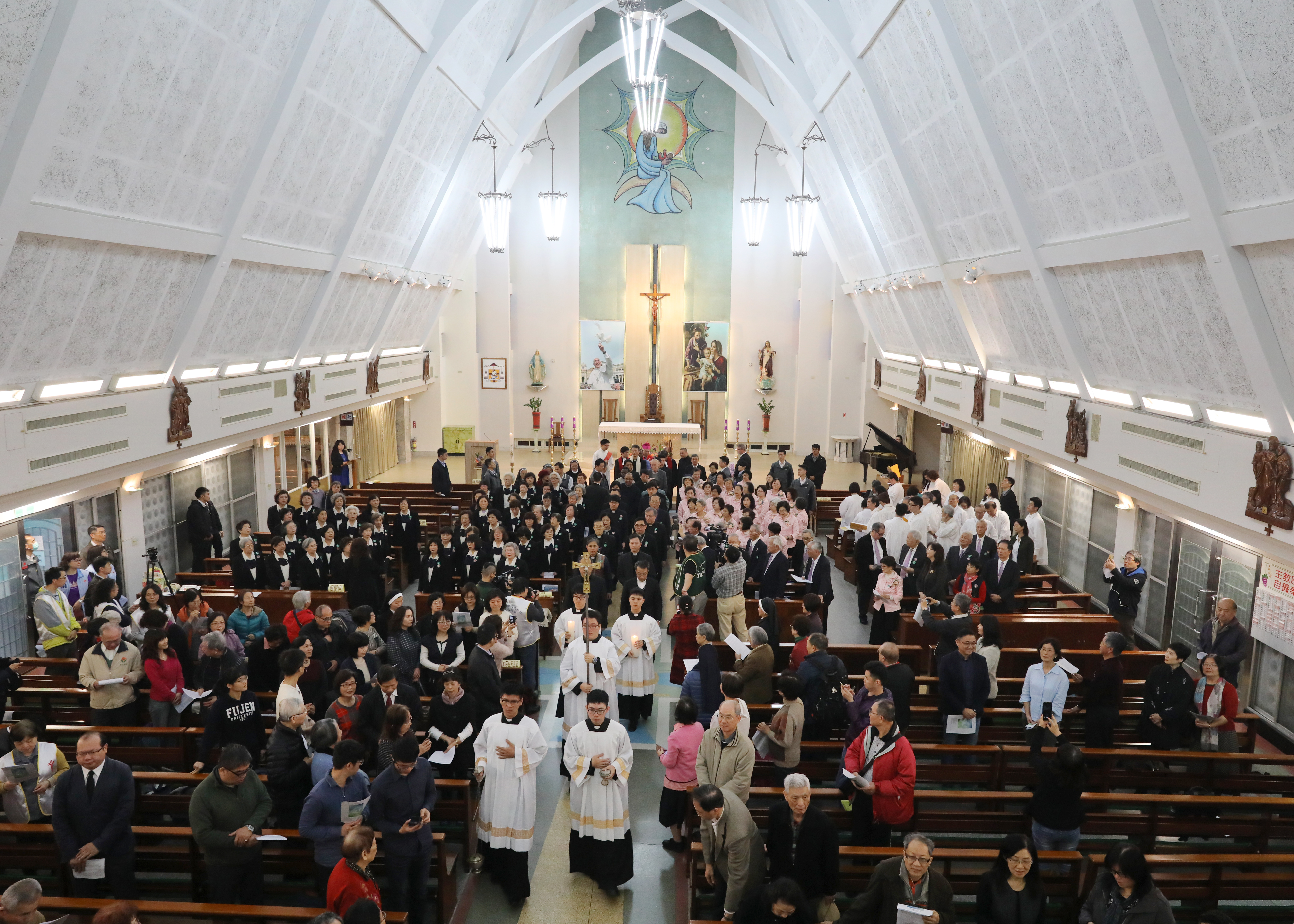
Vista interna de la Catedral de la Inmaculada Concepción en Taipéi durante una Misa.

Según datos de 2009, había 14 993 templos en Taiwán, aproximadamente un lugar de culto por cada mil quinientos residentes. De esos templos, 9202 estaban dedicados al taoísmo y al budismo. En 2008, Taiwán tenía 3262 iglesias, un aumento de 145.
Un porcentaje significativo de la población de Taiwán no es religioso. Las fuertes protecciones de derechos humanos de Taiwán, la falta de discriminación sancionada por el estado y, en general, la alta consideración por la libertad de religión o creencias le valió una clasificación conjunta del n.º 1 en el Informe de Libertad de Pensamiento 2018, junto con los Países Bajos y Bélgica.

Taiwán es claramente un caso atípico en el top 3 de países totalmente despejados. No es europeo, y demográficamente es mucho más religioso. Pero en su sociedad relativamente abierta, democrática y tolerante, no hemos registrado evidencia de leyes o discriminación social contra miembros de la minoría no religiosa.

## Economía

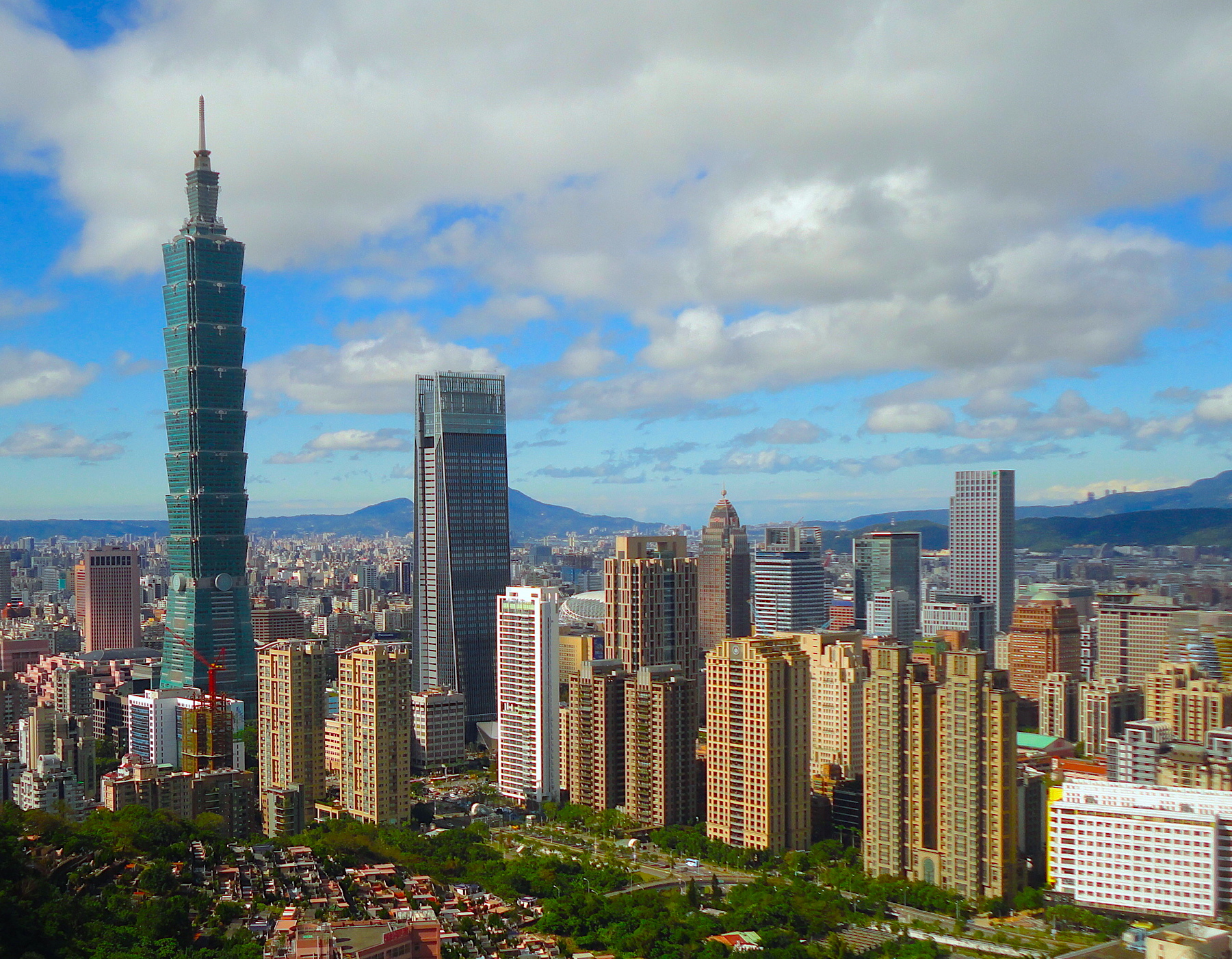
El Taipei 101, símbolo del éxito económico de Taiwán, fue el edificio más alto del mundo desde 2004 a 2010.

Evolución histórica del PIB real per cápita en Taiwán.

El rápido crecimiento e industrialización taiwanés durante la última parte de la mitad del siglo XX ha sido llamado «El Milagro Taiwanés». Taiwán es uno de los cuatro tigres asiáticos, junto con Hong Kong, Corea del Sur y Singapur.
En 1945, la hiperinflación progresaba en China continental y Taiwán, por causa de la guerra con Japón. Para aislar a Taiwán de ella, el gobierno nacionalista creó una nueva moneda para la isla, y comenzó un programa de estabilización de precios. Estos esfuerzos ayudaron a ralentizar la inflación de manera importante. En 1950, con el estallido de la guerra coreana, los EE. UU. comenzaron un programa de ayuda que resultó en la completa estabilización de precios en 1952. El gobierno del KMT instituyó muchas leyes y reformas territoriales que nunca fueron efectivas en China continental; implementó una política de sustitución de importaciones, y consiguió producir esos bienes importados localmente. Mucho de esto fue posible gracias a ayudas económicas de EE. UU., que subsidiaba los altos costes de la producción local.
Sobre todo en los años 1950 y 1960, Taiwán fue, junto con Corea del Sur e Israel, uno de los países que recibió una ayuda económica masiva de Estados Unidos y de las instituciones financieras internacionales.
Hoy la República de China es una economía capitalista dinámica, dedicada a la exportación con una gradual baja participación estatal en inversión y comercio exterior. Para mantener esta tendencia, algunos grandes bancos y firmas industriales de propiedad estatal han sido privatizados. El crecimiento real del PIB ha promediado el 8 % en las últimas tres décadas. Las exportaciones son la razón principal de la industrialización. El superávit comercial es sustancial, y las reservas en el extranjero son las quintas más grandes del mundo. La República de China (RDC) tiene su propia moneda, el Nuevo Dólar Taiwanés.
Desde el comienzo de los años 1990, los lazos económicos entre la República Popular China (RPC) y la RDC han sido muy prolíficos. En 2008 más de 150 000 000 000 de dólares estadounidenses fueron invertidos en la RPC por empresas taiwanesas y cerca del 10 % de la fuerza laboral de Taiwán trabaja en la RPC, a veces para manejar negocios propios.
A pesar de que la economía taiwanesa se beneficia de esta situación, algunos han expresado inquietudes de que la isla se está volviendo cada vez más dependiente de la economía de China continental. En 2008 un libro blanco del Departamento de Tecnología Industrial declara: «Taiwán debería buscar mantener una relación estable con China mientras continúa defendiendo su seguridad nacional, y evitando una excesiva 'sinización' de la economía taiwanesa». Otros argumentan que los estrechos lazos comerciales entre China y Taiwán harían cualquier intervención militar china en Taiwán muy costosa y, por lo mismo, menos probable.

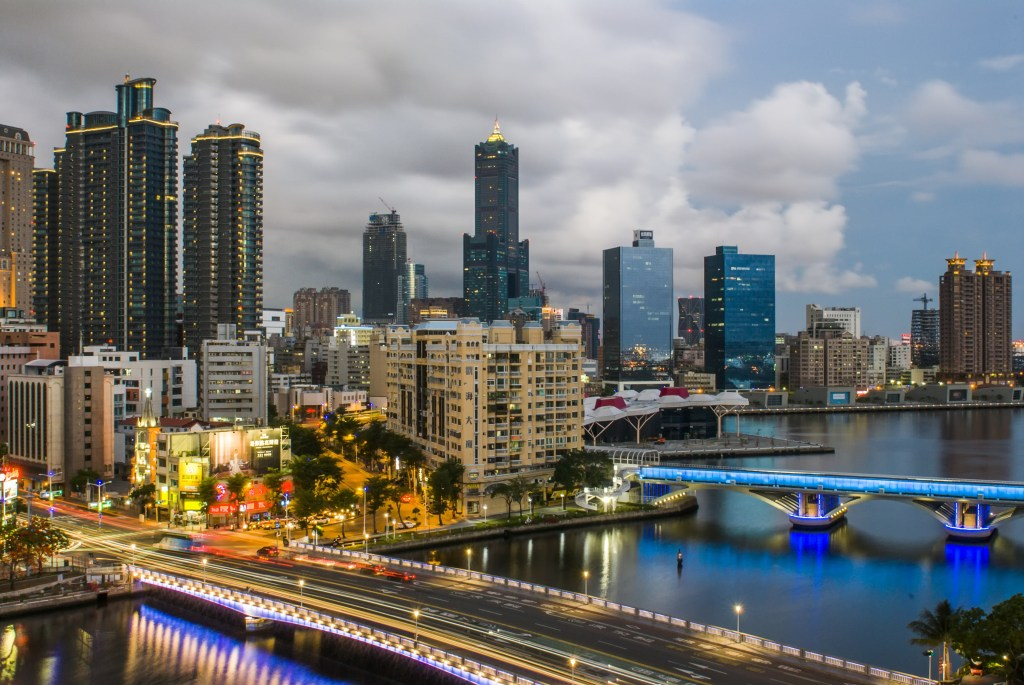
Rascacielos en Kaohsiung, Taiwán.

En 2001, la agricultura constituía solo el 2 % del PIB, al contrario de 1952, cuando era el 35 %. Las industrias tradicionales de intensa mano de obra han sido trasladadas al extranjero, siendo reemplazadas por industrias de más capital y tecnología intensiva. La RDC se ha transformado en un gran inversor extranjero en China, Tailandia, Indonesia, Filipinas, Malasia y Vietnam. Se estima que 50 000 negocios taiwaneses y 1 000 000 de gente de negocios y sus dependencias están establecidos en China continental.
Debido a su conservador manejo financiero y fuerza empresarial, la RDC sufrió poco comparado con sus vecinos durante la crisis asiática de 1997. A diferencia de sus vecinos, Corea del Sur y Japón, la economía taiwanesa está dominada por pequeñas y medianas empresas, más que por grandes grupos empresariales. La desacelereración económica mundial, combinado con una pobre coordinación política por la nueva administración y el incremento de malas deudas en el sistema bancario, llevaron a Taiwán a la recesión en 2001, el primer año de crecimiento negativo desde 1947. Debido a la relocalización de empresas de intensa mano de obra en China continental, el desempleo alcanzó límites no vistos desde la crisis del petróleo de los años 1970. Esto fue un tema importante en la elección presidencial de 2004. El crecimiento promedió más de 4 % en el periodo 2002-2006 y la tasa de desempleo cayó bajo el 4 %.
La RDC a veces se une a organizaciones internacionales bajo un nombre políticamente neutral. La RDC es miembro de organizaciones gubernamentales como la Organización Mundial de Comercio con el nombre de Territorio Aduanero Distinto de Taiwán, Penghu, Kinmen y Matsu (Taipéi Chino) y la OMC) desde 2002.

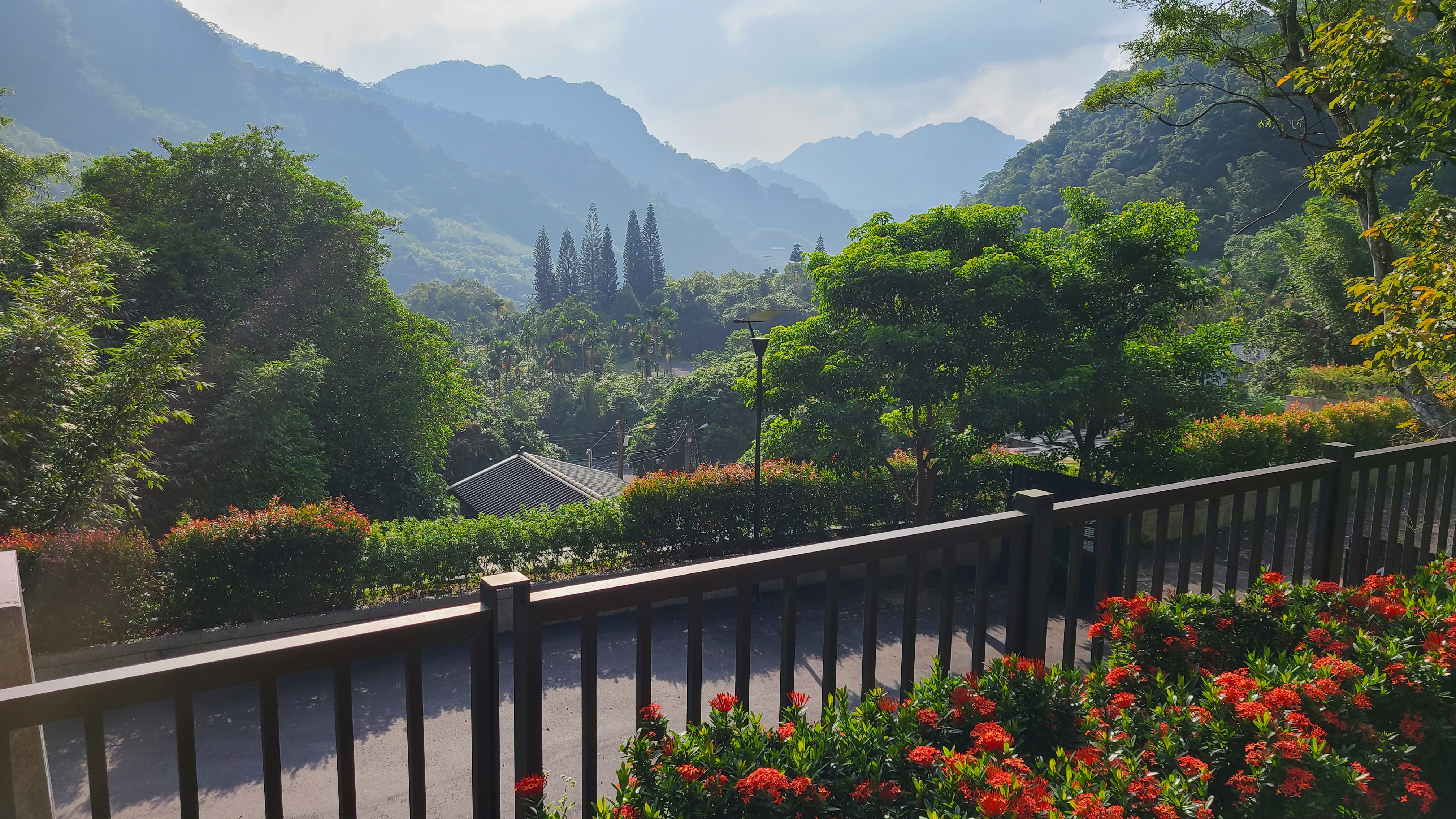
Vista desde el Resort Great Roots en Taiwán.

### Turismo
Taiwán se sitúa en el puesto 34.º entre los países del mundo por turismo. El turismo representa aproximadamente un 6 % del PIB nacional. En 2019, el número de turistas que llegaron al país fue de 11 864 105, frente a los 3 519 827 que recibió en el año 2006, lo que supone un aumento considerable del turismo, lo que supone un aumento del 29 % en solo trece años. Con respecto al año 2018, el turismo aumentó un 7% en el país. La mayoría de los turistas del país acceden al mismo por el Aeropuerto Internacional de Taiwán Taoyuan.

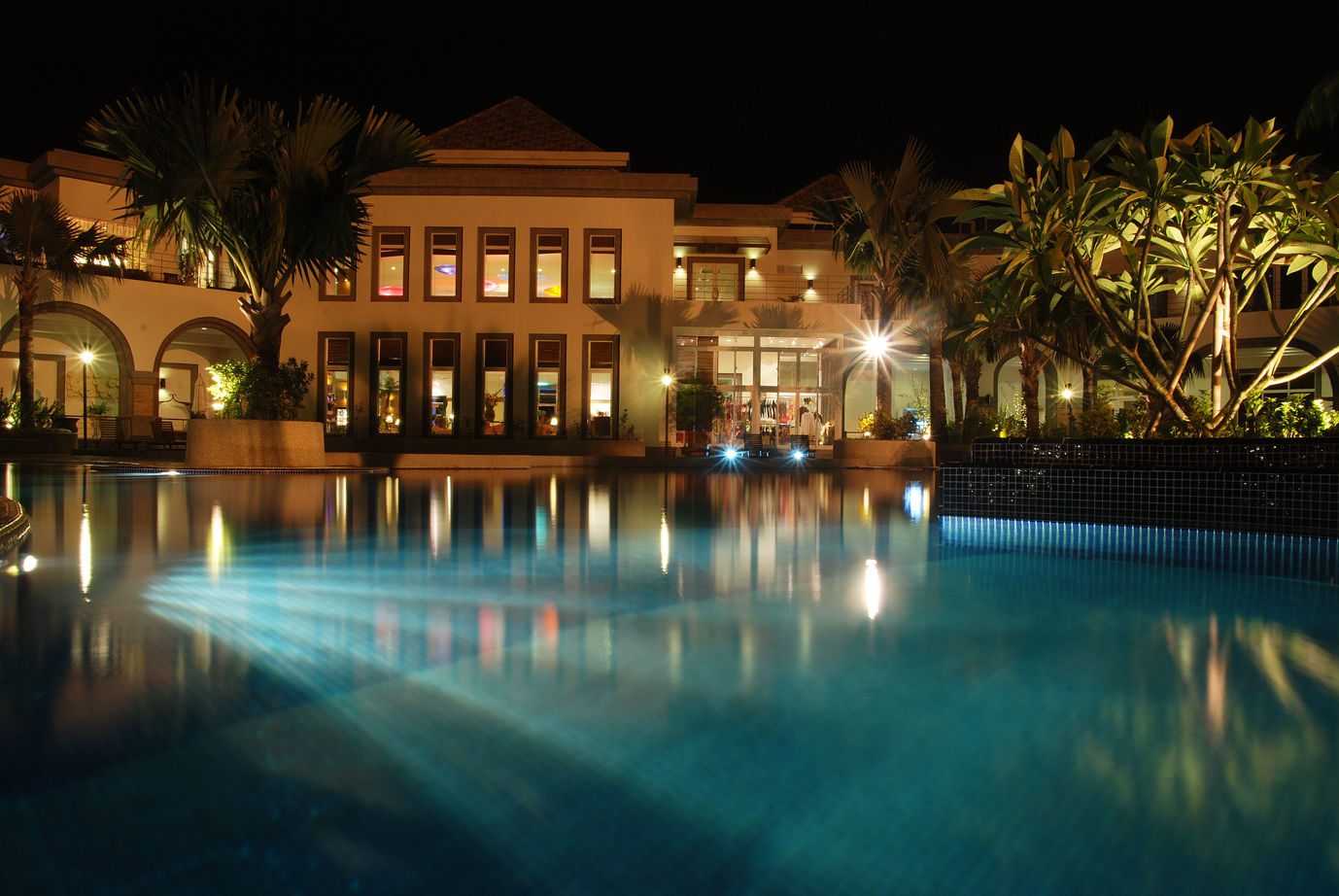
El Resort Papago en Hualien.

A pesar de su tamaño, Taiwán es un destino que ofrece innumerables opciones a los turistas, desde el turismo de aventura en la zona interior de montaña, turismo cultural por la arquitectura tradicional del país y sus religiones, turismo gastronómico con la mezcla de la cocina china y con influencias japonesas, o el turismo de ocio con sus habituales mercados nocturnos callejeros. Los lugares más visitados en el país son Taipéi, con su Museo Nacional que alberga más de 700 000 obras de la cultura tradicional china perteneciente a las antiguas dinastías del país o el impresionante Taipei 101; la Garganta de Taroko, en el Parque Nacional del mismo nombre; las numerosas fuentes termales del país o el Festival de los Faroles que se celebra en Pingxi.

## Transporte
El transporte en Taiwán está regido por el Ministerio de Transporte y Comunicaciones del país y está compuesto por la red de carreteras, ferrocarriles, tren de alta velocidad, líneas de metro y el transporte marítimo y aéreo.

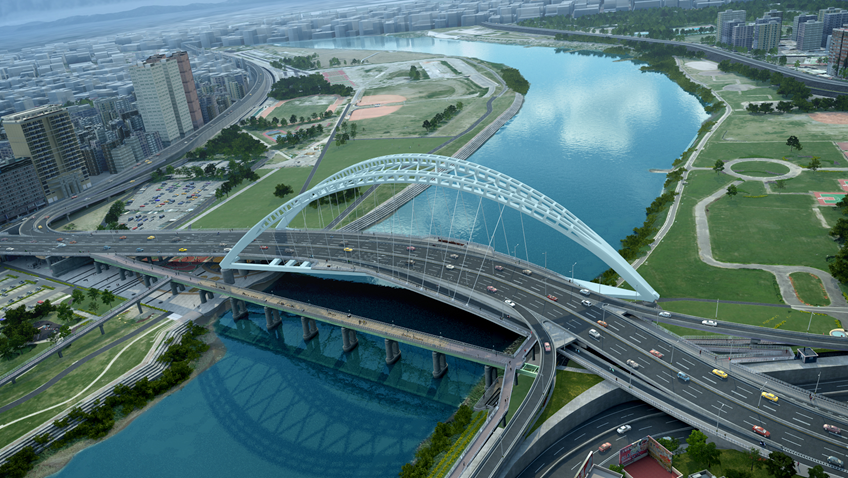
Puente Zhongzheng.

La red de carreteras de Taiwán es de 43 206 km de longitud, estado divididas en carreteras nacionales (autopistas), carreteras provinciales, carreteras comarcales, carreteras municipales y caminos especiales. Las autopistas en Taiwán conectan principalmente el norte y el suroeste del país a través de la llanura costera del oeste del país, conectando Taipéi con otras ciudades importantes del país como Taichung, Taoyuan, Tainan o Kaohsiung. 
La única autopista que recorre el noreste del país es la que comunica Taipéi con la ciudad de Su-ao, en el Condado de Yilán. El interior del país está conectado por una autopista hasta la ciudad de Nantou, en la región montañosa. Algunas de las carreteras nacionales son de peaje. El resto del país está conectado mediante las carreteras provinciales y comarcales, que unen los distintos puntos del país de norte a sur y de oeste a este.

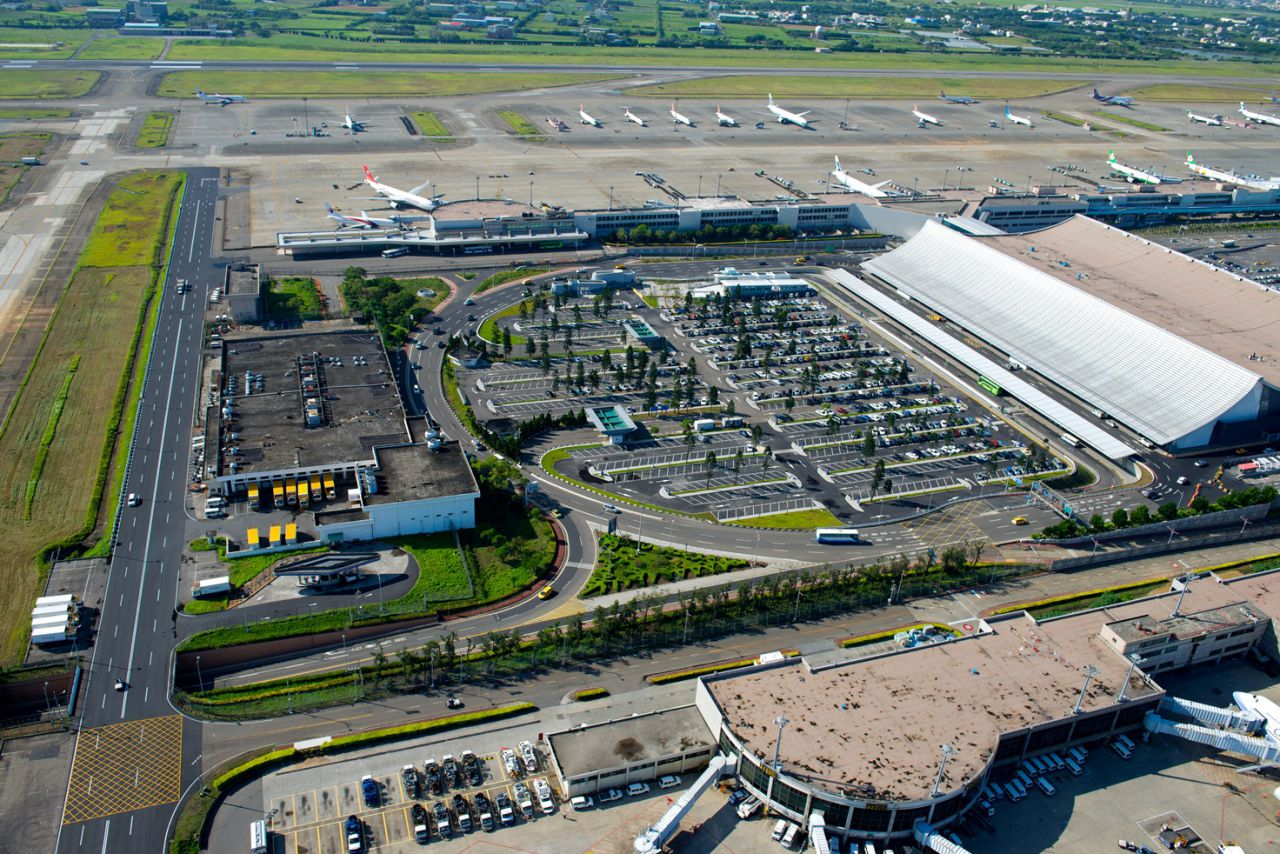
Terminal 1 del Aeropuerto de Taoyuan.

El transporte ferroviario en Taiwán cuenta con más de 2000 km de longitud repartidos por toda la isla y divididos en ferrocarriles y en tren de alta velocidad. La red de ferrocarriles se inició durante la Dinastía Qing y se potenció especialmente durante los años de control por parte del Imperio Japonés, quienes invirtieron en infraestructura de la isla. El transporte ferroviario es muy utilizado principalmente para evitar el tráfico de la isla, que cuenta con una elevada densidad de población en el norte y oeste del país. 
Hay tres líneas principales que conectan Keelung y Kaohsiung (la línea más utilizada), Keelung y Taitung por la costa este, y Taitung con Pingtung por el sur de la isla, respectivamente. Además hay otros tramos de ferrocarril que conectan estas líneas con otras ciudades del interior. Existe un proyecto para unir Kaohsiung y Kenting, en el extremo sur, donde se encuentra el Parque Nacional del mismo nombre. En cuanto de alta velocidad, esta conecta el norte y el sur de la isla a una velocidad de 300 km/h, contando actualmente con una sola línea que fue estrenada en el año 2007.

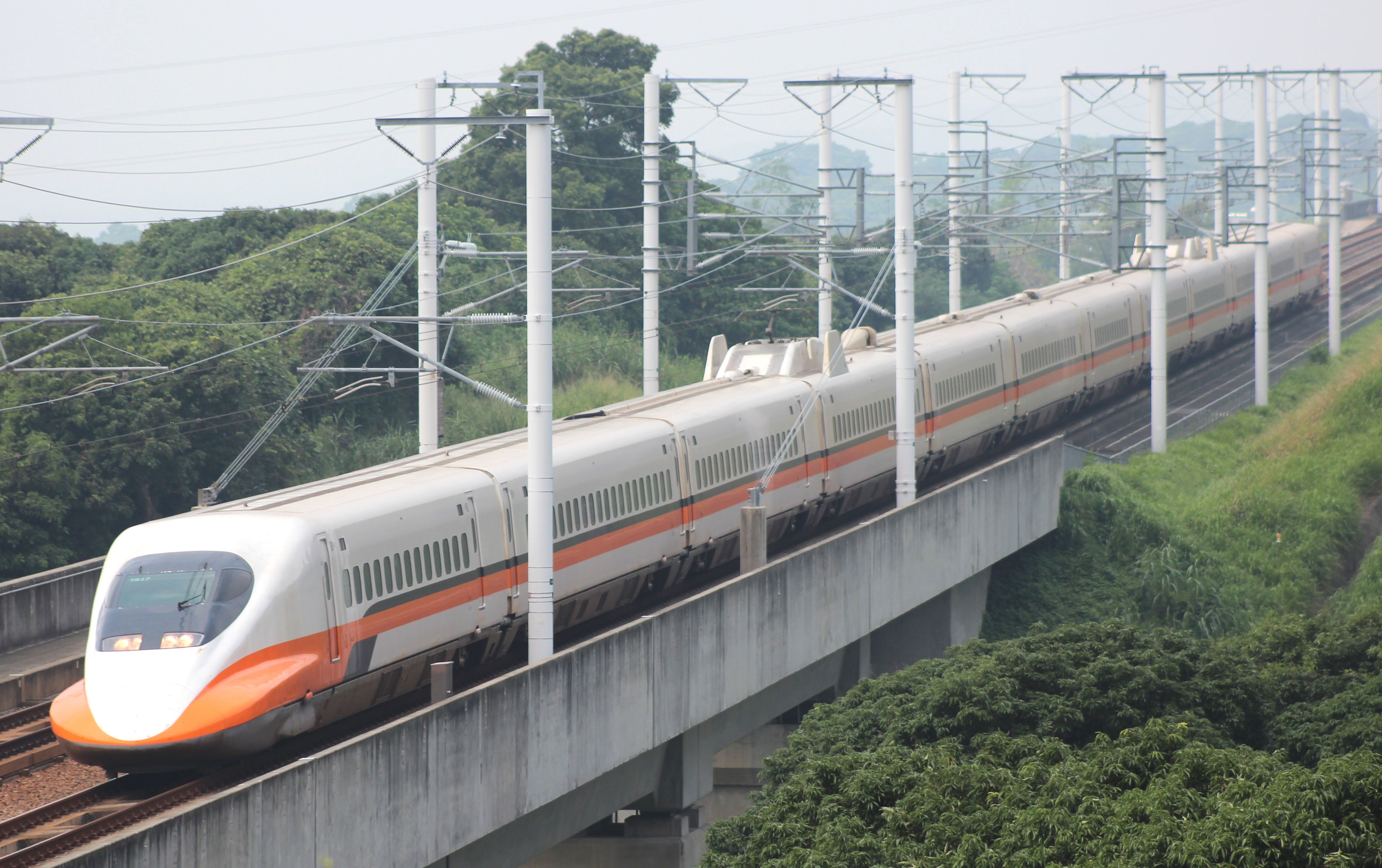
Uno de los trenes de Alta Velocidad de Taiwán.

En cuanto al Transporte Ferroviario Urbano (Metro), en Taiwán hay cinco ciudades que cuentan con una red de metro. Taipéi, Nueva Taipéi, Taoyuán, Kaohsiung y Taichung. La red de metro de Taipéi es la más extensa, contando con 6 líneas que recorrer la capital del país, con una longitud de más de 145 km.
Taiwán cuenta con 18 aeropuertos, operando 6 de ellos con vuelos internacionales. El más transitado es el Aeropuerto de Taipéi Songshan, que junto con el Aeropuerto Internacional de Taiwán Taoyuan reciben a la mayor parte de los visitantes al país. Otro aeropuerto con un gran número de pasajeros es el Magong, en las Islas Pescadores, y el de Kinmen, los dos principales archipiélagos controlados por la República China (Taiwán) en el estrecho del mismo nombre.
Por su parte, Taiwán cuenta con más de 400 puertos comerciales, sin embargo el transporte marítimo llega principalmente a los puertos de Kaohsiung, Keelung, Taichung y Hualien.

## Educación
El sistema de educación superior de Taiwán fue establecido por Japón durante período colonial. Sin embargo, después de que la República de China asumiera el control en 1945, el sistema fue reemplazado rápidamente por el mismo sistema que en China continental que combinaba las características de los sistemas educativos chino y estadounidense.

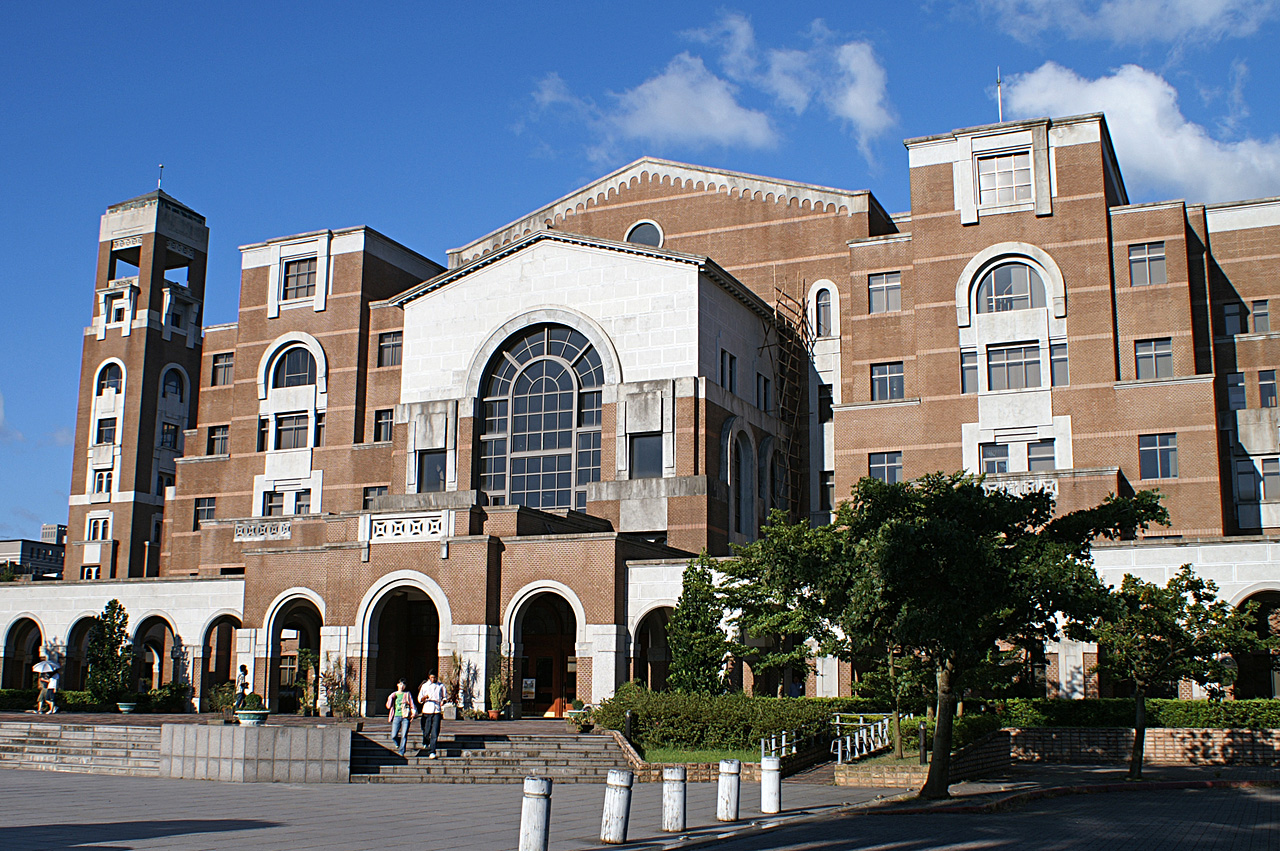
Biblioteca de la Universidad de Taiwán.

Taiwán es conocido por adherirse al paradigma confuciano de valorar la educación como un medio para mejorar la posición socioeconómica en la sociedad. La fuerte inversión y la valoración cultural de la educación han catapultado a la nación pobre en recursos a la cima de las clasificaciones educativas mundiales. Taiwán es uno de los países con mejor desempeño en lectura, matemáticas y ciencias. En 2015, los estudiantes taiwaneses lograron uno de los mejores resultados del mundo en matemáticas, ciencias y alfabetización, según lo evaluado por el Programa de Evaluación Internacional de Estudiantes (PISA), con un promedio de estudiantes de 519, en comparación con el promedio de la OCDE de 493, situándose en el séptimo lugar en el mundo. En 2018, la tasa de alfabetización en Taiwán era del 98.87 %.
El sistema educativo taiwanés ha sido elogiado por varias razones, incluidos sus resultados de pruebas comparativamente altos y su papel principal en la promoción del desarrollo económico de Taiwán al crear una de las fuerzas laborales más educadas del mundo. Taiwán también ha sido elogiado por su alta tasa de ingreso a la universidad, donde la tasa de aceptación universitaria ha aumentado de alrededor del 20 % antes de la década de 1980 al 49 % en 1996 y más del 95% desde 2008, entre los más altos de Asia. La alta tasa de ingreso a la universidad de la nación ha creado una fuerza laboral altamente calificada que convierte a Taiwán en uno de los países más educados del mundo con el 68.5 % de los estudiantes de secundaria taiwaneses que van a la universidad. Taiwán tiene un alto porcentaje de sus ciudadanos con un título de educación terciaria donde el 45 % de los taiwaneses de 25 a 64 años tienen un título universitario o superior en comparación con el promedio del 33% entre los países miembros de la Organización para la Cooperación y el Desarrollo Económico (OCDE).

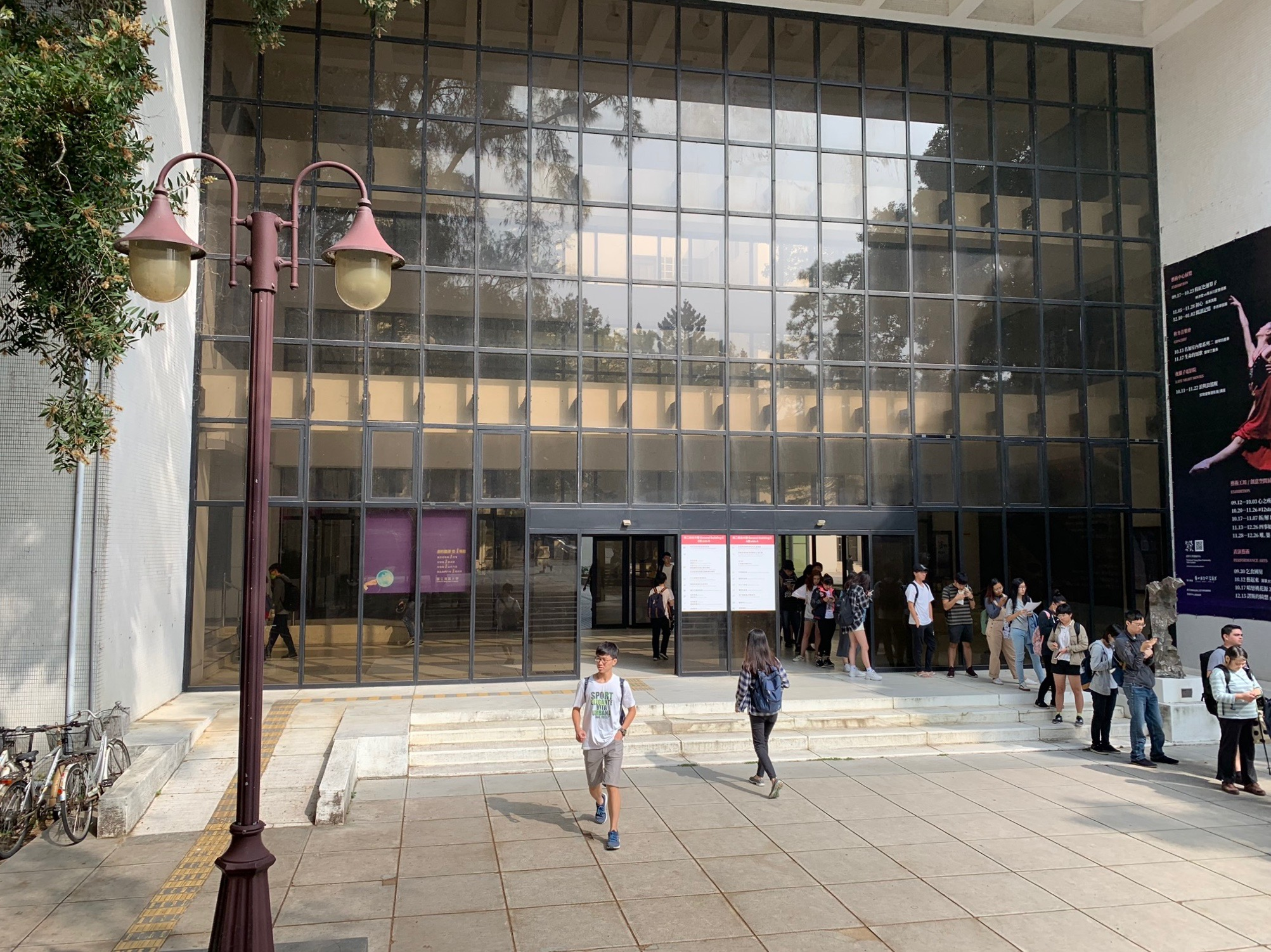
Universidad Nacional Tsing Hua (NTHU).

Por otro lado, el sistema ha sido criticado por ejercer una presión excesiva sobre los estudiantes al tiempo que evita la creatividad y produce un exceso de oferta de graduados universitarios con exceso de educación y una alta tasa de desempleo de graduados. Con un gran número de graduados universitarios que buscan un número limitado de empleos prestigiosos de cuello blanco en un entorno económico que está perdiendo cada vez más su ventaja competitiva, esto ha llevado a muchos graduados a trabajar en trabajos de gama baja con salarios muy inferiores a sus expectativas. Las universidades de Taiwán también han sido criticadas por no poder cumplir plenamente con los requisitos y las demandas del mercado laboral en rápido movimiento del siglo XXI de Taiwán, citando un desajuste de habilidades entre un gran número de graduados universitarios autoevaluados y sobreevaluados que no se ajustan a las demandas del mercado laboral taiwanés moderno. El gobierno taiwanés también ha recibido críticas por socavar la economía, ya que no ha sido capaz de producir suficientes empleos para satisfacer las demandas de numerosos graduados universitarios subempleados.
Como la economía taiwanesa se basa en gran medida en la ciencia y la tecnología, el mercado laboral exige que las personas que han alcanzado algún tipo de educación superior, particularmente relacionadas con la ciencia y la ingeniería, obtengan una ventaja competitiva en la búsqueda de empleo. Aunque la ley taiwanesa actual exige solo nueve años de escolaridad, el 95% de los graduados de secundaria y secundaria asisten a una escuela secundaria profesional superior, universidad, universidad secundaria, escuela profesional u otra institución de educación superior.
Muchos estudiantes taiwaneses asisten a escuelas particulares, o bushiban, para mejorar las habilidades y el conocimiento sobre la resolución de problemas frente a exámenes de materias como matemáticas, ciencias de la naturaleza, historia y muchos otros. Los cursos están disponibles para las materias más populares e incluyen conferencias, reseñas, sesiones privadas de tutoría y recitaciones.

#### Universidades
Las siguientes universidades fueron fundadas por el gobierno japonés (1895-1945)
| Año  | Nombre actual                         | Nombre original                               |
| ---- | ------------------------------------- | --------------------------------------------- |
| 1911 | Universidad Nacional Chung Hsing      | Academia Avanzada de Agronomía y Silvicultura |
| 1922 | Universidad Nacional Normal de Taiwán | Escuela de Taihoku                            |
| 1928 | Universidad de Taiwán                 | Universidad Imperial Taihoku                  |
| 1931 | Universidad Nacional Cheng Kung       | Escuela Técnica de Tainan                     |

Muchas universidades en Taiwán se establecieron originalmente en la República de China antes de la retirada del gobierno de la República de China de China continental a la isla de Taiwán después de la guerra civil china. Algunas de las universidades que se establecieron originalmente en el continente se restablecieron en Taiwán. Para evitar la ambigüedad, el gobierno de la República de China generalmente agregó la palabra nacional frente a esas universidades en Taiwán para diferenciarlas con las de China. Son las siguientes:
| Refundación | Universidades de Taiwán          | Fundación | Universidades de China            |
| ----------- | -------------------------------- | --------- | --------------------------------- |
| 1951        | Universidad Soochow              | 1900      | Universidad de Suzhou             |
| 1956        | Universidad Nacional Tsing Hua   | 1911      | Universidad Tsinghua              |
| 1958        | Universidad Nacional Chiao Tung  | 1896      | Universidad de Shanghái Jiao Tong |
| 1980        | Universidad Nacional Sun Yat-sen | 1924      | Universidad Sun Yat-sen           |
| 1995        | Universidad Nacional Chi Nan     | 1906      | Universidad Jinan                 |

## Cultura

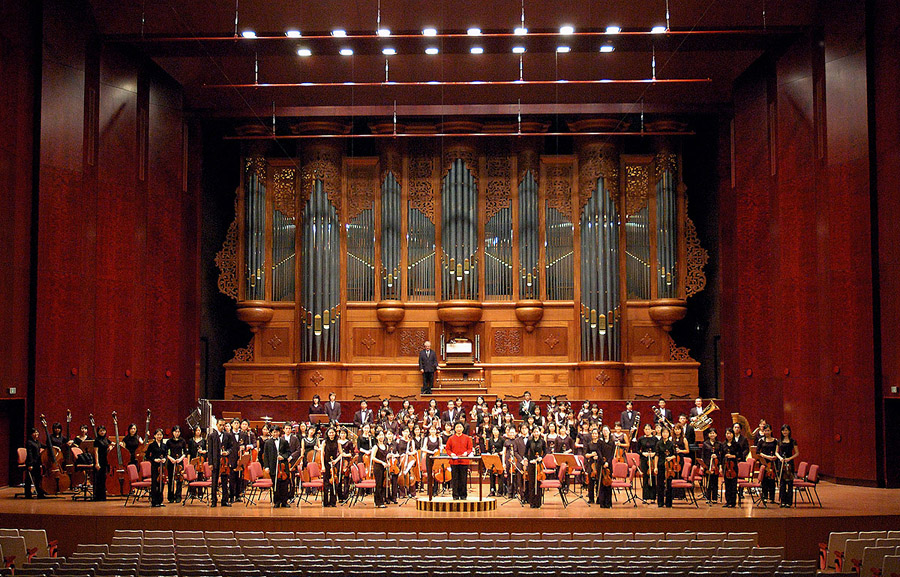
Apo Hsu y la Orquesta Sinfónica de la NTNU en el escenario del Teatro nacional.

Las culturas de Taiwán son una mezcla híbrida de varias fuentes, que incorporan elementos de la cultura tradicional china, atribuible al origen histórico y ancestral de la mayoría de sus residentes actuales, la cultura japonesa, las creencias confucianistas tradicionales y los valores cada vez más occidentales.
Después de su traslado a Taiwán, el Kuomintang impuso una interpretación oficial de la cultura tradicional china sobre Taiwán. El gobierno lanzó una política que promueve la caligrafía china, la pintura tradicional china, el arte popular y la ópera china.
El estado de la cultura taiwanesa es todavía objeto de debate. Se discute si la cultura taiwanesa es una forma regional de cultura china o una cultura distinta. Como reflejo de la continua controversia en torno al estatus político de Taiwán, la política sigue desempeñando un papel en la concepción y el desarrollo de una identidad cultural taiwanesa, especialmente en el marco dominante anterior de un dualismo taiwanés y chino. 
En los últimos años, el concepto de multiculturalismo taiwanés se ha propuesto como una visión alternativa relativamente apolítica, que ha permitido la inclusión de los continentales y otros grupos minoritarios en la redefinición continua de la cultura taiwanesa como sistemas de significado colectivo y patrones tradicionales de pensamiento y comportamiento compartido por el pueblo de Taiwán. La política de identidad, junto con los más de cien años de separación política de China continental, ha llevado a distintas tradiciones en muchas áreas, incluida la cocina y la música.

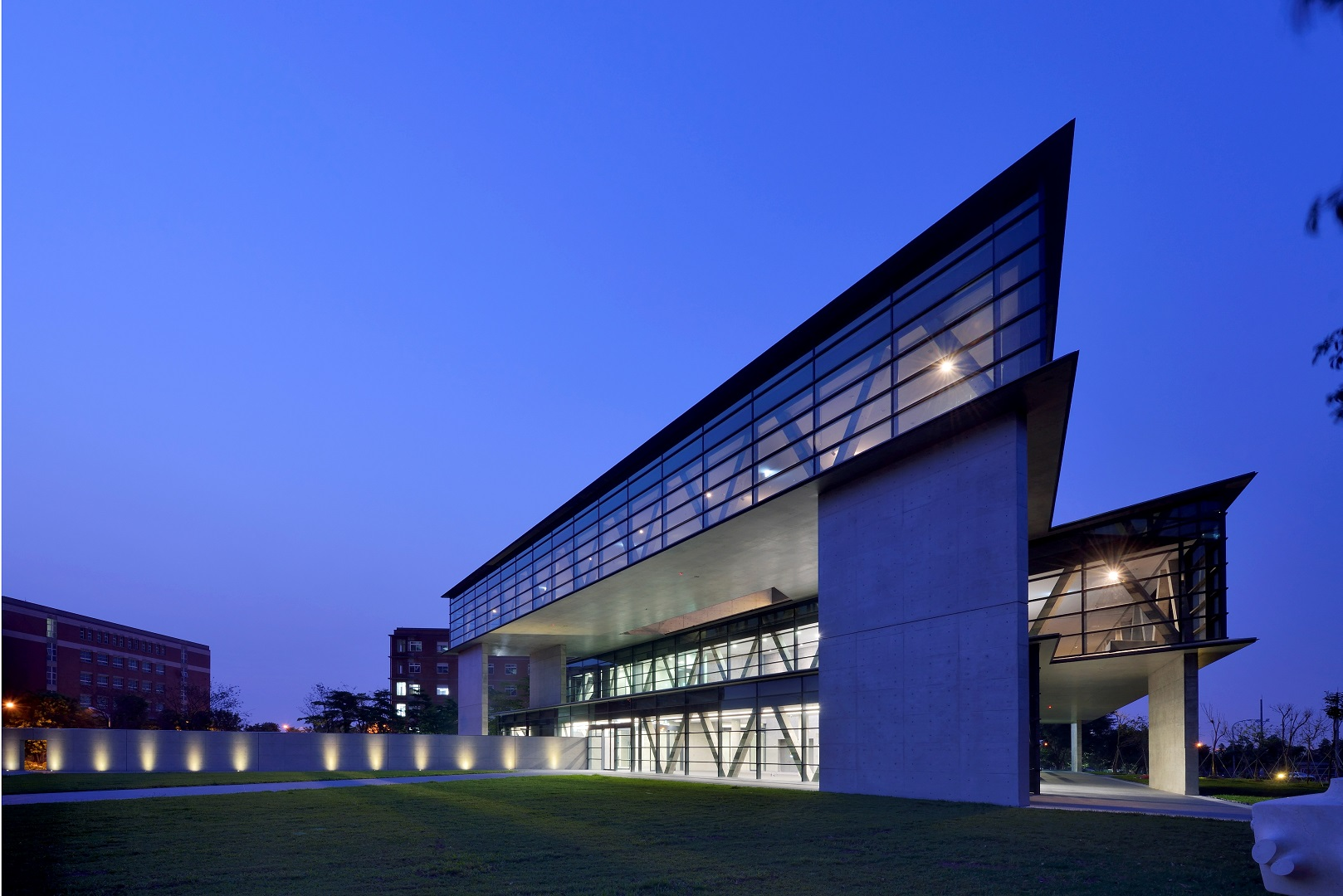
Museo Asiático de Arte Moderno

Una de las mayores atracciones de Taiwán es el Museo Nacional del Palacio, que alberga más de 650 000 piezas de bronce chino, jade, caligrafía, pintura y porcelana, y es considerada una de las mayores colecciones de arte y objetos chinos en el mundo. El KMT trasladó esta colección de la Ciudad Prohibida en Beijing en 1933 y parte de la colección fue finalmente transportada a Taiwán durante la guerra civil china. La colección, estimada en una décima parte de los tesoros culturales de China, es tan extensa que solo se exhibe el 1% en cualquier momento. La República Popular dijo que la colección fue robada y ha pedido su devolución, pero la República de China ha defendido por mucho tiempo su control de la colección como un acto necesario para proteger las piezas de la destrucción, especialmente durante la Revolución Cultural. Las relaciones con respecto a este tesoro se han calentado recientemente; el curador del Museo del Palacio de Beijing, Zheng Xinmiao, dijo que los artefactos en los museos chinos y taiwaneses son «el patrimonio cultural de China de propiedad conjunta de personas en todo el Estrecho de Taiwán».
La cultura de la música clásica en Taiwán está altamente desarrollada y cuenta con artistas como el violinista Cho-Liang Lin, el pianista Ching-Yun Hu y el director del artista de la Sociedad de Música de Cámara del Centro Lincoln, Wu Han. El karaoke, extraído de la cultura japonesa contemporánea, es extremadamente popular en Taiwán, donde se le conoce como KTV. Las empresas de KTV operan en un estilo hotelero, alquilando pequeñas habitaciones y salones de baile de acuerdo con el número de invitados en un grupo. Muchos establecimientos de KTV se asocian con restaurantes y bufets para formar asuntos nocturnos que abarcan todo para familias, amigos u hombres de negocios. Los autobuses turísticos que viajan por Taiwán tienen varios televisores, equipados no para ver películas, sino principalmente para cantar karaoke. 

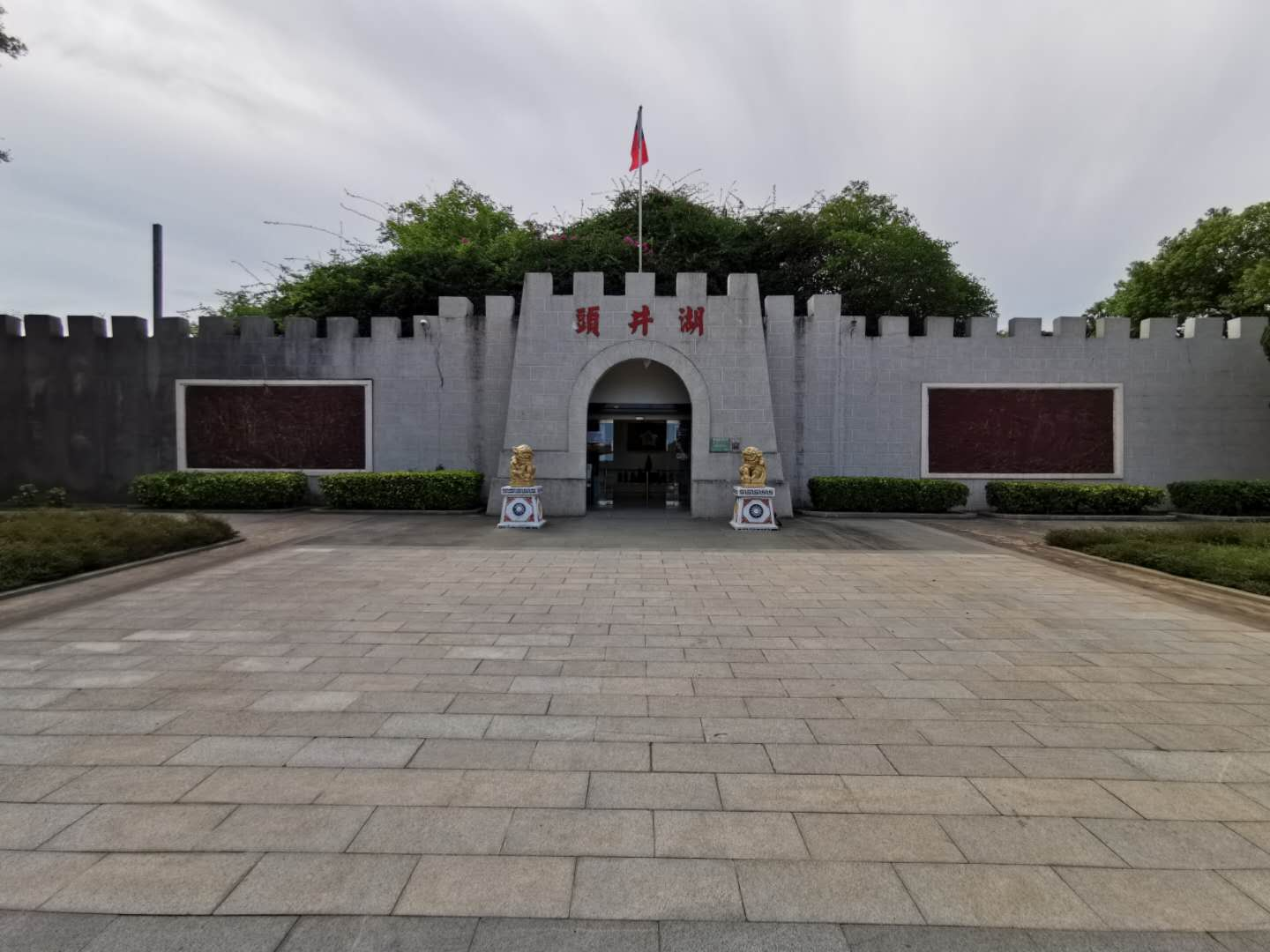
Museo de la Batalla de Hujingtou

La contraparte de entretenimiento de un KTV es un MTV, que se encuentra con mucha menos frecuencia en las ciudades taiwanesas. Allí, las películas en DVD se pueden seleccionar y reproducir en una sala de cine privada. Sin embargo, MTV, más que KTV, tiene una creciente reputación de ser un lugar donde las parejas jóvenes irán a estar solas e íntimas.
Taiwán tiene una alta densidad de tiendas de conveniencia las 24 horas, que, además de los servicios habituales, brindan servicios en nombre de instituciones financieras o agencias gubernamentales, como el cobro de tarifas de estacionamiento, facturas de servicios públicos, multas por infracciones de tránsito y pagos con tarjeta de crédito. También brindan un servicio de envío de paquetes.
La cultura taiwanesa también ha influenciado a otras culturas. El té de burbujas y el té con leche están disponibles en Singapur, Malasia, Filipinas, Australia, Europa y América del Norte. Los programas de televisión taiwaneses son populares en Singapur, Malasia y otros países asiáticos. Las películas taiwanesas han ganado varios premios internacionales en festivales de cine de todo el mundo. Ang Lee, director taiwanés, ha dirigido películas aclamadas por la crítica como Crouching Tiger, Hidden Dragon; Eat Drink Man Woman; Sense and Sensibility; Brokeback Mountain, Life of Pi y Lust, Caution. Otros directores taiwaneses famosos incluyen a Tsai Ming-liang, Edward Yang y Hou Hsiao-hsien. Otra personalidad relevante proveniente de Taiwán es Tzuyu del grupo surcoreano TWICE. 

### Gastronomía

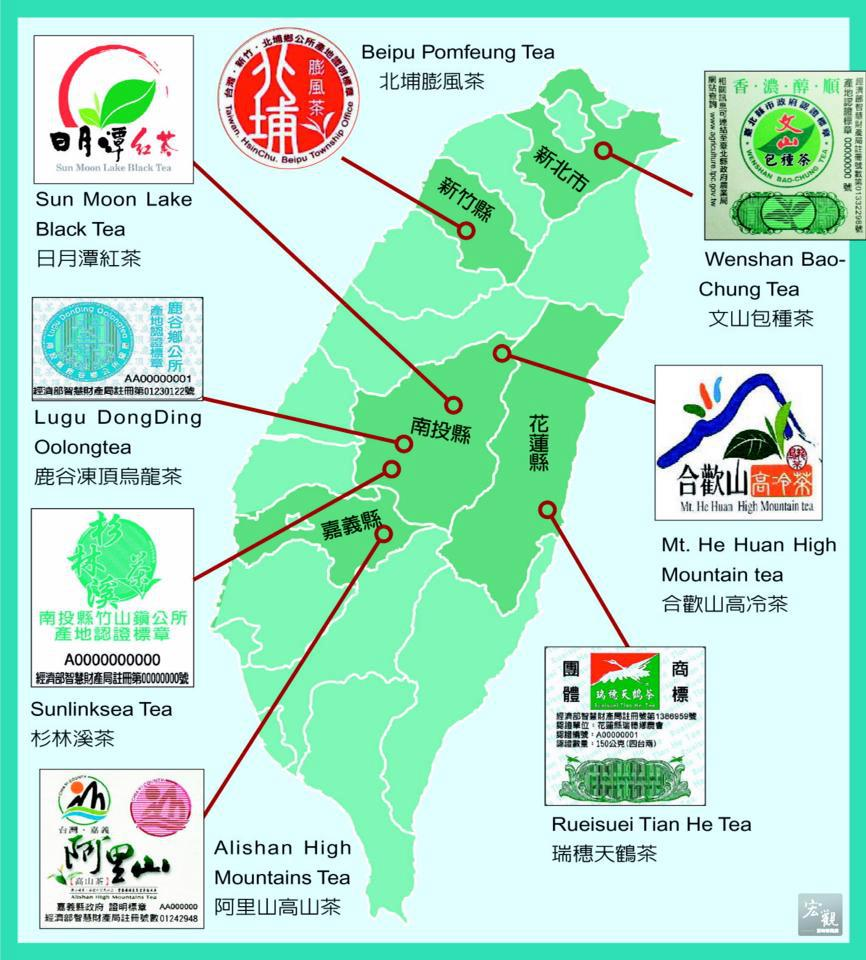
Lugares de denominación del té en Taiwán.

El té de leche de perla (también conocido como té de burbujas o boba) es una bebida de té popular disponible en muchas partes del mundo. Existe una notable influencia japonesa debido al período en que Taiwán estaba bajo el dominio japonés. La cocina taiwanesa en sí misma a menudo se asocia con influencias de las provincias medias y meridionales de China, principalmente de la provincia de Fujian, pero las influencias de toda China se pueden encontrar fácilmente debido a la gran cantidad de chinos que emigraron a Taiwán al final de la guerra civil china y cuando Taiwán estaba bajo el dominio chino (ROC). En el proceso, Taiwán desarrolló un estilo distintivo de cocina.
Por su parte, la cultura del té taiwanesa incluye artes del té, ceremonia del té y una forma muy social de disfrutar el té. Mientras que los tés más comunes son los oolongs, especialmente los oolongs taiwaneses como Iron Goddess y Alpine Oolong. Sin embargo, los tés negros y los tés verdes también son populares. Muchas de las artes clásicas se pueden ver en la cultura del té, como la caligrafía, flores o el incienso.

### Deporte
Taiwán participa en organizaciones y eventos deportivos internacionales bajo el nombre de «China Taipéi» debido a su condición política.

El béisbol es el deporte nacional de Taiwán y el más popular entre los espectadores. En la temporada de 2019 de la MLB hubo dieciséis jugadores de la Liga Mayor de Béisbol de Taiwán en los Estados Unidos, entre los que destacan los lanzadores Chien-Ming Wang y Wei-Yin Chen. La Liga Profesional de Béisbol de China en Taiwán se estableció en 1989, y finalmente absorbió a la Liga Mayor de Taiwán que competía con ella en 2003. A partir de 2015, la CPBL tiene cuatro equipos con una asistencia media de más de cinco mil personas por partido.

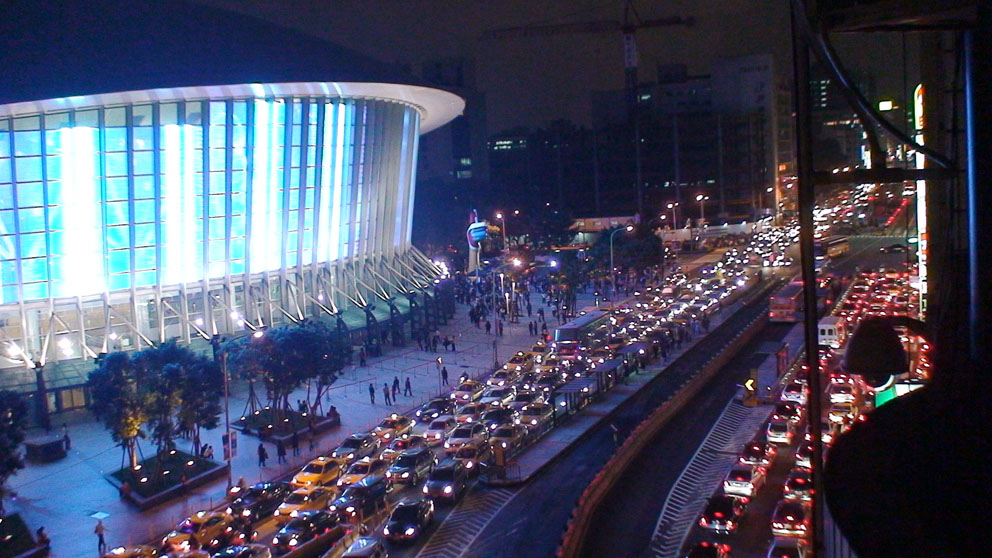
Taipéi Arena.

Además del béisbol, el baloncesto es el otro deporte importante de Taiwán.
La Selección de fútbol de China Taipéi es controlada por la Asociación de Fútbol de China Taipéi, que está afiliada a la AFC y a la FIFA. Se ha clasificado a dos ediciones de la Copa Asiática, en donde logró el tercer lugar en la edición de 1960. A pesar de ello, nunca se le consideró una selección fuerte en Asia, ya que actualmente es una selección de medio nivel en el continente. Dentro del territorio, existe la Liga Premier de Fútbol de Taiwán, máxima categoría del país, que fue fundada en 2016 y posee un carácter profesional.
El taekwondo se ha convertido en un deporte maduro y exitoso en Taiwán en los últimos años. En los Juegos Olímpicos de 2004, Chen Shih-hsin y Chu Mu-yen ganaron las dos primeras medallas de oro en la prueba de peso mosca para mujeres y en la prueba de peso mosca para hombres, respectivamente. Los competidores de taekwondo posteriores, como Yang Shu-chun, han fortalecido la cultura de taekwondo de Taiwán.

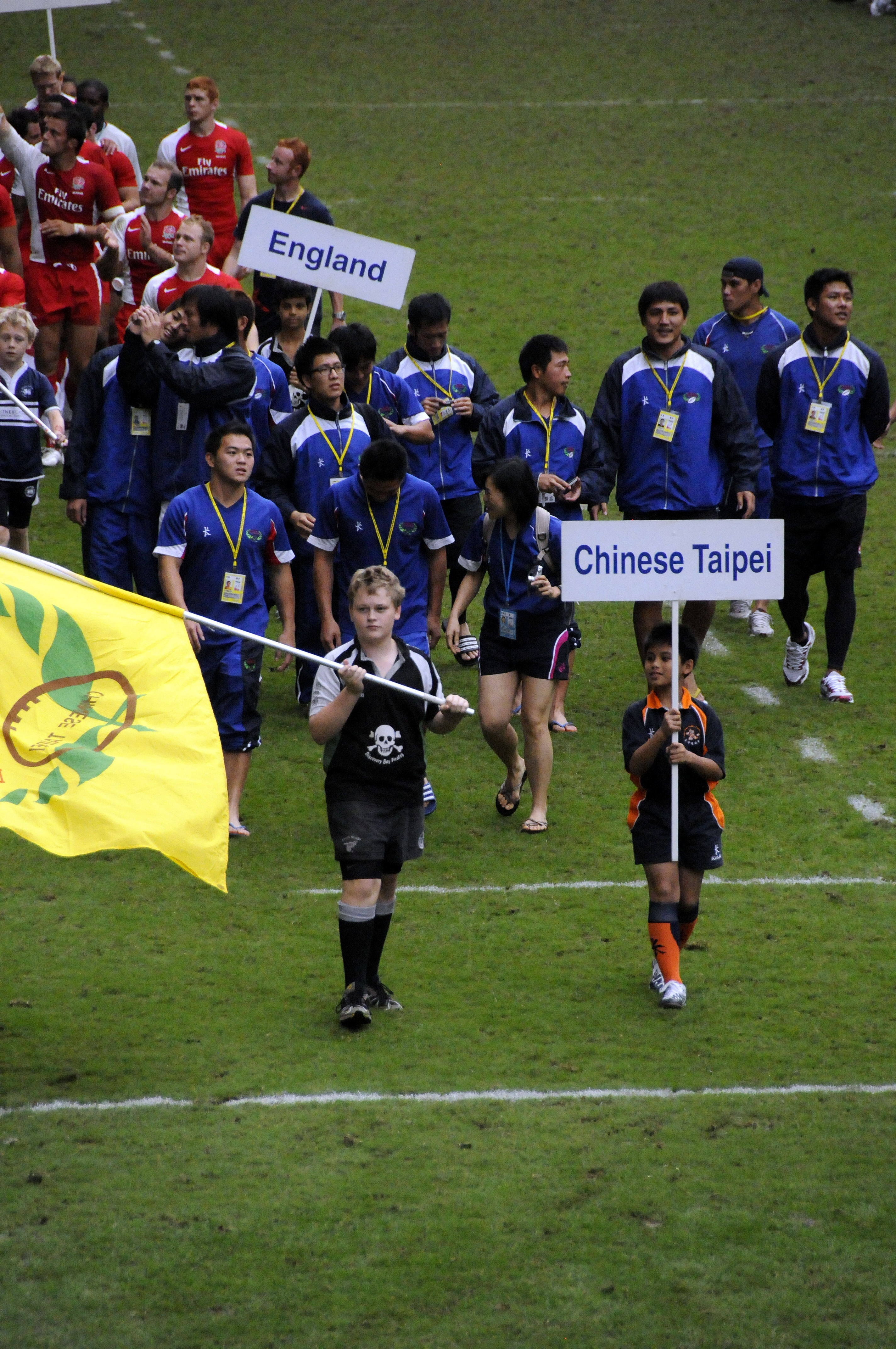
La Selección de Rugby 7 de Taiwán

Taiwán tiene una larga historia de fuerte presencia internacional en el tenis de mesa. Chen Pao-pei fue medalla de oro en el individual femenino en los Campeonatos Asiáticos de Tenis de Mesa en 1953 y medalla de oro con Chiang Tsai-yun en los dobles femeninos de 1957 y en las pruebas por equipos femeninos. Lee Kuo-ting ganó el individual masculino en el Campeonato Asiático de Tenis de Mesa de 1958. Más recientemente, Chen Chien-an ganó el Campeonato Mundial Junior de Tenis de Mesa de 2008 en individuales y, en pareja con Chuang Chih-yuan, ganó los dobles masculinos en 2013 en el 52.º Campeonato Mundial de Tenis de Mesa. Jugando para Taiwán, Chen Jing ganó una medalla de bronce en los Juegos Olímpicos de 1996 y una medalla de plata en los Juegos Olímpicos de 2000. Lin Yun-Ju, de 17 años, derrotó a la actual campeona mundial Ma Long y al número 3 de la clasificación mundial, Fan Zhendong, al ganar los individuales masculinos de 2019 en la Serie de Diamantes T2 en Malasia.
En Bádminton, la jugadora profesional Tai Tzu-ying (戴資穎), llegó a ser la número 1 mundial con 22 años de edad en diciembre de 2016, y desde entonces se mantiene en top 10 de la clasificación mundial de BWF (Badminton World Federation), por lo que el bádminton se conrvirtió en un deporte popular de cualquier edad para los taiwaneses.
Taiwán ha participado en todas las ediciones de los Juegos Olímpicos desde su primera participación en Melbourne 1956, bajo el nombre de China Taipéi, consiguiendo un total de 36 medallas (hasta 2022). Su participación más exitosa fue durante los Juegos Olímpicos de Tokio 2020, celebrado en 2021 en Japón, donde se consiguió un total de 12 medallas: 2 de oro, 4 de plata y 6 de bronce. En cuanto a los Juegos Olímpicos de Invierno, China Taipéi no ha conseguido ninguna medalla hasta la fecha.
En 2009, Taiwán acogió dos eventos deportivos internacionales en la isla. Los Juegos Mundiales de 2009 se celebraron en Kaohsiung entre el 16 y el 26 de julio de 2009. Taipéi acogió los 21.º Juegos Olímpicos de Verano para Sordos en septiembre del mismo año. Además, Taipéi acogió la Universiada de verano en 2017.